# Белорусский национальный костюм

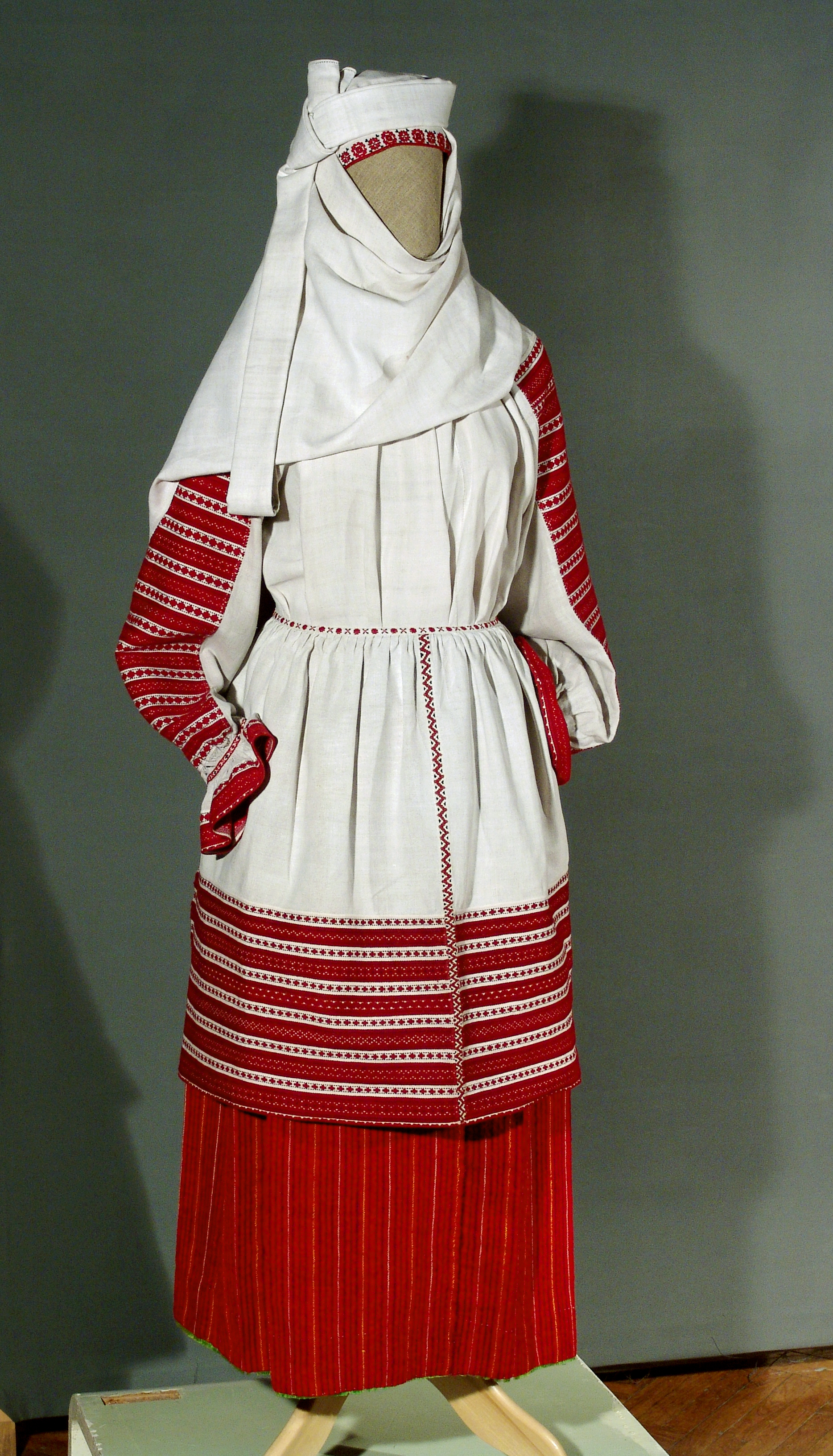
Традиционный архаичный кобринский крестьянский праздничный женский костюм из дер. Хабовичи, конец XIX в. Музей древнебелорусской культуры

Белорусский национальный костюм — комплекс одежды, обуви и аксессуаров, который использовался белорусами в повседневном и праздничном обиходе. Национальный костюм имеет высокую культурную ценность и является одним из этнических атрибутов белорусского народа.
Выделяют по крайней мере 3 разновидности белорусского национального костюма (в соответствии с социальной принадлежностью):
- крестьянский;
- мещанский;
- дворянский.

Белорусский крестьянский костюм имеет глубокие исторические корни и сохранил множество архаических черт. Сочетая в себе практичность и эстетичность, он являлся и является много большим, чем просто одеждой или художественным произведением. Крестьянский костюм белорусов отображал местные традиции, нужды и социальный статус представителей белорусского народа, мировоззрение мастеров, изготавливавших его, а в декоративном орнаменте иногда читаются целые содержательные истории. Обычно именно крестьянский костюм имеют в виду, когда говорят про национальный костюм белорусов вообще.
Белорусский костюм, имея общие корни с украинским и русским национальными костюмами и формируясь на основе взаимовлияния литовской, польской, русской и украинской традиций, тем не менее отличается самобытностью и является самостоятельным явлением. Кроме этого, он вбирал в себя тенденции интернационального городского костюма и таким образом вписывался в общеевропейский контекст.

## История изучения
Всестороннее изучение крестьянского костюма белорусов началось в XIX в. и было связано с интересом белорусских и зарубежных учёных к духовной культуре и быту этого славянского народа. Из предметов материального быта белорусов начали составлять отдельные и богатые коллекции. Они представляют собой богатый материал для сравнительного изучения крестьянского костюма разных регионов. В их состав входят женская и мужская одежда, приобретённая в районах Белоруссии, а в частности — в бывших Гродненской, Могилёвской, Минской, Витебской губерниях. Некоторые итоги и образцы одежды были опубликованы в XIX — начале XX в. Именно в упомянутый период было собрано достаточно много сведений о народных традициях, быте, антропологических особенностях представителей крестьянства, их одежде и фольклоре. В 1920-е гг. разрабатывались новые направления в этнологических исследованиях, в том числе согласно новым исследовательским методикам:
- Первое направление продолжало традиционное этнографическое изучение костюма, но согласно новым подходам: картографирование предметов одежды, фиксация географического распространения отдельных типов и форм костюма. В этом направлении работали такие известные сотрудники института белорусской культуры, как Н. И. Касперович, В. У. Ластовский, И. А. Сербов и другие.
- Второе направление формировалось в области искусствоведения методом структурного изучения костюма в дизайне (появилось во второй половине XX в.).

Письменные свидетельства о белорусском костюме достаточно многочисленны: информация встречается в общеисторических, краеведческих и специальных изданиях. И в наше время, например, высоко ценится труд И. Георги «Описание всех обитающих в Российском государстве народов». Сведения про костюм также можно найти в материалах, собранных в XIX в офицерами Генерального штаба Российской Империи в отдельных томах. В. Ф. Миллер в своём произведении объединил материалы, собранные в белорусских губерниях на Всероссийскую этнографическую выставку 1867 г. в Москве. Существенными для исследователей являются материалы из архивов Императорского Русского Географического общества, часть из которых была опубликована в этнографических, исторических журналах и отдельными изданиями. Культура белорусов, в том числе и народная одежда, была объектом исследования польских учёных. Значительный вклад в описание и осмысление национальных костюмов не только белорусов, но и вообще восточных славян, сделала Г. С. Маслова.

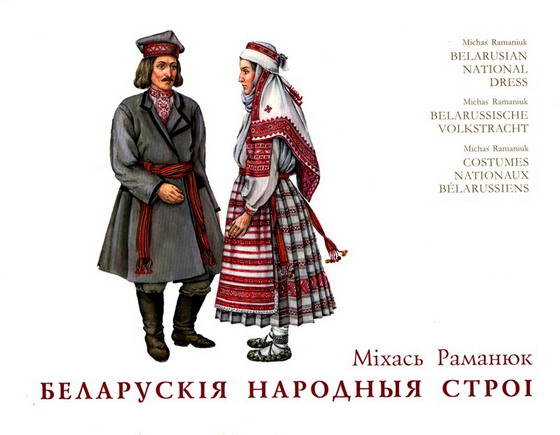
Обложка альбома «Белорусские народные костюмы» (2014) Михаила Романюка: крестьяне в малоритском костюме

Во второй половине XX в. исследования белорусского костюма были сконцентрированы на его этиологии, причём доминировали в этом направлении именно белорусские этнографы: Л. Молчанова, А. Курилович, А. Дулеба, В. Титов. Белорусские этнографы провели этнографическое изучение всех регионов Белоруссии и собрали материалы, свидетельствовавшие о большом разнообразии костюма белорусов и позволили определить местные особенности его региональных вариантов.
Одним из наиболее известных авторов, разрабатывавших искусствоведческое направление в исследовании белорусского крестьянского костюма был Михаил Романюк. Он создал альбом «Белорусская народная одежда» (1981) — собрание фотографических материалов, аналога которого во время его издания не имели ни прибалты, ни украинцы, ни русские. Альбом создавался на основе архивов Русского Географического общества, белорусских музеев и уникальных этнографических коллекций самого автора. Сокращённая версия альбома издавалась в 2003 и 2014 гг. М. Ф. Романюк известен также по многочисленным научным статьям в белорусских энциклопедиях.
После первой мировой войны общая для всех европейских стран тенденция к ограничению ежедневного использования народной одежды не обошла стороной и Белоруссию, однако тема национального костюма всё ещё остаётся актуальной для исследователей. Особый интерес для учёных представляет относительно слабо изученный (в сравнении с костюмом XIX—XX вв) костюм белорусов времён Великого княжества Литовского: информацию об этом периоде можно найти в актовых документах, письмах, инвентарях имений и описях имущества, воспоминаниях, заметках путешественников, летописях, хрониках и т. д. Ведущим научно-исследовательским учреждением в сфере изучения белорусского национального костюма является Институт искусствоведения, этнографии и фольклора имени Кондрата Крапивы НАН Беларуси. В 2017 г. в двух книгах были опубликованы итоги фундаментальных исследований сотрудниц института Валентины Белявиной и Любови Раковой, где впервые был целиком охарактеризован белорусский национальный костюм всех сословий и периодов.

## Краткая история костюма

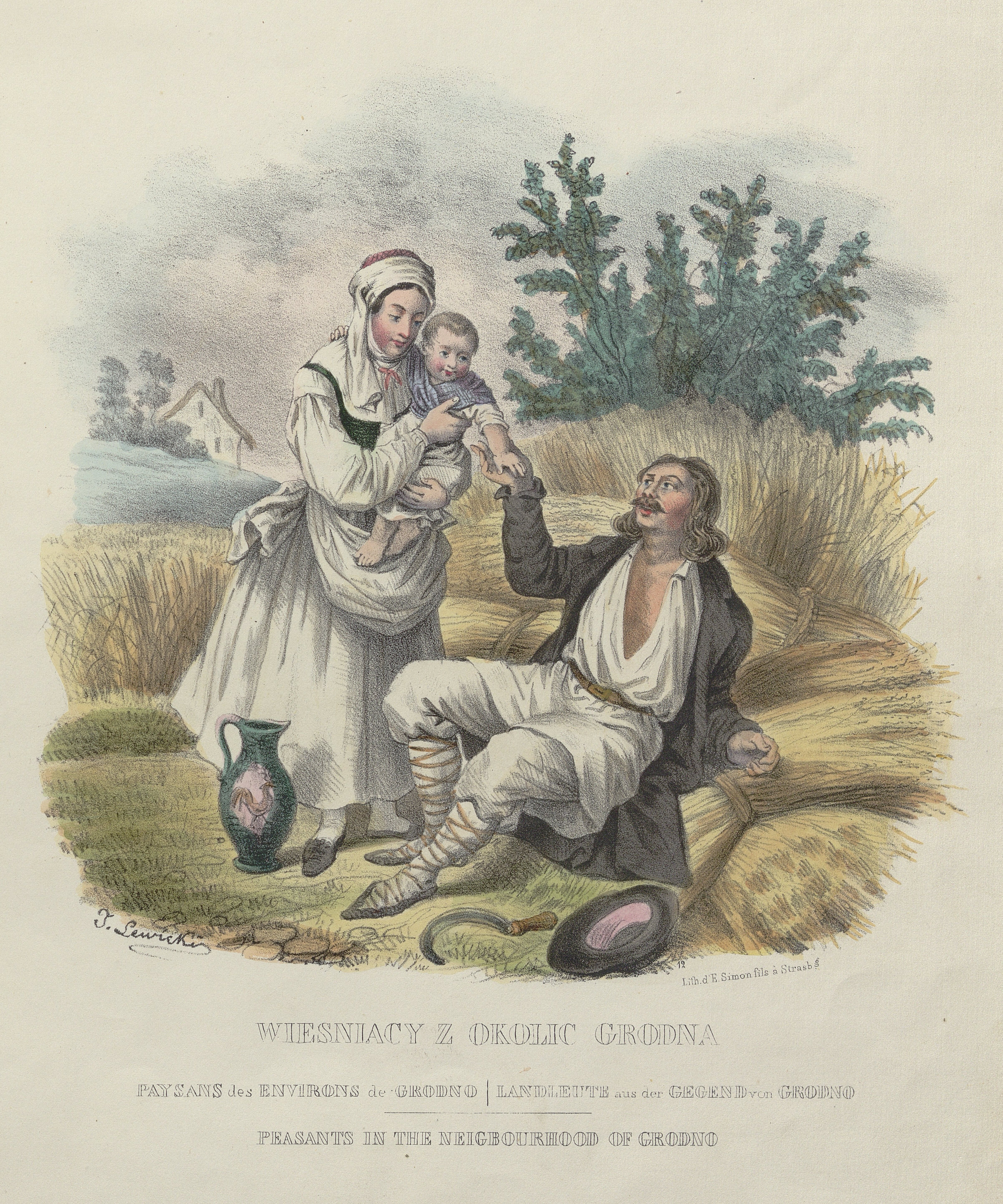
«Крестьяне из окрестностей Гродно» (художник — Ян Левицкий)

Умеренно континентальный климат, длительная зима и прохладное лето вынуждали жителей территории современной Белоруссии пользоваться закрытой и тёплой одеждой. Региональные особенности одежды здесь начали наблюдаться уже в I тыс. н. э. В начале II тыс. н. э. произошёл переход от захоронений по обряду трупосожжения к захоронениям по обряду трупоположения (при котором сохраняется много предметов), что позволило учёным лучше изучить этот период. Самым важным этноопределительным элементом костюма того времени были головные уборы, в первую очередь, женские височные кольца, которые прикреплялись к головному убору, вплетались в волосы либо носились как серьги. Картографирование таких украшений позволило очертить границы определённых областей, близких к основным этнографическим, хотя самые простые проволочные перстнеподобные височные кольца были распространены почти по всей Восточной Европе.
Большой интерес для исследователей представляет костюм XI—XII вв., когда на территории современной Белоруссии активно шли процессы славянизации местного балтского населения и процессы культурного взаимодействия.
Формирование собственно белорусского традиционного костюма и его особенностей началось в годы Великого княжества Литовского. Патриархальный образ жизни в белорусских поселениях и ведение натурального хозяйства содействовали тому, что многие типичные черты традиционного костюма (простые формы одежды, прямолинейный покрой, преобладание белого, чёрного и красного цветов в оформлении и ромбо-геометрического орнамента) сохранились от древних времён до конца XIX — начала XX в.
К концу XIX — началу XX веков облик белорусского костюма устоялся, сложились ярко выраженные этнические особенности. Одна из важнейших характеристик белорусского костюма — необыкновенная устойчивость традиции. Вбирая в себя многообразные веяния на протяжении столетий, белорусский костюм долгое время сохранял неизменным крой некоторых предметов одежды, её форму, отдельные атрибуты костюма восходят ещё к языческой старине, в нём сохранились архаические черты, например, старинный орнамент и полосатый декор. Технологии изготовления тканей также сохранились с древнейших времён. Несмотря на устойчивость традиционного облика, костюм многовариантен в образном и композиционном проявлениях.

## Локальные разновидности
На территории Белоруссии исследователи выделяют более 30 разновидностей народного костюма, достаточно строго привязанных к определённой местности.

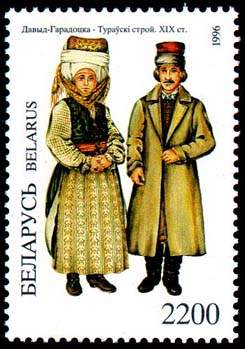
Давыд-Городоцко-Туровский строй
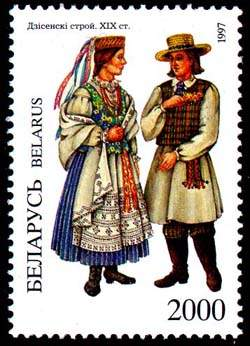
Дисненский строй
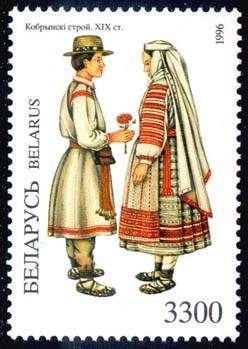
Кобринский строй
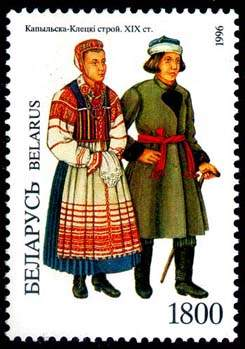
Копыльско-Клецкий строй
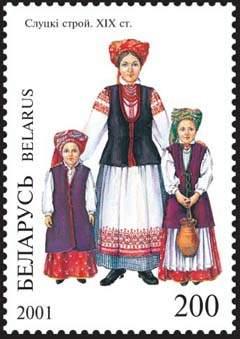
Слуцкий строй
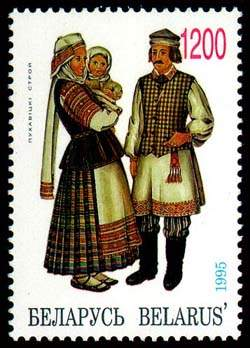
Пуховичский строй
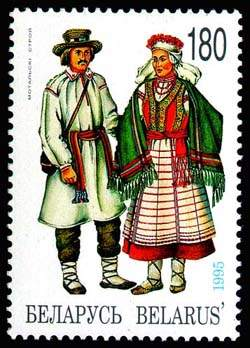
Мотольский строй
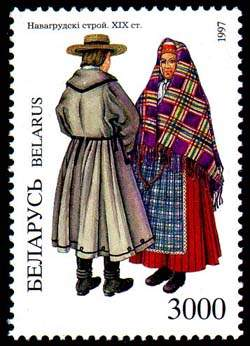
Новогрудский строй
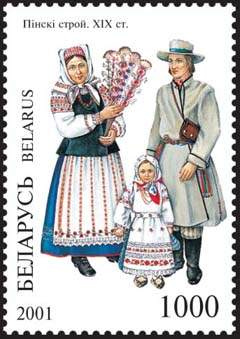
Пинский строй
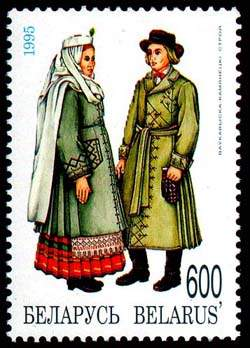
Волковысско-Каменецкий строй

## Описание мужского костюма

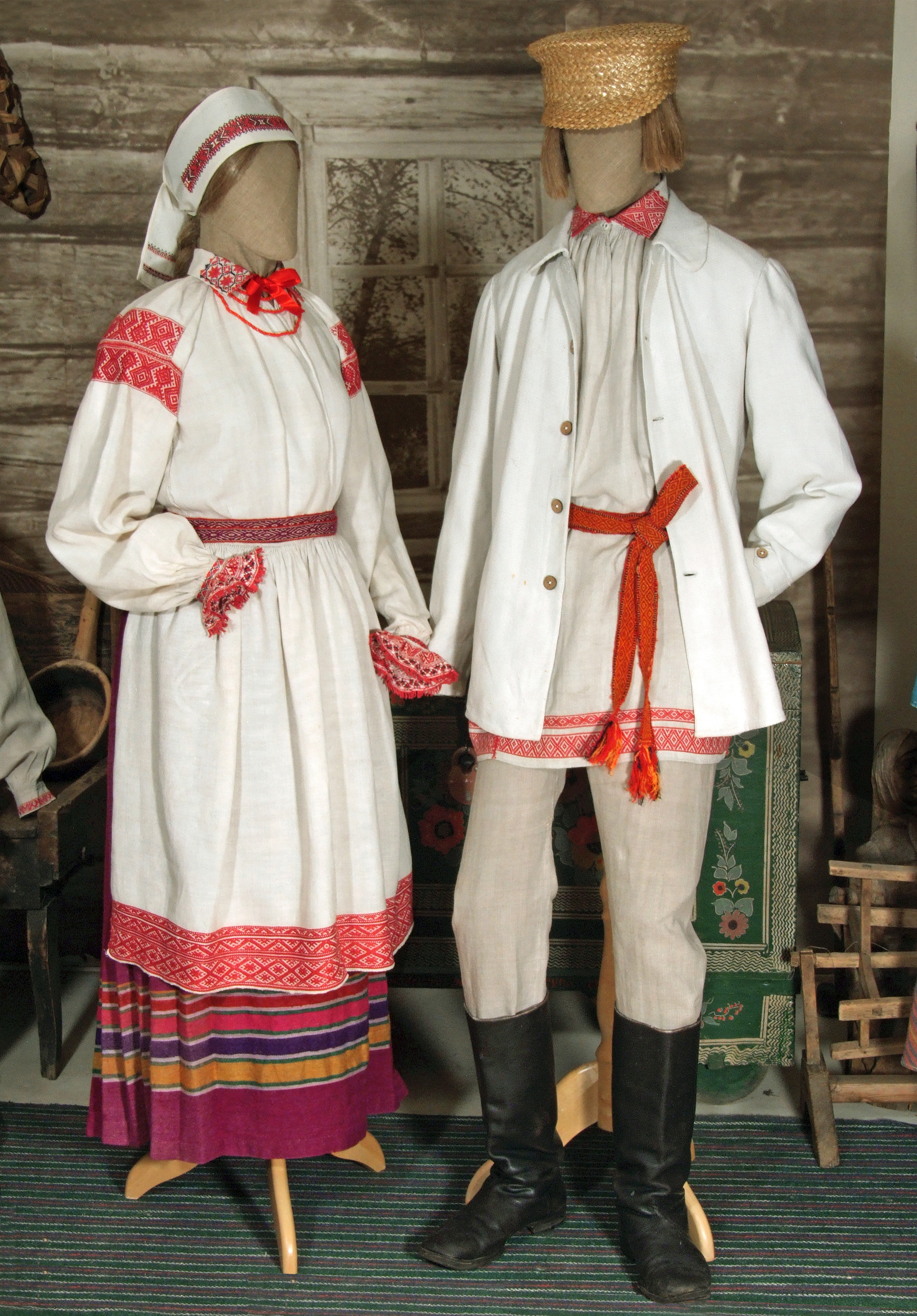
Традиционная верхняя летняя одежда белорусских крестьян, XIX в. (Музей древнебелорусской культуры)

История изменений мужского костюма в Белоруссии позволяет шире понять нужды, эстетические вкусы, символику духовной и материальной культуры и быт белорусов, отображающие характер того или иного периода истории и условия природной среды.

### Плечевая и поясная одежда
Самой древней частью мужской поясной одежды белорусов является рубашка («сорочка», «рубаха», «лянка», «срачица»). Наиболее широким образцом мужской рубахи была туникоподобная льняная рубаха без швов, не имевшая воротника, но с разрезом посреди грудины. На шее рубаха застёгивалась пуговицей либо завязывалась лентой, тесёмкой. Туникоподобная рубаха была также наиболее древним видом мужской нательной одежды у народов Прибалтики, Поволжья и Дагестана.
Первоначально у восточных славян мужская рубаха была длинной, иногда даже до колена, и её носили вместе со штанами. По бёдрам она была подпоясана льняным или суконным поясом.
В разных регионах Белоруссии в конце XIX — начале XX в. мужская поясная одежда имела свои названия: «штаны», «ноговицы», «гоновицы», «порты», «учкуры», «майтки». Мужские штаны в раннем Средневековье были неширокими и их кроили из прямых полотнищ, перегнутых по основе. Между полотнищами вшивали вставки или клинья. Пояс был неширокий и завязывался вокруг талии.
В качестве украшения в X—XIII вв. добавляли нашивные металлические спиральки, вставки. Необходимым элементом мужского костюма был кожаный, тканый, плетёный или шёлковый пояс, к которому прикреплялись подвески-амулеты.
В числе домашней и уличной одежды горожан и шляхты во времена ВКЛ выступали «жупицы», «казиянки», «кобаты», «сукенки», «камизели». Жупица — короткий лёгкий кафтан с рукавами или без них, а казиянка — разновидность лёгкого кафтана, шившаяся как с рукавами так и без. Кобат — короткий, до половины бёдер кафтан с рукавами либо без.

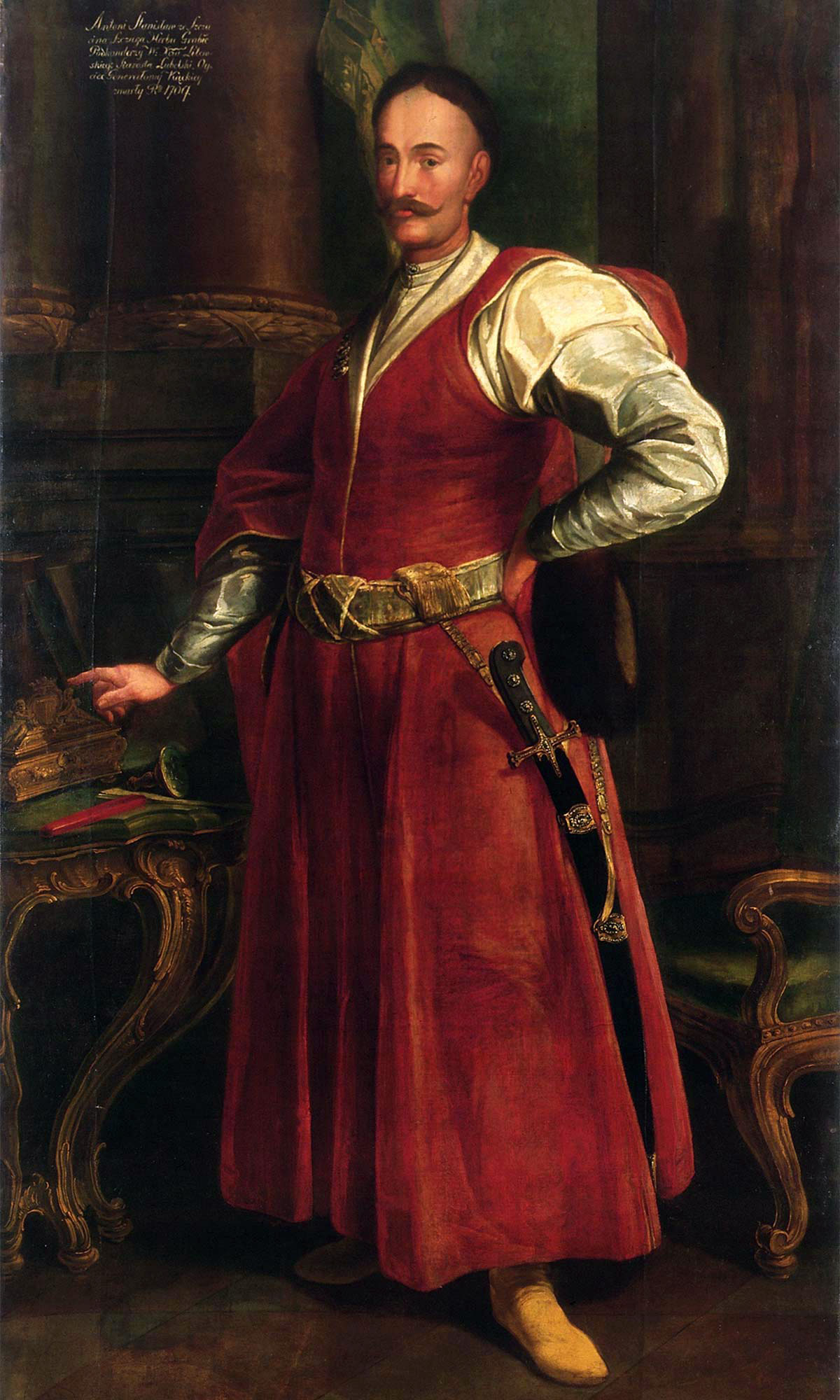
Станислав Антоний Щука в красном контуше и с причёской «подбритый лоб». Портрет около 1740 г.

Уличной и домашней плечевой одеждой мещан и шляхты ВКЛ, одевавшейся поверх рубахи был жупан — длиннополая одежда из сукна или шёлковых тканей, расширенная вниз от линии талии, которая от воротника до талии застёгивалась на пуговицы. Зимние тёплые жупаны делались на подкладке из шерстяных тканей, иногда подбивались ватой. Жупаны подпоясывались суконными, кожаными, а позже и шёлковыми иностранными или местного производства поясами. С XVIII в. жупан стали носить вместе с контушом. По этой причине пояс уже завязывался не на жупане, а на контуше. Изменился также крой жупана, сзади у которого начали делать сборки. Жупан обычно шили одного цвета, а контуш — другого. Контуши также носили и мещане во времена ВКЛ, но для них это была праздничная одежда.

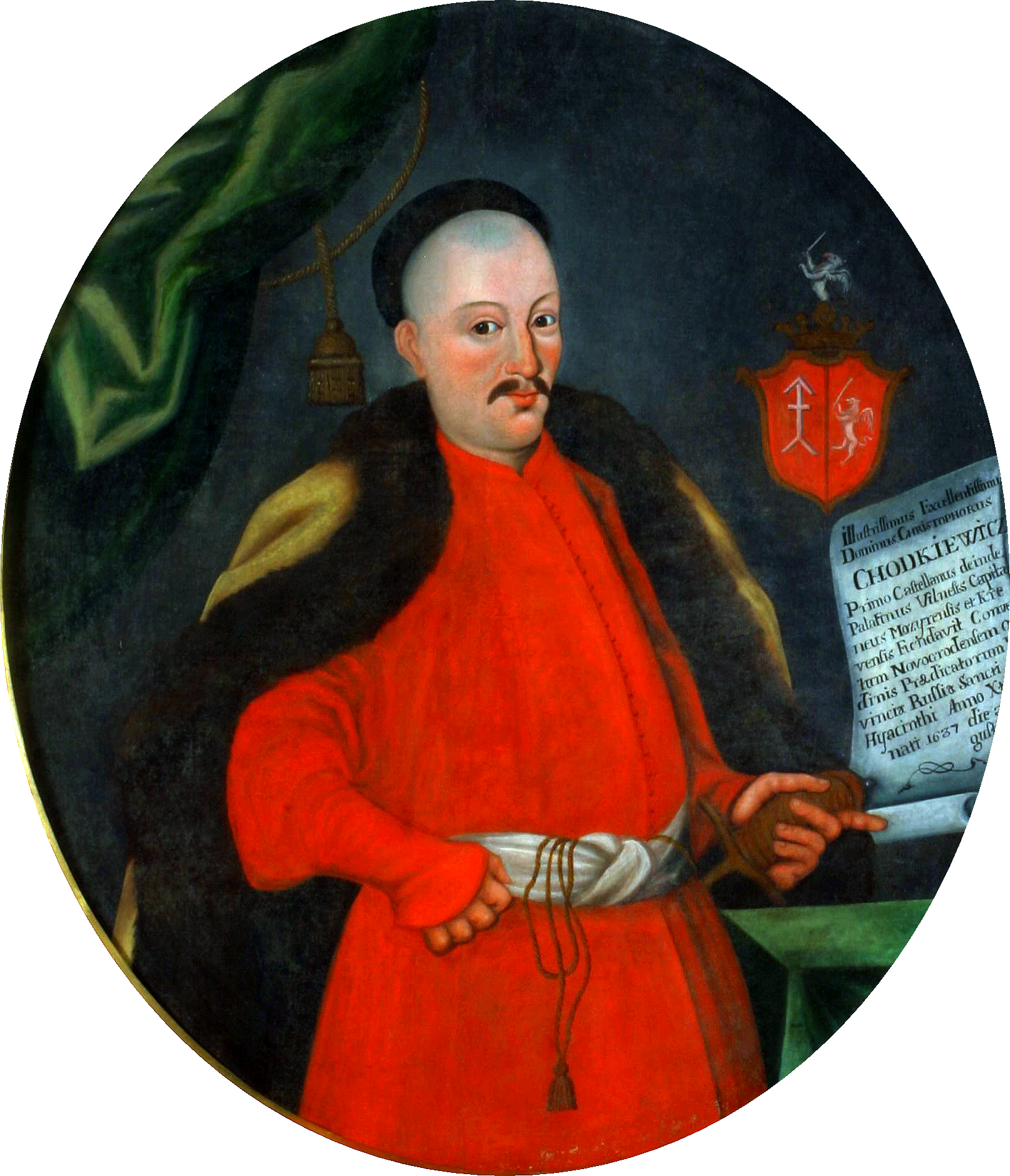
Граф Криштоф Ходкевич в жупане с шубой и причёской «подбритый лоб». Портрет середины XVII в.

В 1764 г. Сейм Речи Посполитой впервые утвердил цветовую гамму дворянских мундиров для каждого региона государства (воеводства и уезда), что шляхта должна была исполнять во время официальных мероприятий.
В Российской империи до ноябрьского восстания шляхта во время официальных мероприятий использовала традиционные наряды, сложившиеся во времена Речи Посполитой, а также имела право открыто носить оружие, хоть могла носить и общеевропейские костюмы. В 1831 г. открытое ношение традиционной дворянской одежды (контуши, делии, жупаны, конфедератки) было запрещено, поскольку считалось проявлением оппозиционности к российской власти. Поэтому среди дворянства Белоруссии распространёнными стали общеевропейские костюмы, среди которых приобрёл популярность дворянский (гусарский) костюм венгерского образца («венгерка») и ставший своеобразной заменой национального времён Речи Посполитой.
Во времена ноябрьского и январского восстаний повстанцы использовали в качестве демонстрации патриотизма многие традиционные виды и элементы дворянской одежды времён Речи Посполитой (жупаны, конфедератки и др.). С 1864 г. среди дворянства стал абсолютно преобладать светский костюм общезападноевропейского образца либо служебные мундиры чиновников и военных Российской Империи, а запрещённые для публичного ношения традиционные костюмы времён Речи Посполитой бережно хранились в сундуках.

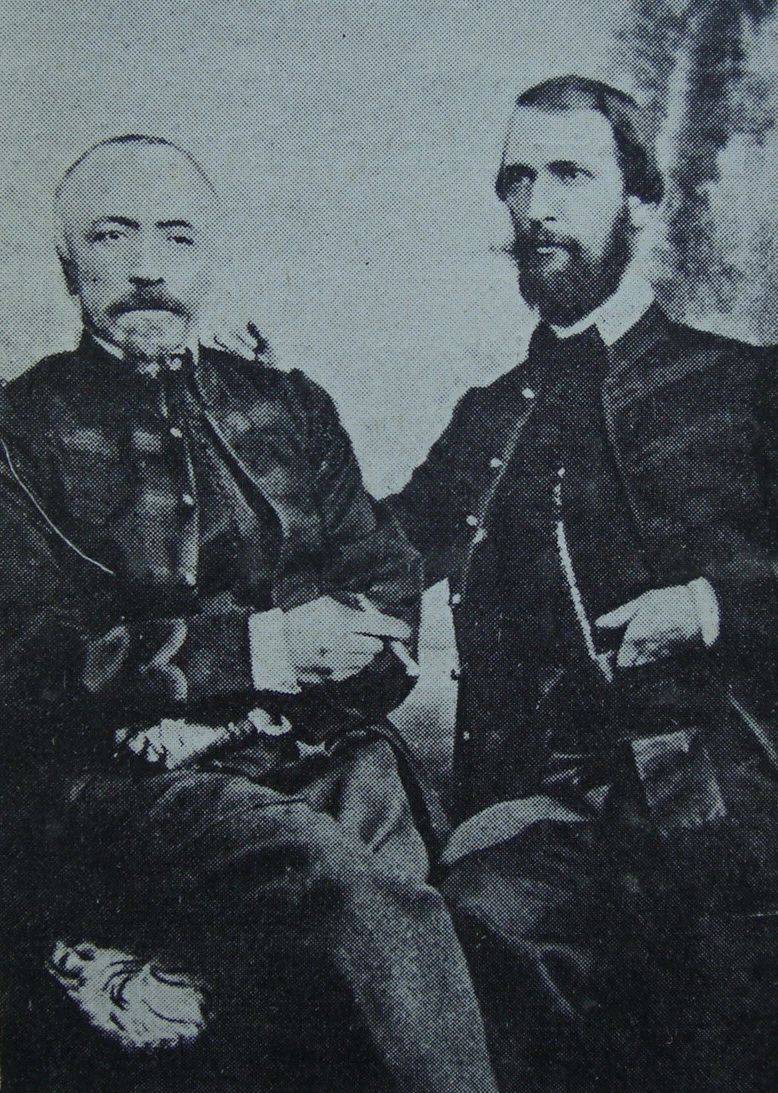
Наполеон Феликсович Еленский (слева) и Иероним Феликсович Кеневич, помещики Мозырского уезда в гусарских костюмах. Фото начала 1860-х гг.

Со второй половины XIX в. традиционная туникоподобная рубаха у белорусских крестьян начала заменяться на рубаху со вставками. В таких рубахах разрез делался посередине грудины и имел длину около 30 см. Вокруг ворота рубахи ткань собиралась в мелкие сборки, к которым пришивался отложной или стоячий воротник с прорезками на концах, где ворот рубашки завязывался через эти прорезки цветной лентой либо застёгивался металлической запонкой. Под мышками для удобства движений в рубаху вшивали квадратные полотняные вставки. Рукава делались простые либо с манжетами, а ткань последних также присобиралась в мелкие сборки. Праздничные и свадебные рубахи украшались орнаментом по воротнику и концам рукавов — при помощи тканого или вышитого крестиком узора хлопоквыми нитками красного, а часто дополнительно и чёрного цвета. Рубахи со вставками в конце XIX — начале XX в. наиболее широко были распространены на Полесье и использовались на Западном Полесье до начала Второй мировой войны.
Рубахи, которые крестьяне носили во время работы по будням, шили из более грубого полотна и никак не украшались. Однако обязательно к середине спины подшивали «подоплёку», чтобы рубаха меньше изнашивалась. Чисто белая (без украшений и узоров) рубаха использовалась крестьянами для похорон и обычно готовилась хозяевами заблаговременно.
Поясной одеждой белорусского сельского населения в середине XIX — начале XX в. оставались штаны. Их делали из более грубого чем рубаха, жомотканого полотна летом, а зимой — из серого, чёрного, либо коричневого домотканого сукна. На польесье был широко распространён тип штанов известный под названием «штаны с широким шагом», шившиеся без боковых швов и карманов, с широкой верхней частью и суженными книзу штанинами.
Обычно штаны раскраивали, сложив отрезанный для каждой штанины кусок ткани вдвое по длине, а после от нижней части штанин отрезали клиноподобные куски, чтобы они суживались книзу. Своей длиной штаны в целях экономии ткани не доходили до щиколотки. Снизу ноги до половины голени обматывали онучами или суконками, на которые одевали лапти или сапоги. Штаны всех типов в конце XIX — начале XX в. в традиционном крестьянском костюме шились на поясе, а спереди имели разрез. Пояс штанов был шириной 3—4 см и застёгивался на костяные, металлические и самодельные пуговицы или деревянную палочку.

### Верхняя одежда

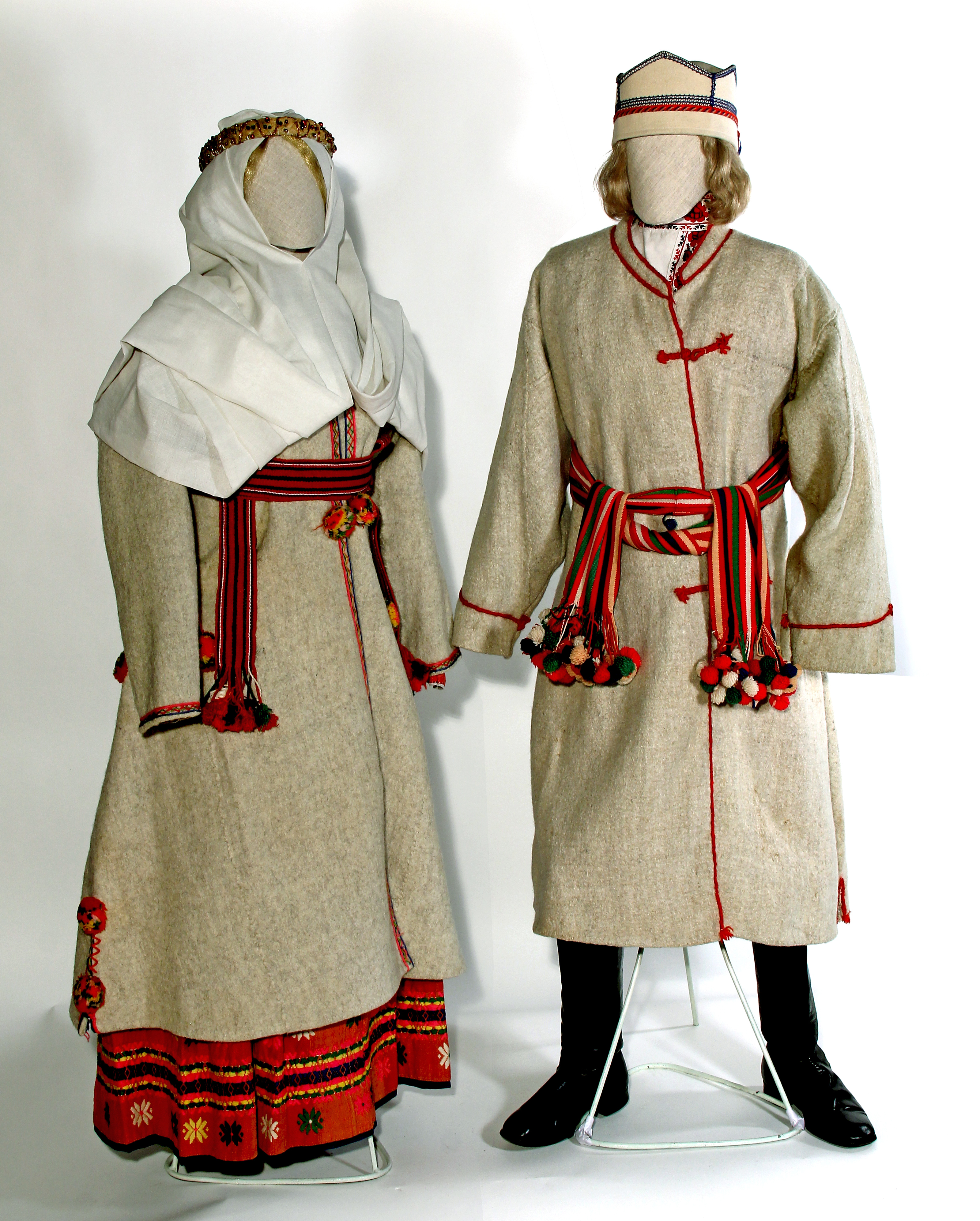
Традиционная верхняя зимняя одежда белорусских крестьян (деревня Гоща около Ивацевичей), XIX в. (Музей древнебелорусской культуры)

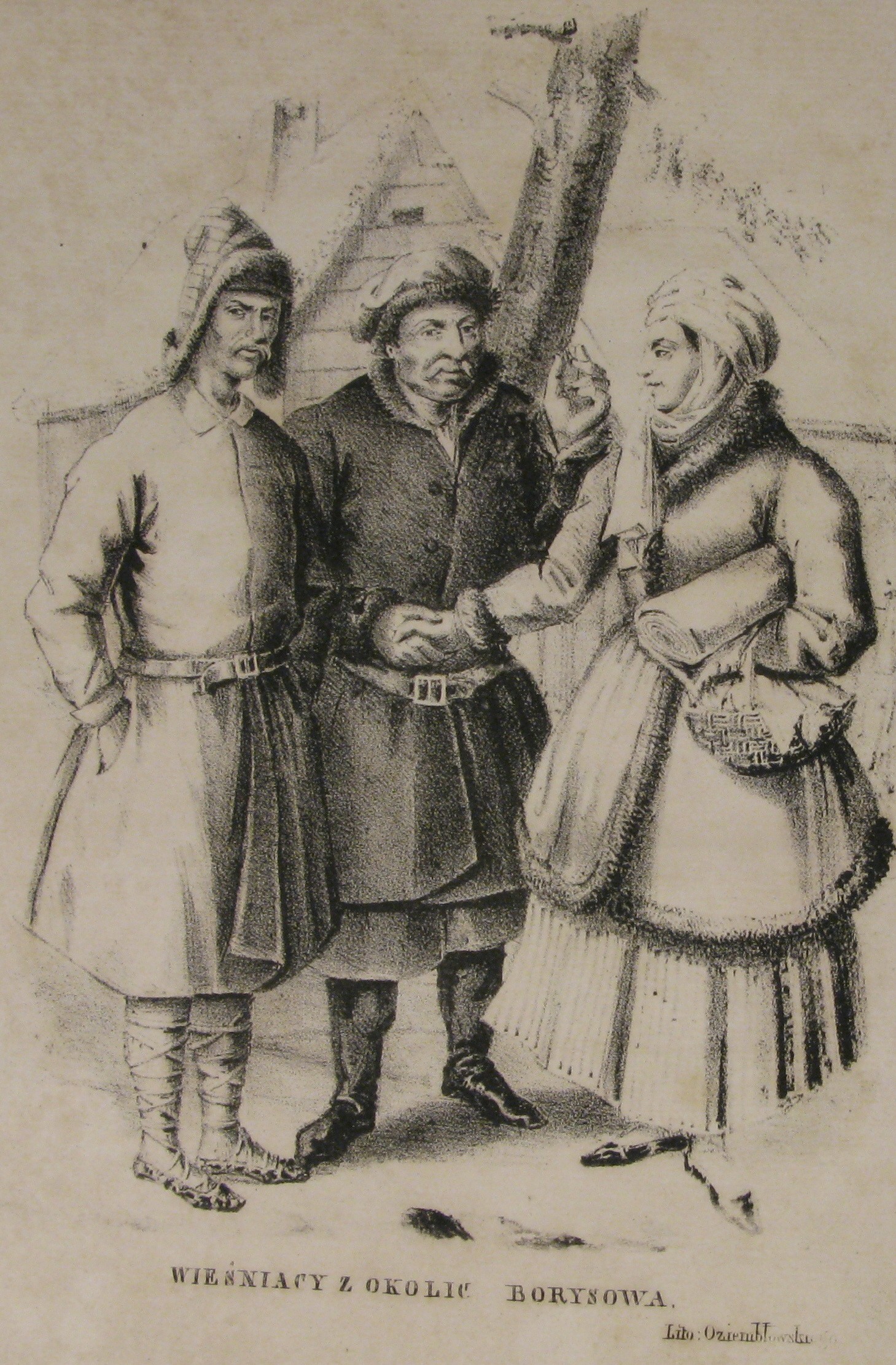
Гравюра «Крестьяне из окрестностей Борисова», до 1847 г. Художник Юзеф Озембловский

С XIII века в ВКЛ среди знати популярной верхней одеждой стал охабень с длинными рукавами и застёжкой на фибулу или завязкой: он был широкой одеждой, похожей на однорядку, только с отложным воротником, достигавшем половины спины. Длинные рукава охабеня забрасывались на плечи, а для рук имелись соответствующие прорези. Повседневные охабени шились из сукна, а праздничные — из парчи, бархата, лучших сортов шёлка.
В числе зимней одежды мужчин разных сословий были шуба, тулуп, волчура, чуга. Верхней зимней одеждой привилегированного сословия обычно были дорогие шубы, в которых изнанка делалась из меха горностаев, рысей, куниц, лисиц, бобров, выдр, соболей, белок. В отличие от женских шуб, которые были приталенными, мужские шубы были длинными и прямого кроя. Шубы знати отделывались сверху атласом, бархатом, камкой, тафтой, сукном, украшались кружевами, золотыми и серебряными пуговицами, изредка шнурами с кистями, и были парадной одеждой. В повседневной жизни верхней зимней одеждой была волчура, пошитая из волчьих и медвежьих шкур и использовали поверх контуша. Волчуру отделывали пунцовым атласом и завязывали под шеей толстыми серебряными и золотыми шнурами. Кирея была плащеподобной одеждой прямого кроя из толстого сукна кира от которого она получила своё название. Зимние киреи часто подшивались медвежьим мехом.
Тулуп был зимней одеждой более низких социальных прослоек — ремесленников, служителей, подмастерьев.
Традиционная верхняя одежда крестьян шилась из грубого домотканого сукна и сохраняла свои основные черты: была удобной для работы и жизни и шилась из дешёвых тканей и меха. Верхняя одежда шилась из сермяжного сукна домашнего производства и была как натурального цвета (белого, серого, чёрного), так и окрашенной в коричневый, рудый, жёлтый цвета (при помощи кореньев, коры, трав).

### Головные уборы

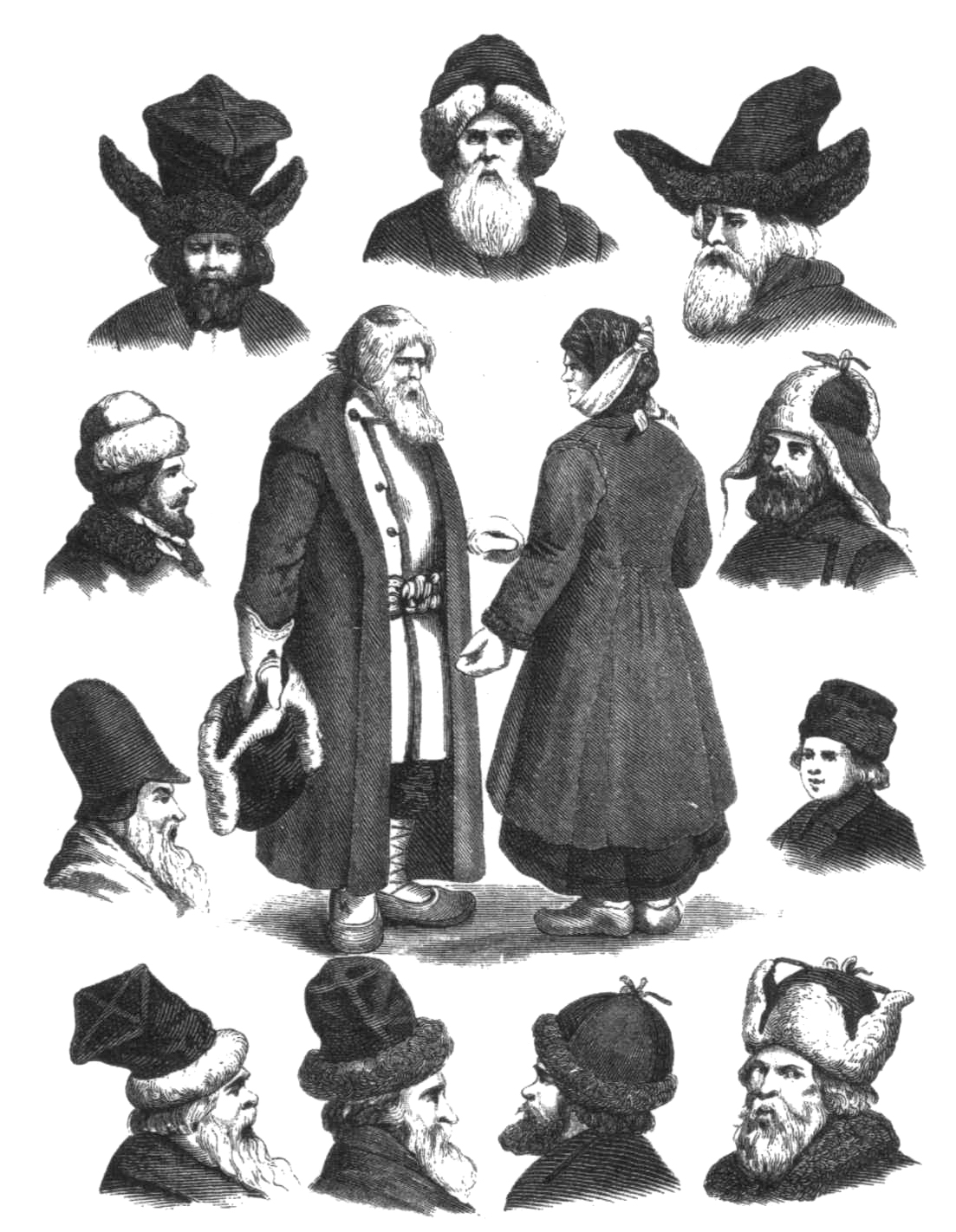
Зимние головные уборы крестьян и мещан, гравюра XIX в.

Головные уборы имели важное место в мужском комплексе одежды, поскольку всегда завершали костюм и были отметкой социального статуса, профессиональной, этнической, половозрастной принадлежности человека. Человек без головного убора на улице воспринимался обычно как бедный, больной, погорелец.
Согласно неписаным правилам, шапку надо было снимать перед более знатными людьми, духовными особами, а также входя в дом, храм и залу суда. Сбивание шапки с головы другого человека считалось моральным проступком и осуждалось обществом.

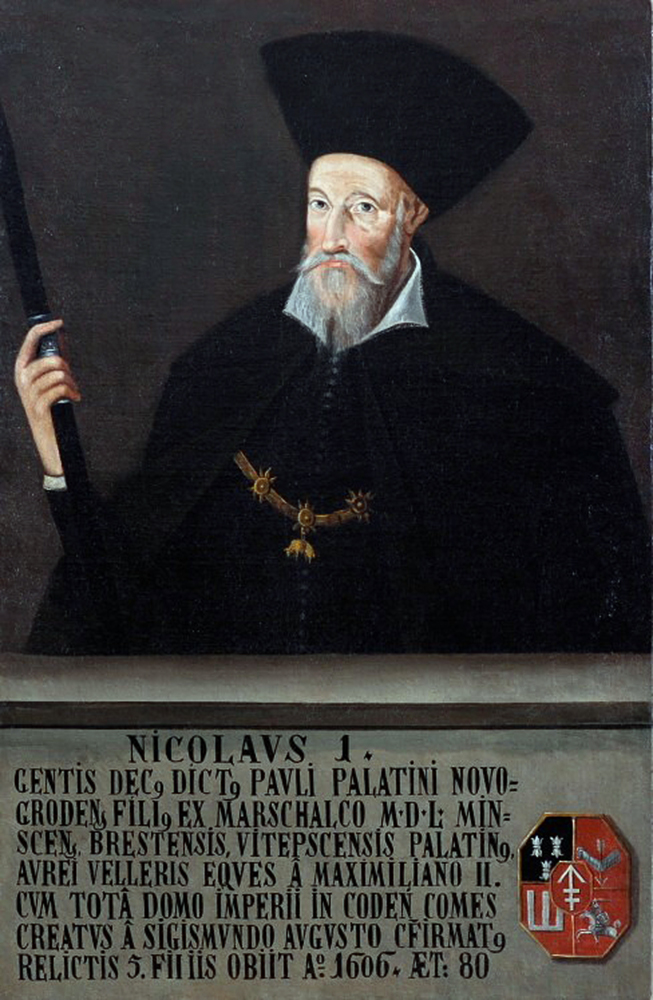
Николай Павлович Сапега (около 1525—1599). Портрет 1709 г.

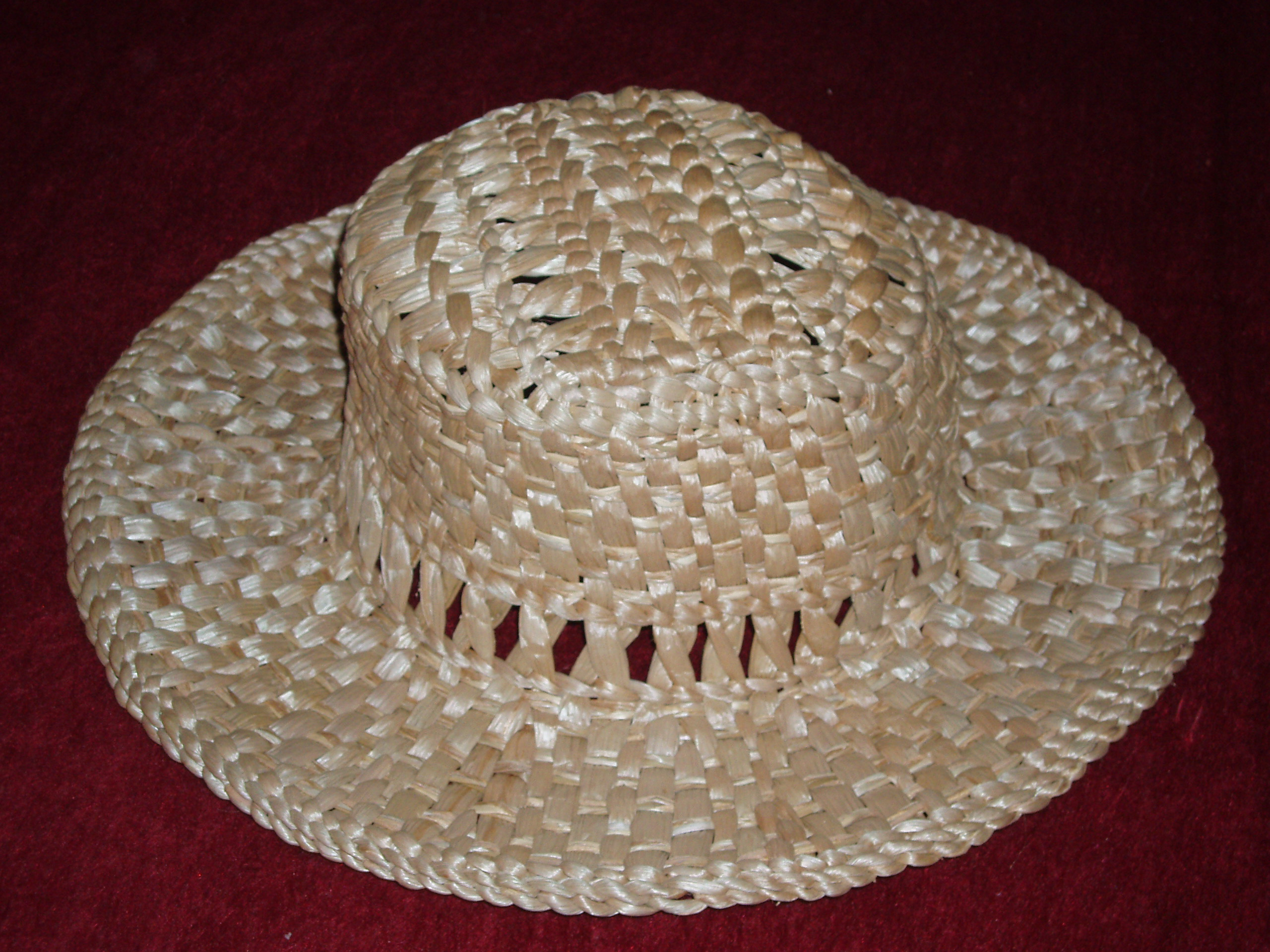
Брыль

В качестве материала для головных уборов использовались меха диких зверей, водившихся в большом разнообразии и количестве в местных лесах, — рыси, волка, медведя, куницы, соболя, белки, бобра, выдры и др. Для зажиточных людей использовался дорогой мех — соболя, рыси, горностая, выдры, а для крестьян — более дешёвый: овцы, лисы, зайца, кролика. Существовали разные по покрою меховые шапки, которые шили из кожи, войлока, сукна, меха, и украшались бронзовыми фибулами и бляшками.
Бояре и мещане ВКЛ носили шапку конусовидной формы — «шлык», а также «колпаки», бывшие целиком из меха или сукна, подбитого мехом.
Среди знати была распространена в использовании маленькая шапочка под названием «елмонка», «ермынка», «елмынка», «ялмынка», которую носили под иного рода шапкой. Такая шапочка была типичным головным убором духовенства, имела небольшой размер и только прикрывала макушку.
Соломенные шляпы (брыли) в XVII—XIX вв. были летним головным убором крестьян, горожан и даже среднезажиточной шляхты на селе. Они использовались вместе с лёгкими шляпами из ткани синего цвета. Соломенные шляпы плелись из ржаной или пшеничной соломы, реже — из камыша. Зажиточное дворянство в XIX в. отказалось от соломенной шляпы.

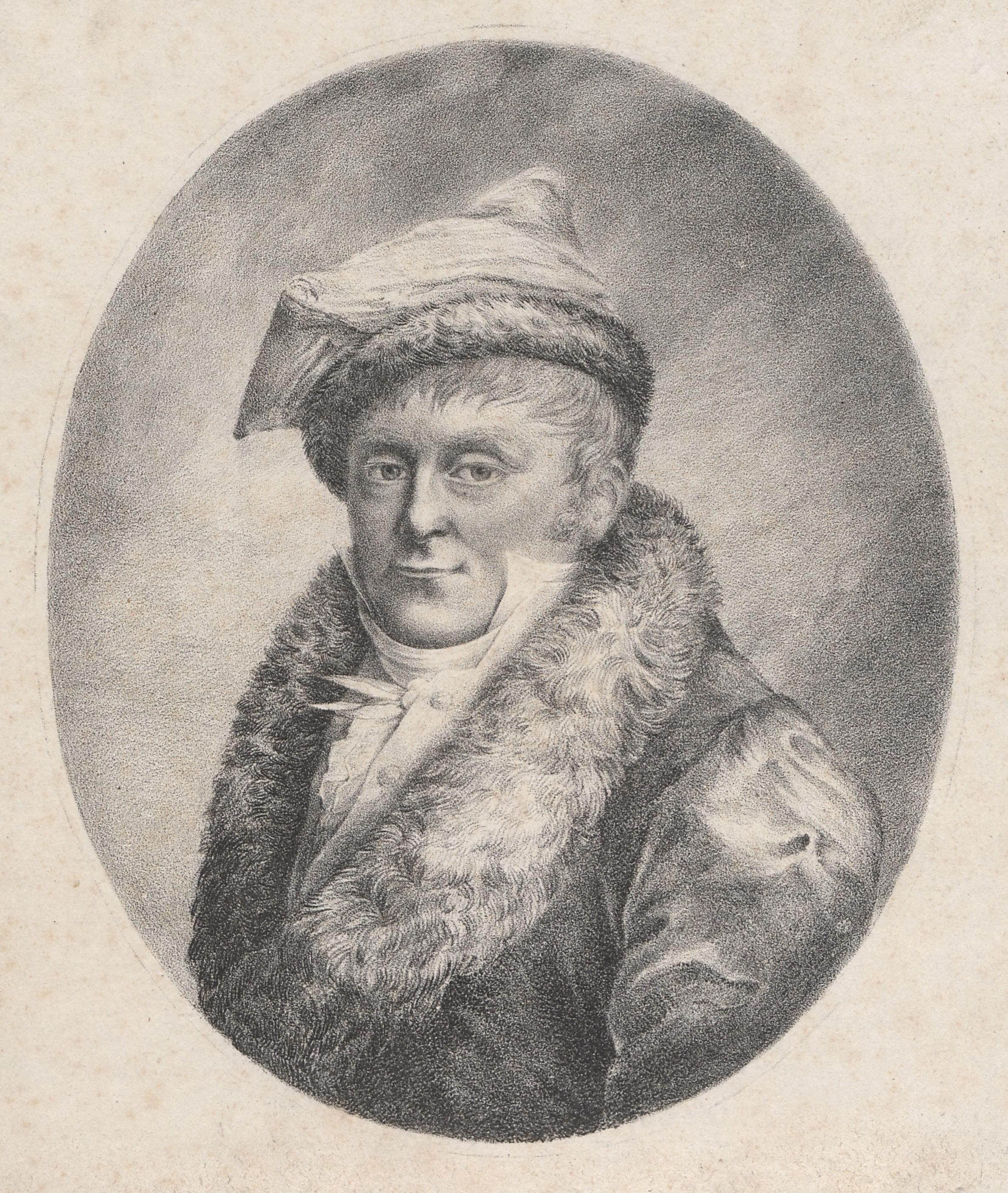
Граф Александр Франтишек Ходкевич (1776—1838) в конфедератке. Рисунок 1822 г.

В XVIII — начале XIX в. шляхта носила конфедератку, часто украшаемую перьями редких птиц. В XIX в. среди зажиточного дворянства в моду вошли шляпы цилиндрической формы (цилиндры). Цилиндры были с широкими закрученными или узкими плоскими полями, их часто сменяли.
Традиционным зимним головным убором крестьянина была шапка-ушанка («ушанка», «зимка», «аблавуха», «аблаушка»), шившаяся из овчины или меха лисицы, зайца, белки, волка. К полусферической основе шапки-ушанки пришивали 4 крыла («уха»). Передние и задние уши поднимали и завязывали на макушке, а боковые — под подбородком. Аблавуха была очень тёплой и тяжёлой (весила до четырёх фунтов. Сверху аблавуху покрывали сукном домашнего производства, а иногда (для большего тепла) подбивали паклей или войлоком, — и тогда она напоминала древнюю треуголку с отрезанным или загнутым передним углом. Для закрепления на голове на уши и шею опускались отвороты, которые задирали вверх или дополнительно подвязывали шнурками.
В конце XIX в. среди традиционных головных уборов крестьян встречалась «капуза» — очень высокая и значительных размеров шапка, шившаяся из шкуры молодого ягнёнка. «Уши» капузы в стужу завязывали под подбородком, а в тёплую погоду — поднимали и завязывали сверху. Крестьяне называли капузу шапкой в «полтора барана».
Фуражки-картузы быстро распространились среди крестьян и стали основным головным убором мужчин в начале XX в. Их носили и взрослые и дети. Во второй половине XX в. фуражка постепенно утратила своё бытовое значение и стала головным убором для сотрудников «силовых» министерств (военных, пограничников, таможенников и т. д.)В это же время появился новый головной убор — «кепка», шившаяся из сукна или полотна и популярная до этого времени.
С XIX в. на селе и в городе были также популярными вязаные головные уборы из льняной или шерстяной пряжи, часто в форме колпака. вязать их было удобно, как длинный чулок, края которого отгибали несколько раз. Во второй половине XX в. они значительно распространились.
Сегодня головные уборы крестьянина и горожанина практически не отличаются.

### Обувь
Обувь составляет важную часть костюма и защищает ноги от воздействия холода, грязи, влаги и механических повреждений острыми камнями, колючками, корнями деревьев, выступающих над поверхностью почвы.
Качество и материалы обуви зависели от его конкретного назначения, состояния экономического и культурного развития общества, климатических условий, технических приёмов изготовления и местных привычек. Самым древним видом обуви на территории Белоруссии были плетёные из лыка, лозовой, вязовой коры лапти. Кожаная обувь встречалась в ту пору чрезвычайно редко, что объясняется тогдашними представлениями крестьян: если умершего похоронить в кожаной обуви, то животное, из кожи которого сделана обувь, на том свете будет беспокоить покойника, требуя назад свою кожу.

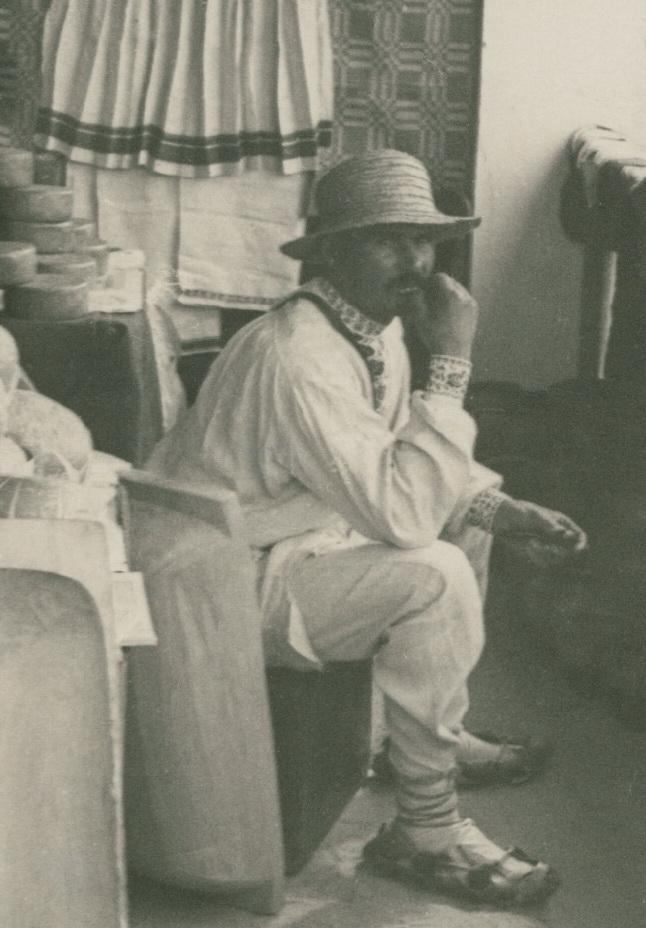
Крестьянин-торговец в соломеной шляпе, обутый в лапти, на ярмарке в Пинске (Западная Белоруссия). Фото 1937 г.

Лапти как вид обуви сельского населения встречаются в XVI—XVII веках. В отличие от сельского населения, в широком употреблении горожан ВКЛ были разные виды кожаной обуви — из кожи крупных и мелких рогатых животных: коров, телят, овец, коз. На подошвы чаще всего шли кожи быков и спинная часть коровьих кож.

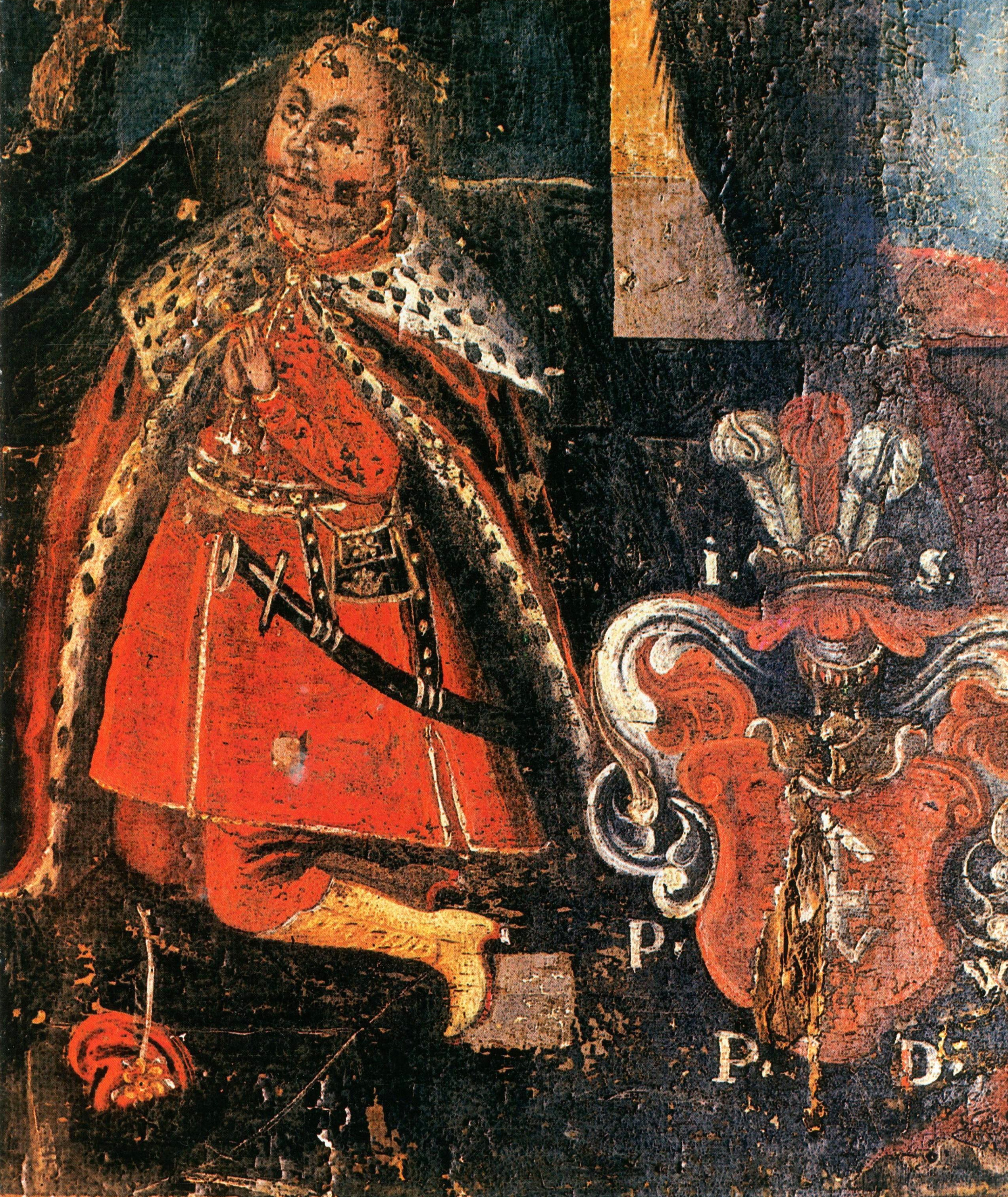
Венденский подстолий Ян Александр Сегень. Фрагмент иконы «Поклонение волхвов» из Петропавловского костёла в Дрисвятах

Наиболее древним и простым видом кожаной обуви горожан в X—XIII вв. были поршни. Поршни делались из одного куска кожи, края которого загибались вокруг ступни, создавая головку, задник и бока. Для закрепления поршней на ноге делали сквозные прорези по всему периметру заготовки, через которые протягивались ремённые оборы. С целью художественного оформления на носках поршней иногда делались прорези, в которые вплетали кожаные ремешки, и создавали ажурные узоры шнурками при завязке. В разговорной речи горожан поршни обычно назывались «лаптями».
Самой распространённой обувью крестьян и мещан в XI—XIII вв. были башмаки, имевшие бортики (берцы) закрывавшие щиколотку. В соответствии с кроем они делились на два вида: с треугольным вырезом на заднике и с закруглённым носком и пятой. К нему пришивались подошвы из такого же материала при помощи льняных навощённых ниток. Весь башмак был мягкий и выворотный. Через прорези ниже щиколотки башмаки стягивали ремешком, завязываемым сзади.
В X—XIII вв. туфли напоминали современные башмаки, только с низкими бортиками, и украшались ажурным переплетением кожаных ремешков. Короткие ботинки и полуботинки имели высоту голенищ не более 20 см.
Сапоги городских жителей ХІІ—XIII вв. были мягкой обувью с голенищами и без каблуков. Они изготавливались местными ремесленниками выворотным способом и были двух типов: вытяжные без передов и с пришивными передами. В первом случае сапоги сшивали из двух заготовок, одна из которых в подъёме ноги плавно переходила в головку сапога и составляла с ней одно целое. К голенищам таких сапог пришивали переды и трапециевидные задники. Подошвы были симметричные, почти овальные и прикреплялись к верху обуви выворотным швом. Только изредка подошва соединялась с заготовкой. После выворачивания в таких сапогах по периметру подошвы получался барьер наподобие ранта, защищавший верх обуви от соприкосновения с землёй. Каблуков в сапогах не было, они вошли в быт горожан только с XIV века.
Каблуки сапог XIV—XV вв. были низкие и занимали только одну треть пяты и обычно делались наборными, из нескольких слоёв кожи, и крепились к подошве металлическими подковками, в которых были шипы и отверстия для гвоздей. На протяжении XVI—XVII вв. каблуки постепенно стали более широкими, охватывая сначала половину, а затем всю пятку. В XVIII в. они приобрели суженую книзу форму. Обычным стал и деревянный, обтянутый кожей каблук, высотой до 5 см. К нему гвоздями прибивались плоские дугообразные подковки.
Во второй половине XVI — первой половине XVII в. среди богатой шляхты и верхушки горожан становятся популярными кожаные полусапожки, которые шили из сафьяна жёлтого цвета с выложением сверху на голенище.
Лапти бытовали в разных регионах под самыми разными названиями, такими как «постолы», «лыки», «лычаки», «лозовики», «вязники», «криставики», «беспятники», «пятёрки», «семерики». Изготовление лаптей прямого плетения занимало 2-3 часа и каждый крестьянин, начиная с подростка, мог их сплести и имел одновременно несколько пар и видов лаптей. В северной и центральной Белоруссии наибольшее распространение имели лапти с передней строкой для продевания обор — «глухие» лапти, «слепаки», «каверзни»,"курятники", «пятерики».
На Полесье были распространены «зрячие» лапти из липы или лозы, бывшие недолговечными (до года или меньше). Отличительной их особенностью был короткий, с открытым верхом носок, в котором отсутствовала центральная, большая строка для одевания обор, что и создавало «око» (дырку) лаптя. «Зрячие» лапти обычно бытовали под названием «постолы».
Наипростейшие лапти прямого плетения «щербаки» были неглубокими и лёгкими, не имели головок и запяток. В них вместо «ушек» спереди делали две лыковые петли, а по бокам — сплетённые косичкой из тончайших полосок лыка «заборники» для прикрепления обор. Они считались летними и предназначались для полевых работ и ношения в доме и огороде. Лучшими считались лапти с большим количеством полосок лыка — «семерики» (из 7 полос).
Лапти косого плетения — «похлопни» — плели с глубокими круглыми носами, высокими запятками и боками. На их изготовление шли узкие (не шире 1 см) полоски лыка, с которого предварительно снимали кору; полоски лыка плотно подгонялись одна к одной, поэтому на похлопни требовалось почти в три раза больше лыка, чем на лапти прямого плетения. Их плели на деревянной колодке, сделанной по размеру ноги. Подошвы похлопней подплетали витушками пеньки или тонкими верёвочками той же спицей, которую использовали при подплетании лаптей прямого плетения. Изготовление похлопней требовало специальных знаний и навыков, поэтому их плели обычно крестьяне-ремесленники и продавали на ярмарках. Они стоили дороже обычных лаптей в 5-10 раз, поэтому кретьяне приобретали их только для праздников и торжественных случаев (крестины, приём гостей, посещение церкви, выезд на ярмарку) и часто носили по нескольку лет.
Лапти одевались на онучи из ткани. Летом материалом онуч было старое белое полотно, а на зимние онучи («суконки») пускали куски старого андарака. Часто зимой суконки дополнительно оборачивали поверху белыми полотняными онучами. В сильные морозы обёрнутую суконкой ступню ноги ещё оборачивали сеном либо мягкой соломой, а после поверх обёртывали полотняной онучей.
К ноге лапти крепились при помощи пеньковых, лыковых либо ремённых обор, которые протягивали через все «ушки» лаптя. Затем оборы перекрещивали на пяте и протягивали через средние «ушки» с боков лаптя, что создавало с двух боков пяты петли. Обёрнутую онучей ступню ноги затягивали этими петлями накрест в подъёме. После этого голень ноги спирально оборачивалась онучей и закреплялась пеньковыми, лыковыми, шерстяными либо ремёнными оборами.
Крестьянами отдельных регионов изредка использовалась обувь, сделанная целиком из дерева, имевшая название «ходоки», «чуни», «клумпы», «кандалы», «деревяшки», «деревянники».
Для защиты от грязи и влаги крестьяне надевали поверх сапог, башмаков и валенок галоши. К середине XIX в. галоши изготавливались из кожи, а в 1850-е гг. появились резиновые галоши, получившие быстрое распространение среди горожан. В начале XX в. начали использоваться и сельским населением.

### Аксессуары

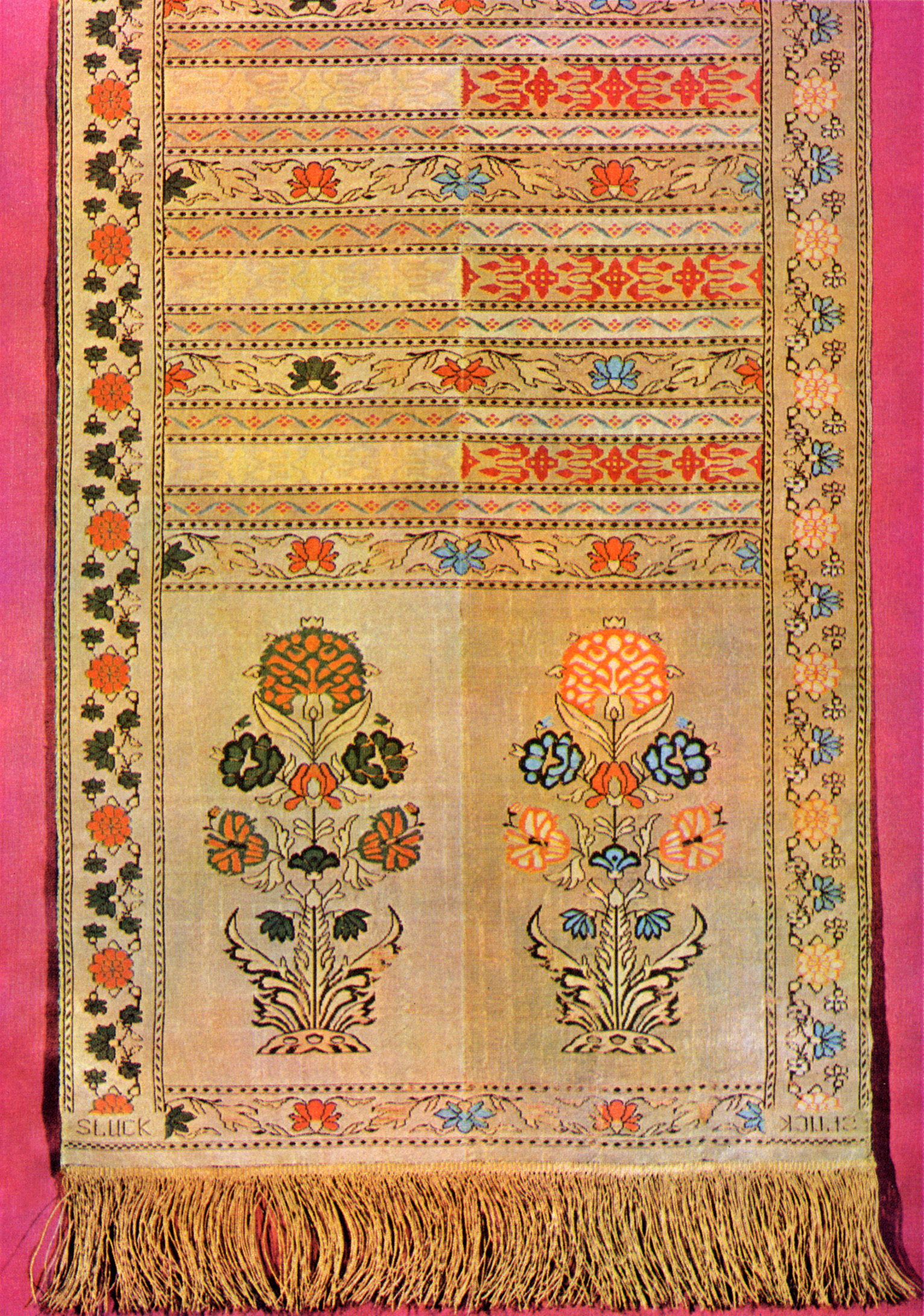
Слуцкий пояс — популярный аксессуар среди шляхты Великого княжества Литовского. Фото 2009 г.

Разнообразные аксессуары (перчатки, сумки, фурнитура, пояса, ювелирные изделия) были дополнительными предметами и украшениями костюма и создавали единый стилистический комплекс с его главными элементами. Аксессуары придавали костюму логическую и стилистическую завершённость, исполняли дополнительные практические функции и выразительно отображают разные исторические эпохи и периоды материальной и духовной культуры народа.
Самым важным декоративным элементом мужского костюма с давних времён был пояс, считавшийся одним из главных оберегов человека и сопровождавший его во всех жизненных проявлениях от рождения до смерти. Археологи находят металлические поясные пряжки и разнообразной формы бляшки от поясных наборов, датируемые VI—IX вв.: круглые, прорезные, украшенные орнаментом. Опоясывание новорождённого человека символизировало собой факт его приобщения к обществу. Красный цвет пояса обещал члену сообщества наилучшие пожелания судьбы, счастья и здоровья.

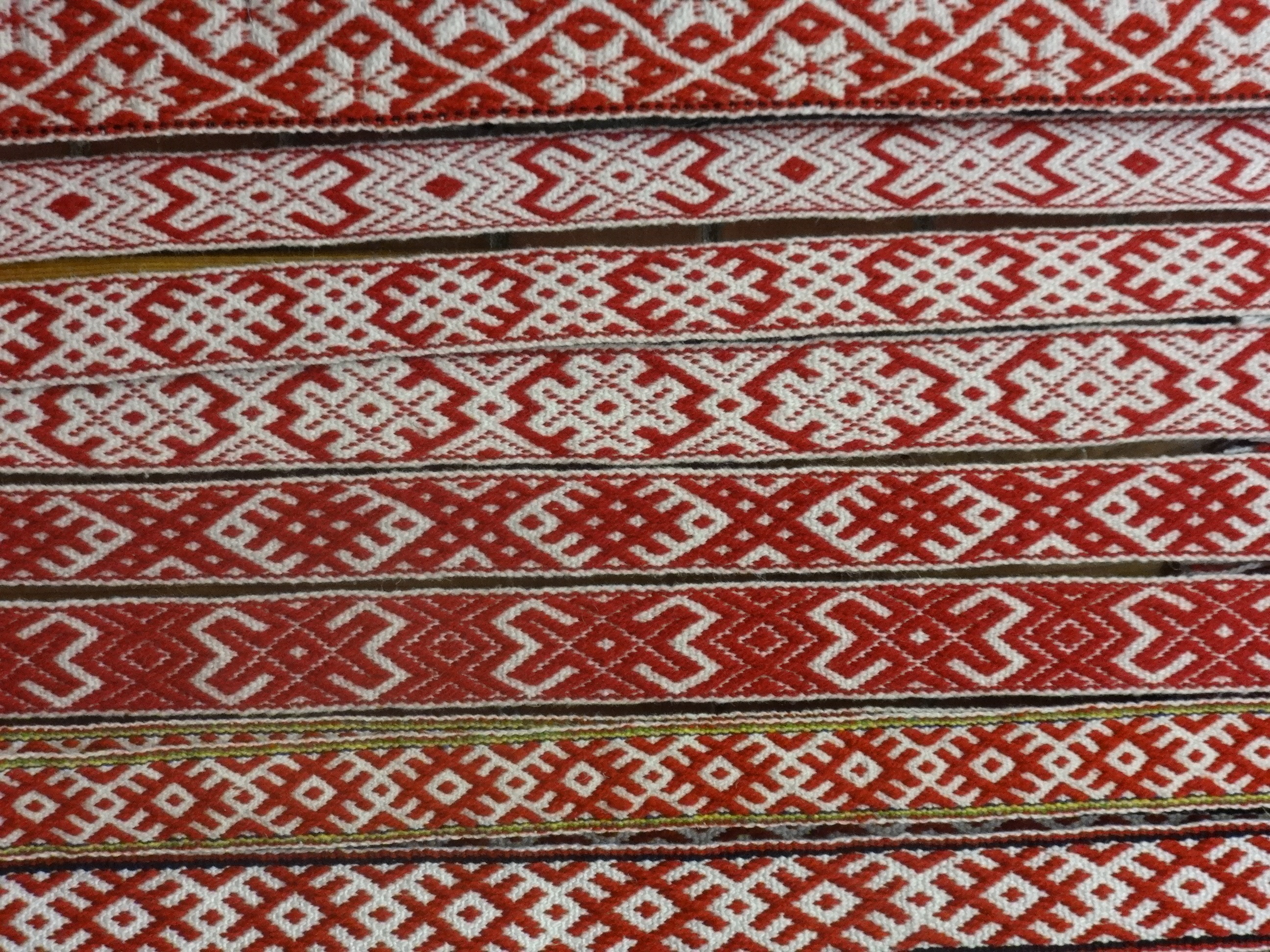
Орнаментация традиционных крестьянских мужских плетёных поясов. Фото 2016 г.

В Белоруссии кожаные, плетёные, тканые, вязаные и литые пояса сельского населения имели разные названия: «пас», «крайка», «кушак», «учкур», «опояска» и др. Кожаные пояса бытовали под названиями «ремень», «дяга», «папруга»..
Для закрепления деталей одежды и прикрепления разных предметов служили булавки-стержни с кольцеподобными подвижными головками.
В X—XIII вв. мужчины носили кольца и перстни из меди, бронзы, золота, серебра, олова, обычно сделанные из круглой проволоки, часто в два или три оборота вокруг пальца. Часто в то время использовались и пластинчатые кольца с тиснёным орнаментом и широкосрединные. Для украшения костюма использовались также цепочки, плетёные из тонкой бронзовой проволоки или тонких узких полосок.
В качестве ювелирных украшений с XII в. стали широко использовать пуговицы — костыльковые, плосковыпуклые, шароподобные, изготовляемые из дерева, кости, плетёные из ниток, обтянутые ценными тканями или отлитые из различных металлов и металлических сплавов.
Зимой носили рукавицы («рукавицы», «вязёнки», «сподки», «исподки»), служившие для защиты рук от холода. «Рукавицами», «сподками», «исподками» чаще всего крестьяне называли рукавицы пошитые из овчины. Вязаные рукавицы называли обычно «вязёнками», очень редко «скарпэтками». В середине XIX в. в праздничные дни крестьяне носили рукавицы из окрашеной в красный цвет кожи или шерстяные вязаные перчатки с цветным узором.

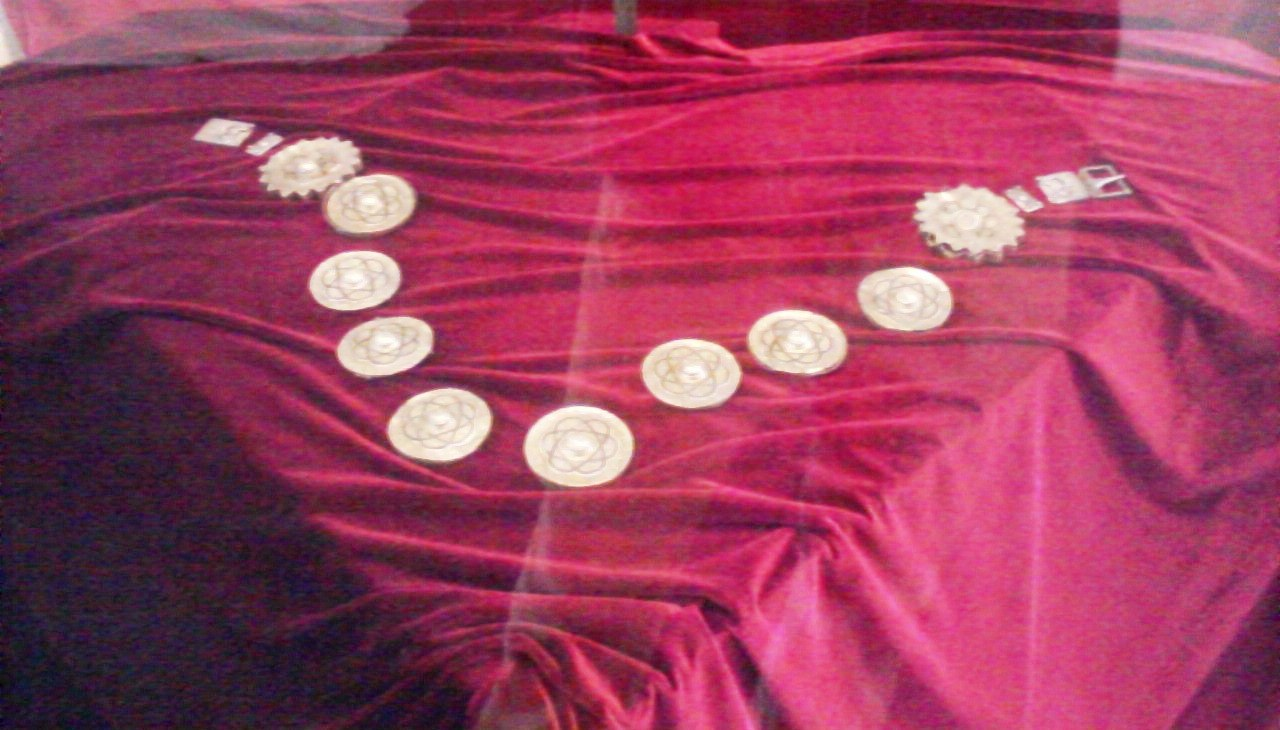
«Пояс Витовта» — уникальный поясной гарнитур, найденный в Молодечненском районе. Фото 2013 г.

В ВКЛ горожане и крестьяне носили калиту — кожаную сумочку, в которой хранились деньги и другие мелочи.
Шляхта с XVII—XVIII вв. в костюме использовала галстуки, длинные шёлковые пояса и ордена (некоторые из них крепились на лентах через плечо). Важным аксессуаром для светской шляхты в ВКЛ было оружие: если дома шляхтич всегда носил при себе нож на поясе, то вне дома обязательным предметом представителя привилегированного сословия была сабля (позже шпага). В XVIII в. зажиточные шляхтичи, когда носили западноевропейские костюмы, использовали парики, а при ношении национального шляхетского костюма брили волосы на лбу спереди, вокруг ушей и на затылке. В XIX в. парики вышли из моды, а ношение орденов, медалей и других знаков отличия продолжалось и было важным элементом демонстрации статуса и заслуг на фоне однотипных общеевропейских костюмов.
Важным аксессуаром сельского праздничного костюма в XIX — начале XX в. служил разрезанный по диагонали кусок покупной ткани, использовавшейся в качестве шейного платка. Шейный платок обычно носили в комплексе с сорочкой с отложным воротником в праздники или на ярмарки, в гостях, храме.
В XIX — начале XX в. в качестве дополнения в костюме горожан использовали часы в кармане жилетки на золотой или серебряной цепочке.

## Описание женского костюма

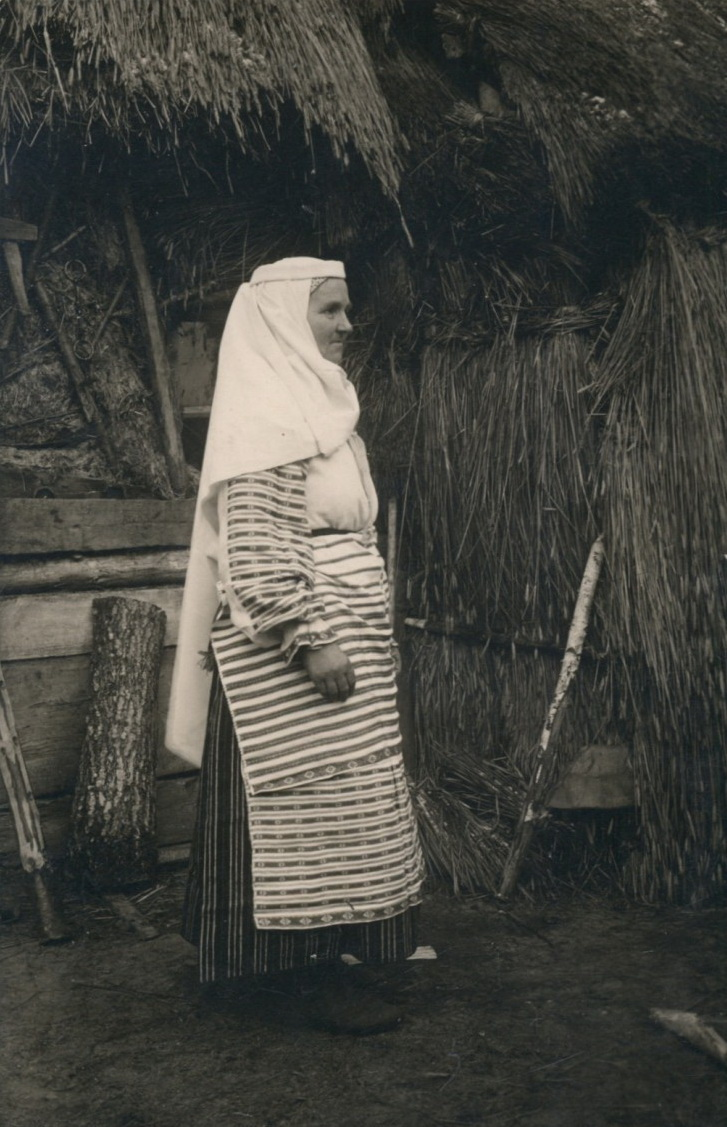
Женщина из деревни Липово в традиционном и архаичном кобринском крестьянском строе (белого и красного цветов). Фото 1937 г.

Женский костюм прошёл на протяжении столетий значительную эволюцию. Именно крестьянское население Белоруссии сохранило наибольшую часть архаических элементов и предметов костюма, а крестьянский женский костюм длительное время сохранял традиционные черты, придававшие ему особенную важность в плане этнической характеристики национальной материальной культуры. К XIX веку уже прочно сложились характерные особенности белорусского крестьянского женского костюма, теперь считаемые традиционными. А женский костюм знати, наоборот, ещё более чем мужской костюм высших классов, с течением времени утрачивал выразительные национальные черты, и всегда стремился быть созвучным общезападноевропейским тенденциям.
Предметы одежды крестьянского женского костюма остаются достаточно устойчивыми. В разных регионах Белоруссии они незначительно отличаются по покрою. В основе покроя — прямоугольные куски материи разных размеров, сшиваемые вручную. Только в конце XIX — начале XX вв. стали широко использоваться швейные машины, что привело к изменениям украшений женского костюма.

### Плечевая одежда
Сорочка являлась одним из основных компонентов комплекса и могла быть единственной одеждой. В прошлом эта часть одежды имела универсальное назначение. По свидетельству исторических источников, крой сорочки представлял собой прямоугольный кусок ткани, сложенный вдвое по нитке скрутка, а в месте перегиба делался вырез для горловины.

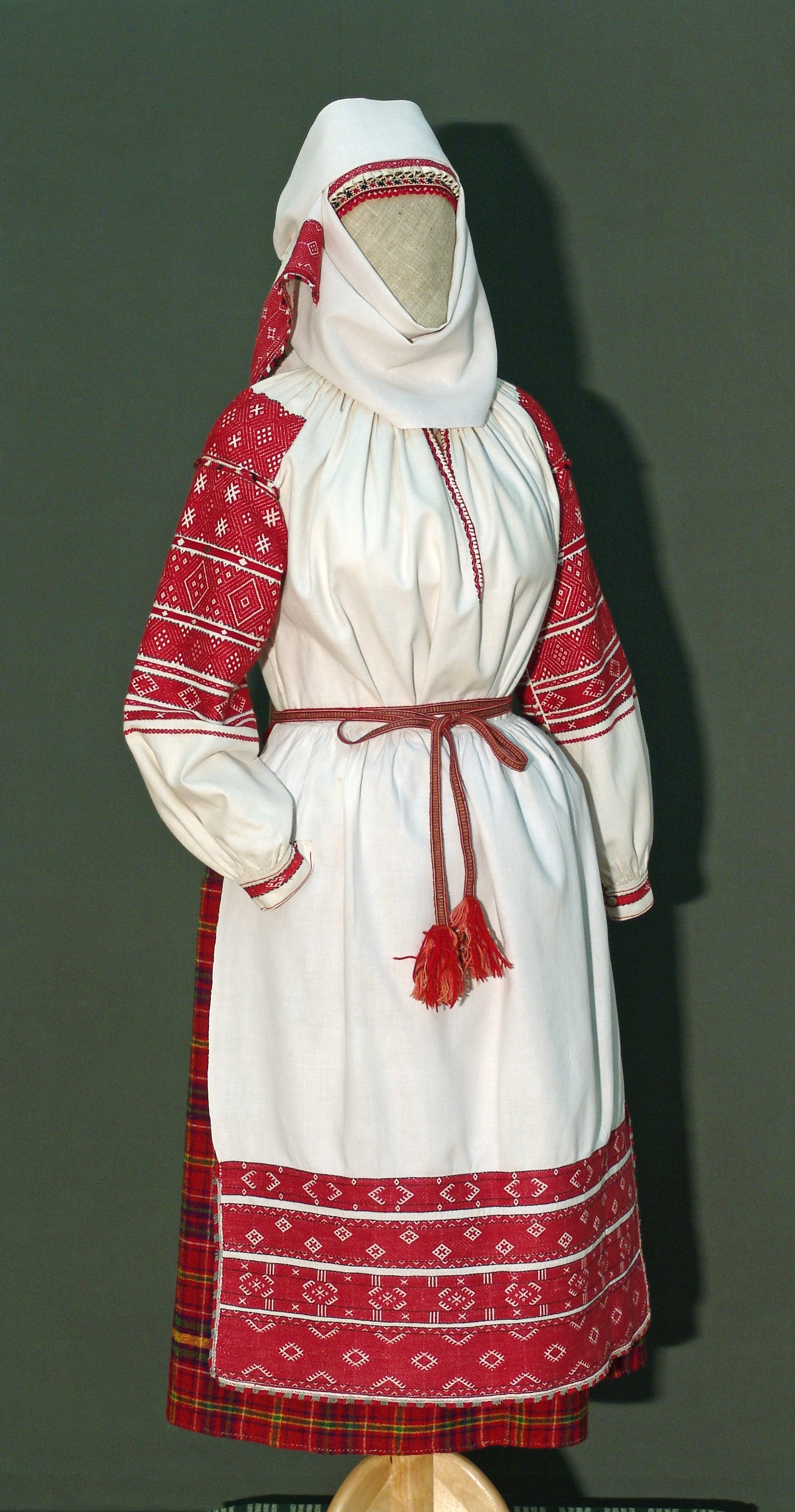
Традиционная праздничная женская одежда белорусских крестьянок (деревня Дражна около Старых Дорог), конец XIX ст. (Музей древнебелорусской культуры)

До XIII в. для украшения женской одежды использовали металлические платины, проволоку, спиральки. Они нашивались на ткань или просто втыкались в неё. Также использовалось украшение нашивкой с использованием металлической нитки. Начиная с XIII в. металлические нашивки на одежде были постепенно заменены на вышивку с использованием красных и чёрных ниток, ставшей самым популярным и основным способом украшения тканой одежды. Вышивка делалась двумя способами — «гладью» и «в прикреп».
Первоначально женщины носили короткую и длинную одежду, а с XIII в. крой сменился от простого к более сложному. Самая простая форма сорочки имела пазушный разрез, закреплявшийся завязками или фибулами. Воротник был самостоятельной накладной деталью.

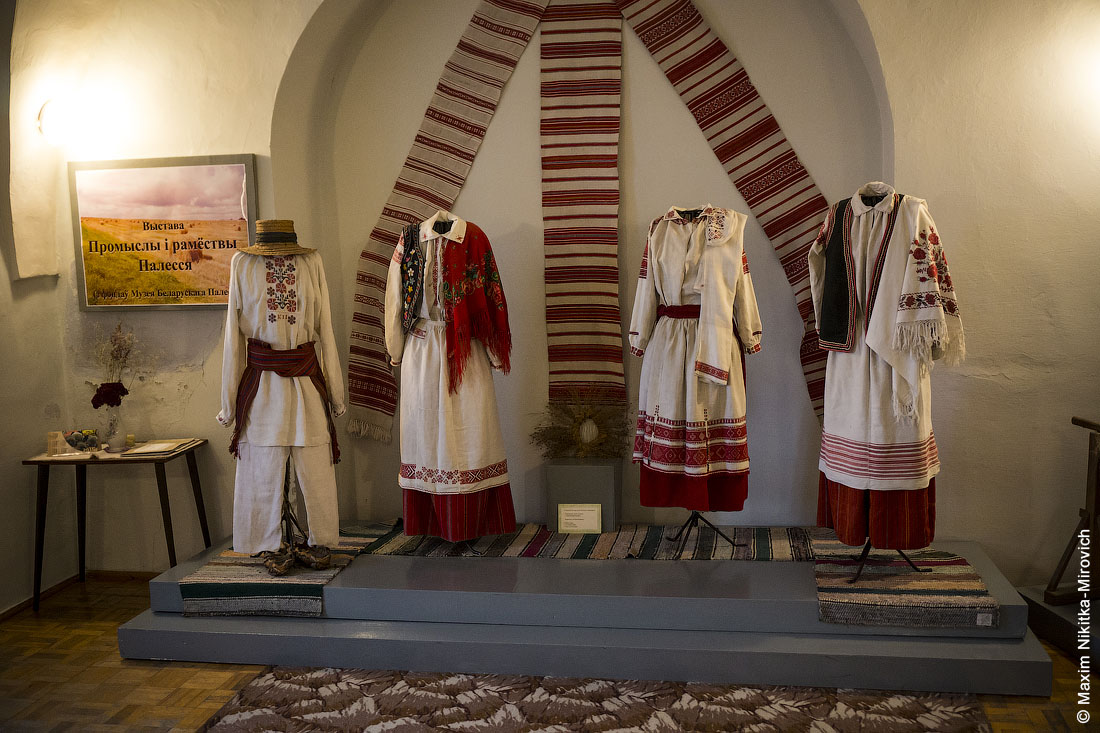
Традиционная полесская мужская и женская одежда конца XIX в. (Музей Белорусского Полесья в г. Пинске). Фото 2015 г.

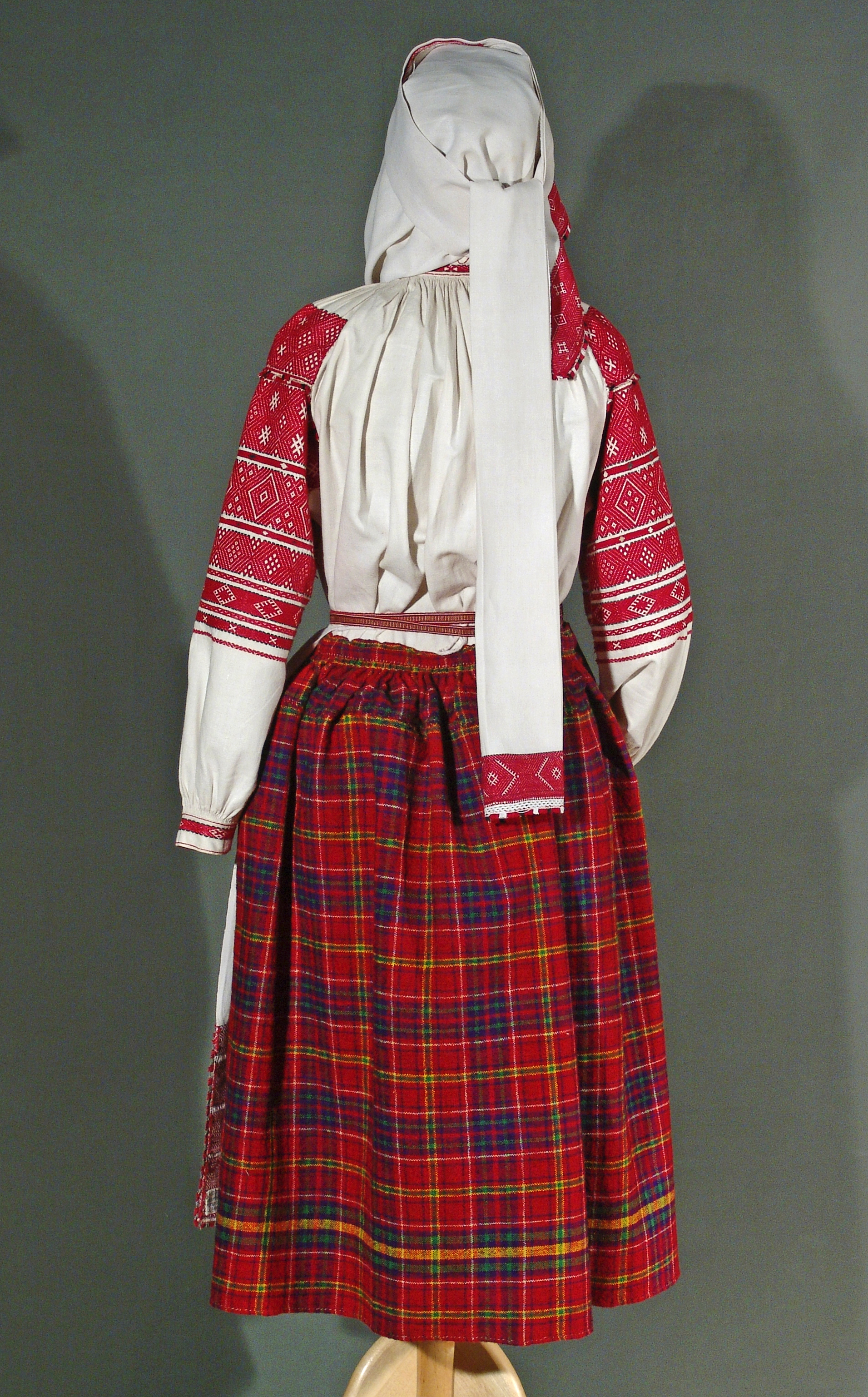
Традиционная праздничная верхняя одежда белорусских крестьянок (деревня Дражна около Старых Длрог), конец XIX в. (Музей древнебелорусской культуры)

К числу наиболее распространённых среди белорусов относятся женские сорочки с плечевыми вставками. Такую сорочку шили из прямоугольных кусков ткани, соединяемых в области плеча деталями также прямоугольной формы. Размеры горловины регулировались за счёт сборки: срезы обращённые к горловине, собирались на нитку по размеру шеи. Рукав пришивали гладко или с мягкими сборками простым или декоративным швом. Внизу проймы оставляли клин. Внизу проймы вставляли клин. Такие сорочки были просторными, более свободными по линии груди и сама линия силуэта сверху была более пластичной.
Безрукавная одежда использовалась как дополнение к праздничному костюму. Она отличалась от других предметов одежды более сложным и разнообразным кроем. Высказывается мнение, что безрукавная одежда появилась у сельских жителей под влиянием городской культуры и является заимствованием. Названия предметов этого типа одежды были самыми разнообразными: «кабат», «гарсет», «китлик», «лейбик», «нагрудник», «безрукавка», «халадвайка» и т. д. Эти названия не связаны с особенностями кроя, а определялись местными традициями. В XIX — начале XX в. безрукавная одежда надевалась на сорочку, имела открытый лиф с выкроенными по конфигурации руки проймами, скосами плечевого шва, боками или подрезами, что приводило к плотному облеганию по талии. Спереди полы стягивались шнуровкой или застёгивались на пуговицы. Полочки (передняя часть пиджака) украшались нашивками цветных тканей, лентами, декоративной тесьмой, которые слаживались в декоративную зубчатую ленту или в виде цветущих роз из полосок цветных тканей. Край борта, проймы, вырез горловины подчёркивались контрастным по цвету кантом. Украшали также металлическими и костяными пуговицами.

### Поясная одежда

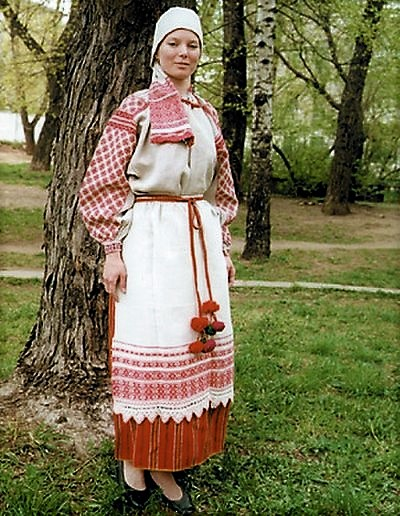
Девушка в традиционном белорусском крестьянском костюме (калинковичский строй). Фото 2007 г.

В XIX—XX вв. женская поясная одежда имела названия «понёва», «саян», «андарак» и др.
Термин «понёва» использовался для обозначения как ткани, так и несшитой женской одежды. В XIX в. так называли несшитую женскую юбку. В XX в. понёвой называли уже обычную юбку, но она имела вставку на переднем полотнище, выделявшуюся по цвету или пошитую из ткани с характерным рисунком и структурой.
Андарак носили женщины зажиточных сословий в холодный период года. В XIX—XX вв. такая юбка считалась праздничной одеждой и могла входить в состав свадебного костюма. В XIX—XX вв. андарак был распространённой одеждой вместе с другими видами женских юбок. Андарак шили вкруговую из чистошерстяной или полушерстяной ткани. С исподней стороны по низу обычно подшивалась полоска ткани шириной 10-15 см, благодаря чему, краю придавалась жёсткость и сохранялась колоколообразная форма изделия. Внизу по краю пришивалась специальная лента — «щипок» или «чипок», не только украшавшая, но и оберегавшая низ юбки.

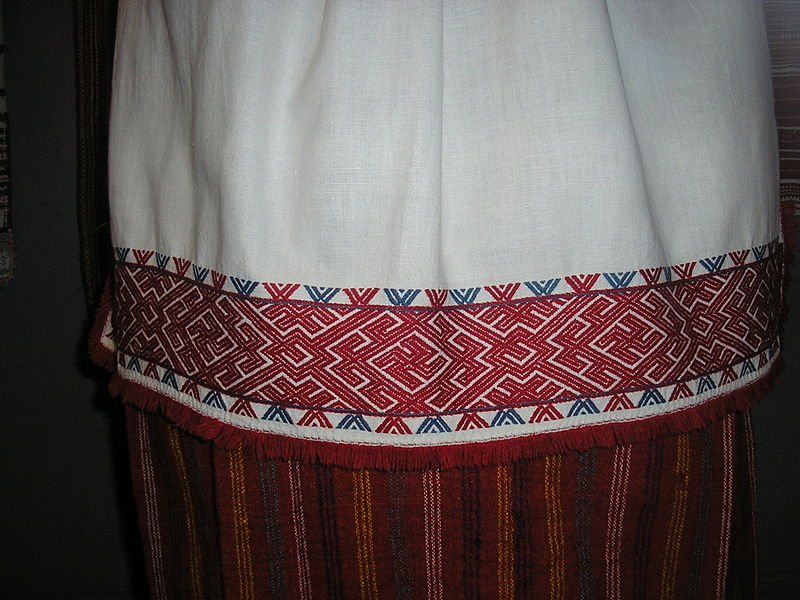
Крестьянский фартук лунинецкого строя со свастическим орнаментом, начало XX в. Фото 2012 г.

Термин «саян» используют для обозначения женской одежды, представляющей собой юбку с пришитым лифом. Для саяна характерна одежда без рукавов, похожая на сарафан. Женщины носили неотрезанное по талии платье без рукавов. Его шили из чёрной вытканной в домашних условиях ткани, украшали галуном и позументом. Перед закрывали передником. Повседневный костюм носили с передником из белой ткани. К праздничному костюму их делали особенно красивыми — расшивали швы, хлопчатыми или шерстяными нитками вышивали разноцветный орнамент. Применяли и другие приёмы украшений. «Запон» закрывал юбку и лиф почти до самой шеи и подвязывался не на талии, а выше, под грудью.
В состав полного комплекта женской одежды входил фартук. Его носили в Белоруссии вместе с праздничным нарядом и с повседневным костюмом как с юбкой, так и с одеждой наподобие саяна. Фартуки шили из отбеленной льняной ткани за 2-3 ночи. Соединённые вместе простым швом или декоративным ажуром, полотнища ткани собирали в сборку по одному краю на неширокий пояс. Завязывался он по талии и прикрывал одежду спереди, оставляя полоску юбки снизу. Праздничные фартуки украшались богато и с большой фантазией, а повседневные были более скромными. В конце XIX в. их шили из набивных и клетчатых тканей. В XX в. появились передники из цветной гладкоокрашеной ткани (чёрной, красной), оформленные внизу нашивками из цветных лент. В это время вышивка или ткацкий орнамент заменяются нашивками из цветных лент, аппликациями из цветных тканей, вставками кружев. Имели характерное название «заказники», поскольку их обычно заказывали мастерицам.
Важной составной частью традиционного крестьянского женского костюма был пояс, на котором также могли подвешивать ключи, небольшие ножи и амулеты. В XX в. пояса изготавливались из кожи, тканей и ниток. Ткали и плели пояса особым способом — «на ниту», «на бердочке». Тканые пояса били довольно длинными — до 2-2,5 м, заканчивались «махрами», «кутасами». Пояс завязывали по талии, чаще в два обхвата, на простой узел. Концы оставляли в центре или смещали на одну сторону. Ширина пояса определялась в соотношениях с другими частями костюма и колебалась от узких — «в два-три пальца», до широких — до 25-26 см.

### Верхняя одежда
Женская верхняя одежда чаще и богаче, чем мужская украшалась вышивкой и аппликацией, но по виду и крою не очень сильно отличалась от мужской.
В зимнее время женщин согревали шерстяные свитки, белые и красные кожушки.
Самой популярной зимней одеждой был кожух из овчины. У белорусов он делался прямого покроя — спинка и полы прямые, большой отложной воротник. Низ и рукава обшивались полосой овчины шерстью наружу.

### Головные уборы

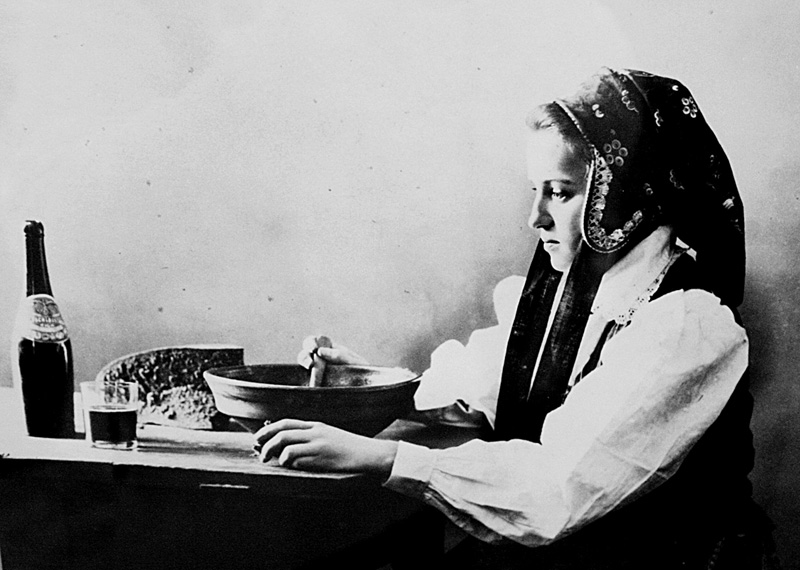
Девушка в повойнике, деревня Вялова (около Воложина). Фотограф граф Бенедикт Тышкевич, июль 1897 г.

Женские головные уборы имели важное социальное и обрядовое значение. По их виду можно было определить семейное положение, возраст женщины, её материальное положение. Головные уборы использовались в обрядах и ритуалах, например, на свадьбах девушке торжественно меняли девичий убор на женский.
Коренные отличия существовали между женскими и девичьими головными уборами. Девушки носили венки, узкие разноцветные ленты (скидочка, шлячок), а женщины прятали волосы под чепец, надевая сверху головной убор полотенчатого типа, например, намитку или платок.
Существовало большое количество способов завязывания намиток. Свадебная намитка часто хранилась женщиной всю жизнь и надевалась на неё при похоронах. Зажиточные женщины изготавливали свои намитки из дорогого тонкого полотна и украшали их кружевом, вышивкой золотыми и серебряными нитями, а женщины более бедного положения использовали более дешёвые ткани и более простые украшения, при этом разнообразие орнамента, как правило, сохранялось..
Также женщины использовали такие головные уборы, как платки, коптуровые (чепцовые) и рогатистые головные уборы.

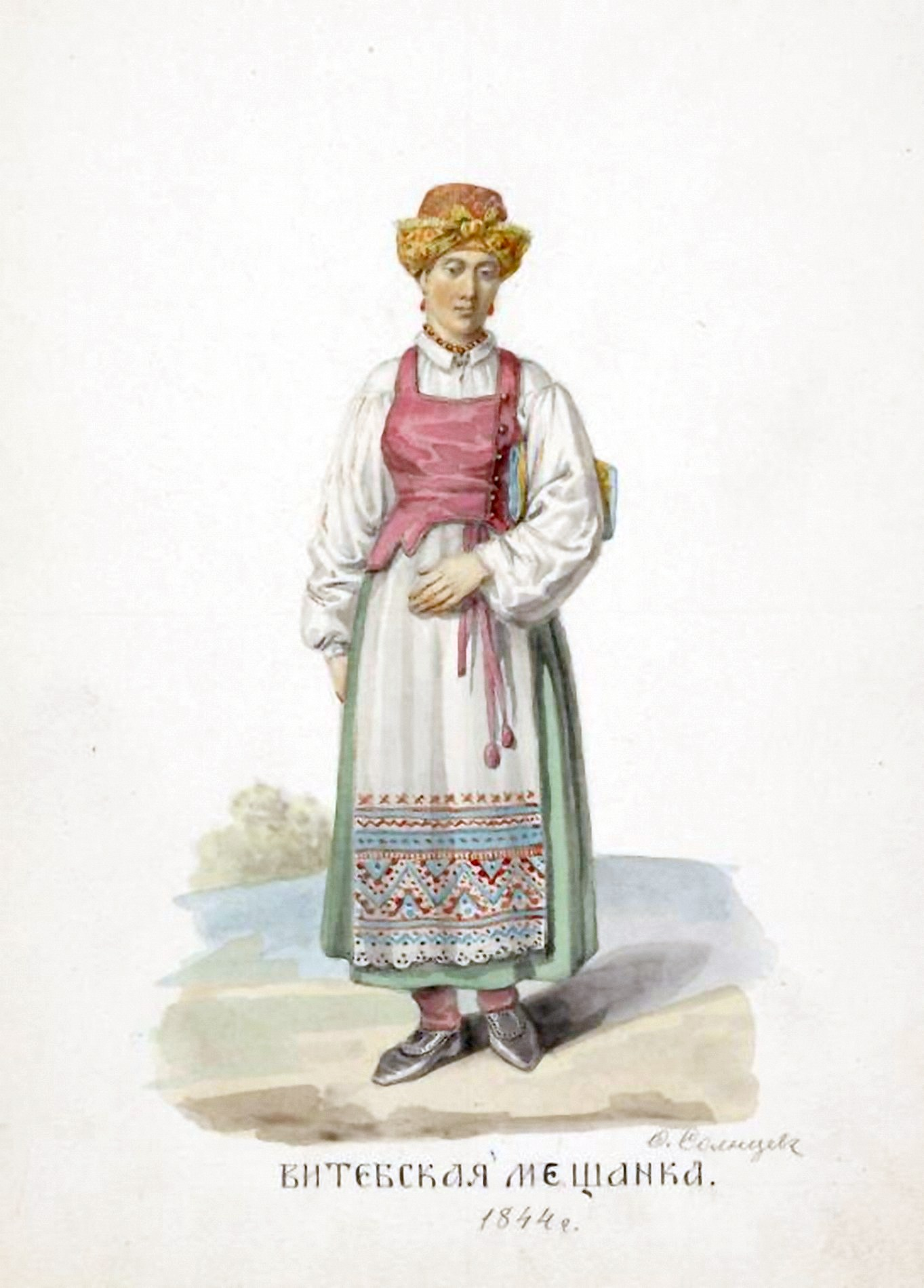
Витебская мещанка. Рисунок 1844 г.
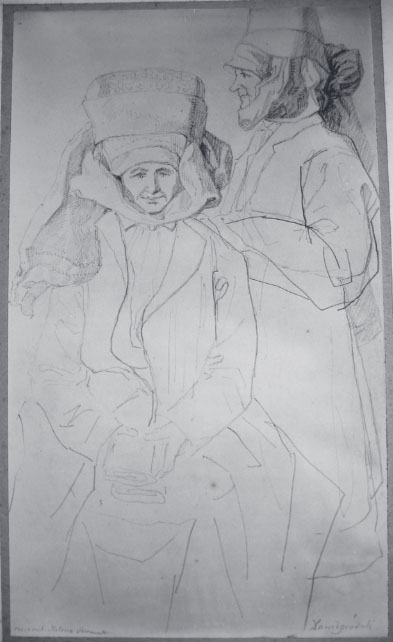
Крестьянки с намиткой (Давид-Городокско-Туровский строй). Рисунок Гелены Скирмунт, 1855 г.
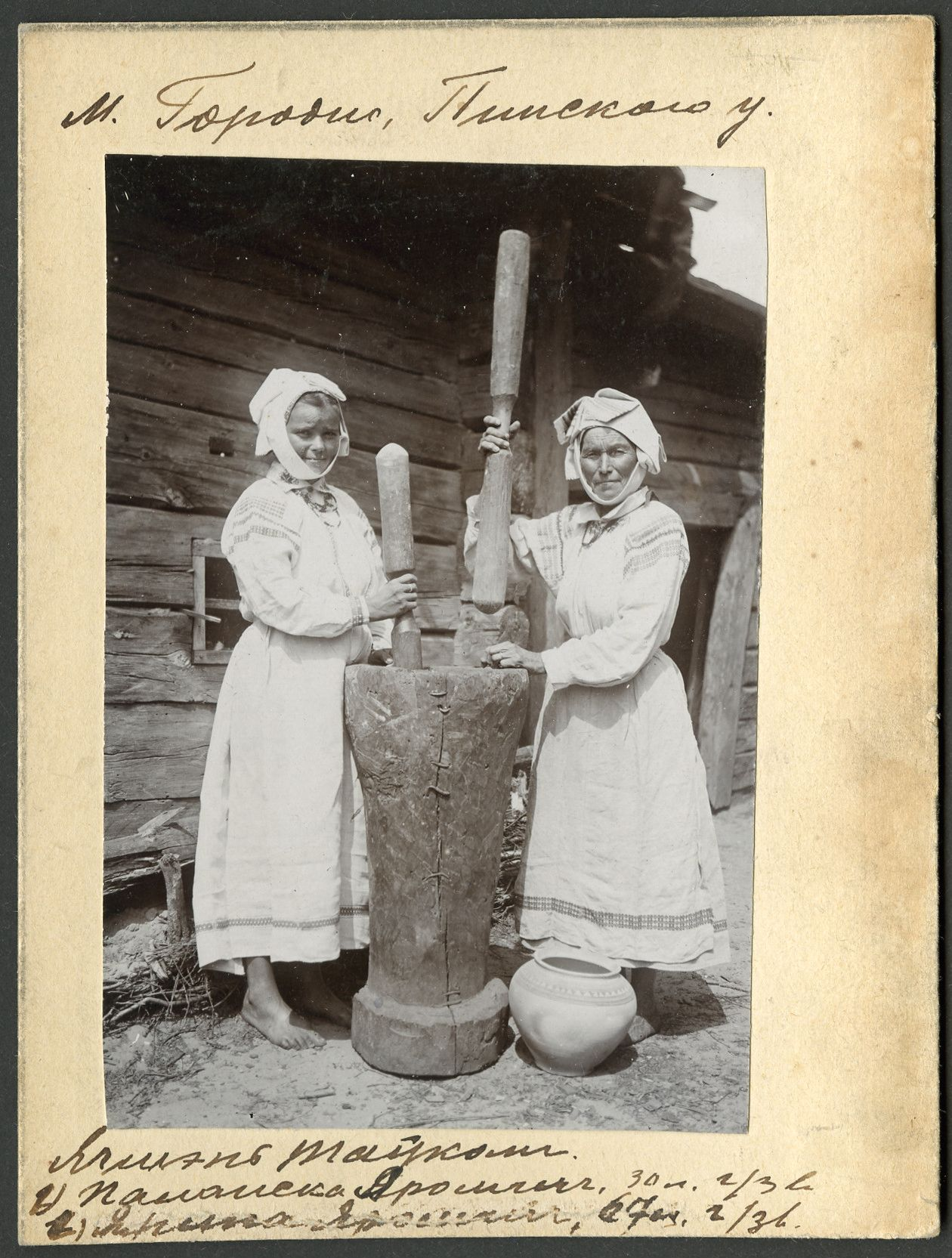
Крестьянки с намитками (столинский строй) в деревне Городная. Фотограф Исаак Сербов, 1912 г.
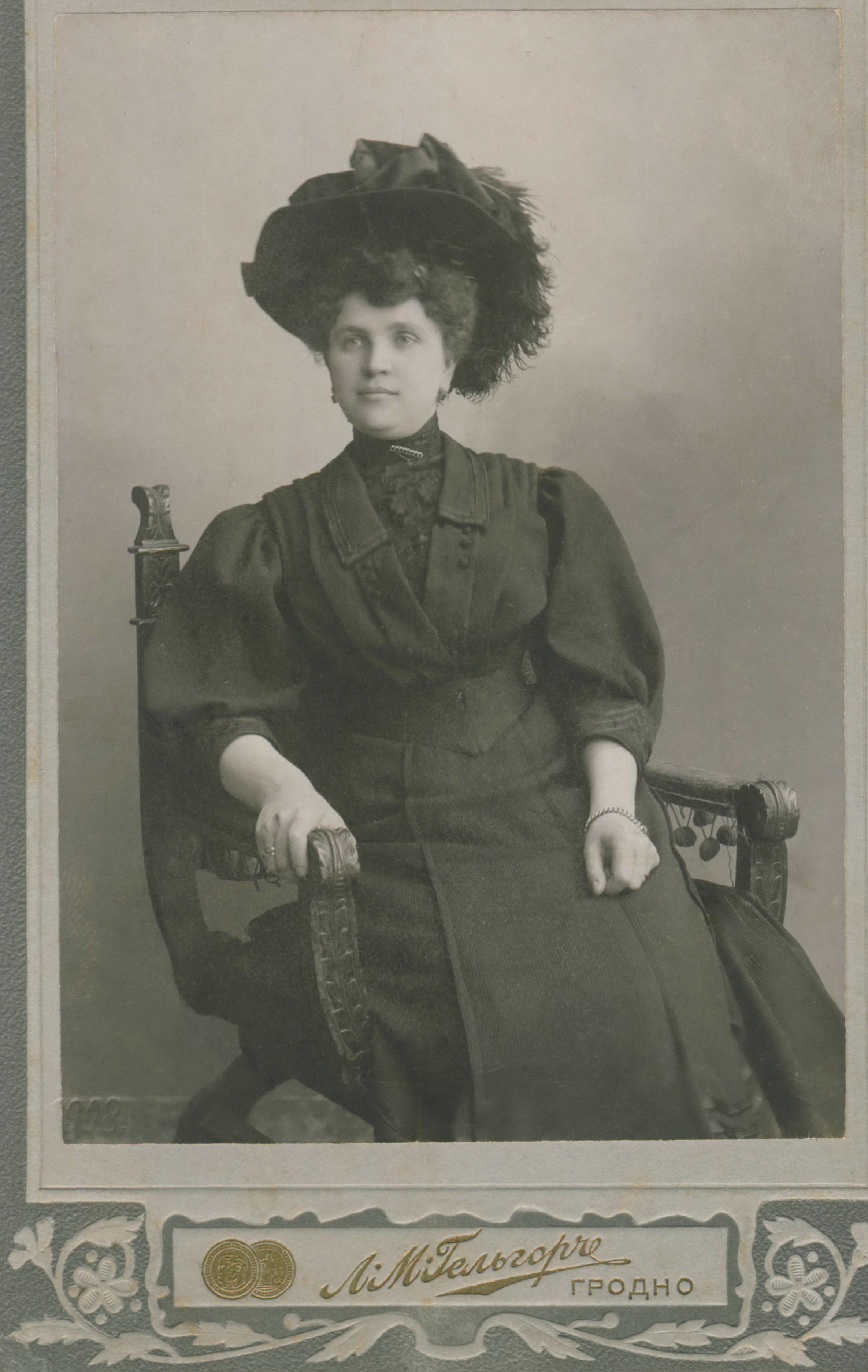
Зажиточная горожанка из Гродно. Фото 1908 г.

### Обувь
Женщины в крестьянских семьях чаще всего носили лапти. В холодную погоду носили постолы. Сапоги и женские башмаки (чаравики) в деревнях носились только по праздникам или в наиболее зажиточных семьях. Такую обувь чаще изготавливали специальные ремесленники на заказ.

### Аксессуары
Для своего украшения женщины-крестьянки использовали покупные серьги, ожерелья (стеклянные, янтарные, коралловые). Только представители зажиточных семей привилегированного сословия могли приобретать и получать в наследство украшения из золота, серебра, жемчуга, рубинов и других ценных материалов. Другие украшения — броши, браслеты, перстни — также носились преимущественно зажиточными категориями населения.

## Городская одежда
Крестьянская мода была достаточно консервативна и твёрдо придерживалась дедовских обычаев, что, помогало сохранить этнические традиции на протяжении столетий.
Костюмы горожан отличались большим разнообразием тканей и фасонов. Большинство городских жителей носили одежду из шерстяных и льняных тканей, но также нередко использовали и привозной материал. Зимой все ходили либо в наплечных накидках (вилайне), либо в полушубках и шубах из меха овцы, козы, медведя.
Зажиточные горожане позволяли себе роскошь — шелк, парча, шубы из меха лисицы, волка, бобра.
Среди городских модниц особой популярностью пользовались платья европейского покроя — длинные, приталенные, с узкими рукавами, а в качестве украшений — разноцветные стеклянные браслеты, перстни, височные кольца. Причём в XI—XII вв. в Минске предпочитали чёрные, синие и голубые цвета; модницы из Витебска увлекались браслетами и кольцами изумрудно-зелёного цвета; а в Турове популярностью пользовались коричневые и фиолетовые украшения.
Типично городским украшением считались колты. Это височные украшения — полые изделия в виде круга или звезды, внутрь которых вкладывался кусочек ткани, смоченный ароматическими маслами. В XVIII в. в моду входят сережки в виде вопроса с нанизанными на них стеклянными бусинками. В то время также многие носили на груди ли на поясе маленькие образа и крестики в обрамлении серебра или золота.
Уже тогда благоустроенность городов позволяла носить модную кожаную обувь, фасоны которой напоминают современную молодёжную моду. Туфли были даже ажурные и вышитые. Кроме этого, зимой носили полуботинки и сапоги на подошве.
Среди женщин были популярны хитоны ярко-голубого или красного цвета, подол которого часто украшался золотой тесьмой, бахромой из жемчуга и драгоценными камнями. Поверх надевалась короткая одежда с широкими рукавами, которая подвязывалась длинным, великолепно расшитым поясом. Сверху одевалась накидка, подбитая мехом. Вообще, одежда для знати, причём не только праздничная, вышивалась золотыми или серебряными нитями и бисером.
Многие знатные люди носили богатые плащи: корзна (княжеско-боярский плащ), приволока (короткий плащ из парчи), витола (безрукавный плащ с капюшоном), луда (плащ из яркой, расшитой золотом парчи). А великолепию зимней одежды можно только позавидовать — шубы из меха рыси, бобра, белки, росомахи, лисицы, соболя, обтянутые сверху вышитой шелковой тканью и украшенные горностаевыми шкурками.
Жупан носили в XVI—XIX вв. белорусская шляхта и мещане. Шился он из синего и серого сукна. Двубортный, прямого кроя, спинка приталенная, с боков присобранные клинья, передние гладкие полы застегивались сбоку на две пуговицы. Большой отложной воротник и отвороты были из красного атласа, бархата или меха. На жупан обычно надевали кунтуш. Был он длинным, ниже колен, носили его расстегнутым, чтобы был виден жупан. Рукава — разрезанные, свободно свисающие или закидывающиеся на плечи. Сначала шили его из сукна, затем из шелка, иногда подбивая мехом. К кунтушу полагался тканый цветной пояс.
Среди знатных женщин было немало поклонниц западной моды. На гравюрах того времени можно увидеть расшитые золотом или серебром платья, приталенные, с очень длинными рукавами, расширяющимися от локтя, с юбкой другого цвета. Юбка и рукава были плиссированными, а воротник и края рукава выделялись замечательной рельефной вышивкой. Особенно великолепно смотрелись украшения из золота, серебра и драгоценных камней. Только очень знатные женщины носили росны — височные украшения из золотых и серебряных цепочек и пластинок. Особой принадлежностью княжеского костюма были округлые медальоны с ликами святых.
Головные уборы знатных женщин назывались убрусами или павоями, они ценились так же высоко, как и пояса. Мужские же головные уборы были более просты.
Княжеский мужской костюм состоял из вышитой рубахи белого, синего или красного цвета, штанов, пояса и кафтана из дорогой ткани. Для посещения храма или приёма иностранных гостей князь надевал ещё более роскошный наряд, состоящий из тех же деталей, но украшенных более искусной вышивкой и драгоценными камнями. К этому добавлялись сапоги из цветной кожи, расшитые золотом или серебром, и плащ, отороченный мехом. Костюм довершала конусообразная шапка с ярко-красным или синим верхом и меховой опушкой.
Все эти одежды служили признаком богатства и высокого социального положения.

## Детская одежда

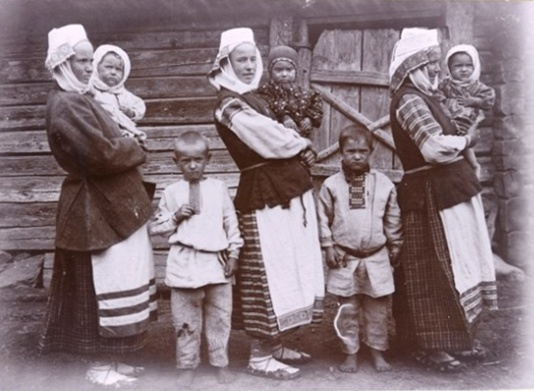
Женщины с детьми из деревни Дражин Бобруйского уезда. Фотограф Исаак Сербов, около 1912 г.

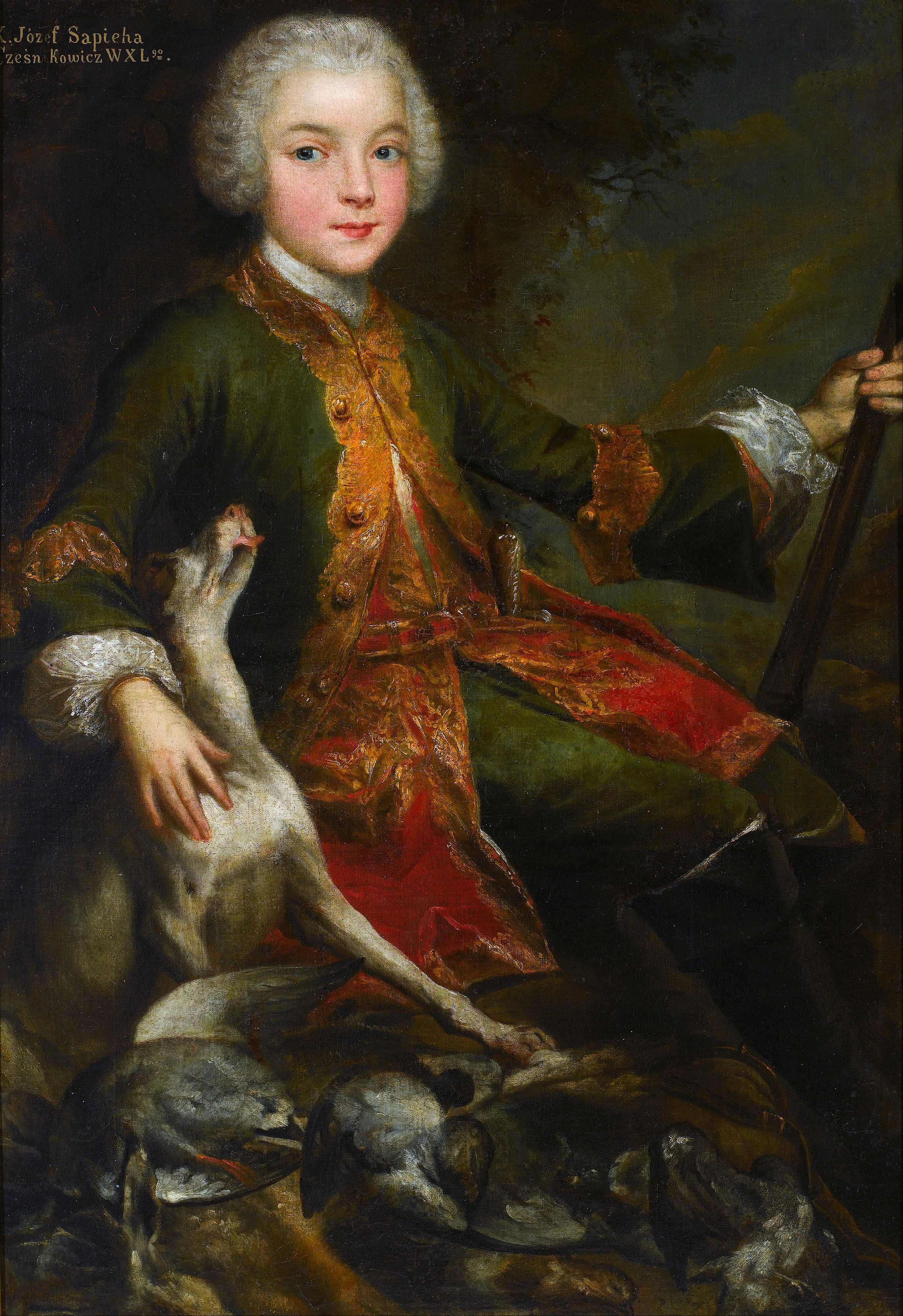
Князь Юзеф Сапега (1737—1792) в детстве. Портрет 1740-х гг.

Летом крестьянские дети носили длинную полотняную рубашку, старшие дети с ноговицами, младшие без них. Обувь часто отсутствовала.
В одежде крестьянских детей до начала XX века также существовали некоторые отличия. Прежде всего, они были обусловлены половозрастными особенностями детей, а также местными традициями и социальным статусом родителей. В первые годы жизни ребёнка этих отличий не существовало.
Рубашка была первой одеждой, одеваемой ещё в период раннего детства мальчику и девочке крестьянского сословия, уже хорошо державшимся на ножках. Длинная рубашка из толстого домашнего полотна служила единственной одеждой мальчиков и девочек до 5 лет, а часто и до 6-8 лет и даже более. Её подпоясывали домотканным поясом.
В тёплое время года дети ходили в такой рубашке босые. Отличить мальчика от девочки можно было только по длине волос (у мальчика — короткие, постриженные полукругом, у девочек длинные, заплетённые в косички), а также по ожерельям, украшавших только шеи девочек. Летом крестьянские девочки делали себе ожерелья из красных ягод рябины, из кувшинок, которые во время цветения рвали на речке или пруду. Длинный стебель кувшинки раздваивали пополам, надламывая потом небольшими кусочками. Получалось украшение наподобие цепочки с медальоном, которым служил цветок белых лилий или жёлтых кувшинок.
В 6-8 лет мальчикам надевали штаны (портки). Делались они из домотканого полотна и окрашивались в домашних условиях растительными красками.
В холода одеждой крестьянских детей были тулупчики или свитки с чужого плеча (старших детей или родителей), длинные юбки и портки из домашнего полотна, суконный платок и лапти с онучками. Себе на ноги дети надевали зимой валенки либо «катанки».
Обязательной принадлежностью наряда девушек были украшения — ожерелья, серьги, пёстрые красивые платки, обвязанные вокруг шеи со спущенным концом.
Парни преимущественно ходили в высоких «чаботях», в камзолах чёрного или синего цвета с пёстрыми стеклянными или металлическими пуговицами. Поверх камзола — пояс, несколько раз обвиваший талию, сверху — свитка и белая валенная шапка на голове. В конце XIX века в сельскую моду пришли фуражки с козырьком, ставшие принадлежностью наряда парней.
Костюмы крестьянских, мещанских и дворянских детей соответствовали костюмам их родителей, что проистекало из представлений, что дети — это такие же взрослые, только маленькие. Только в начале XIX в. дети дворян стали носить отличные от родителей виды одежды, что было связано с распространением в их среде идей французского философа Жан-Жака Руссо, что дети имеют право на период продолжительного детства и на отношение как к детям а не как к взрослым. В XX веке детский костюм всех прослоек общества уже выразительно отличался от костюма взрослых, особенно в расцветке.

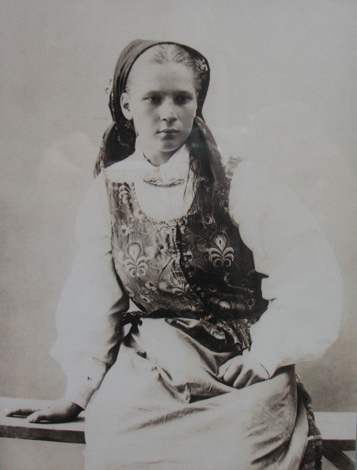
Девочка-крестьянка из деревни Вялово Ошмянкого уезда. Фотограф граф Бенедикт Тышкевич, 1898 г.
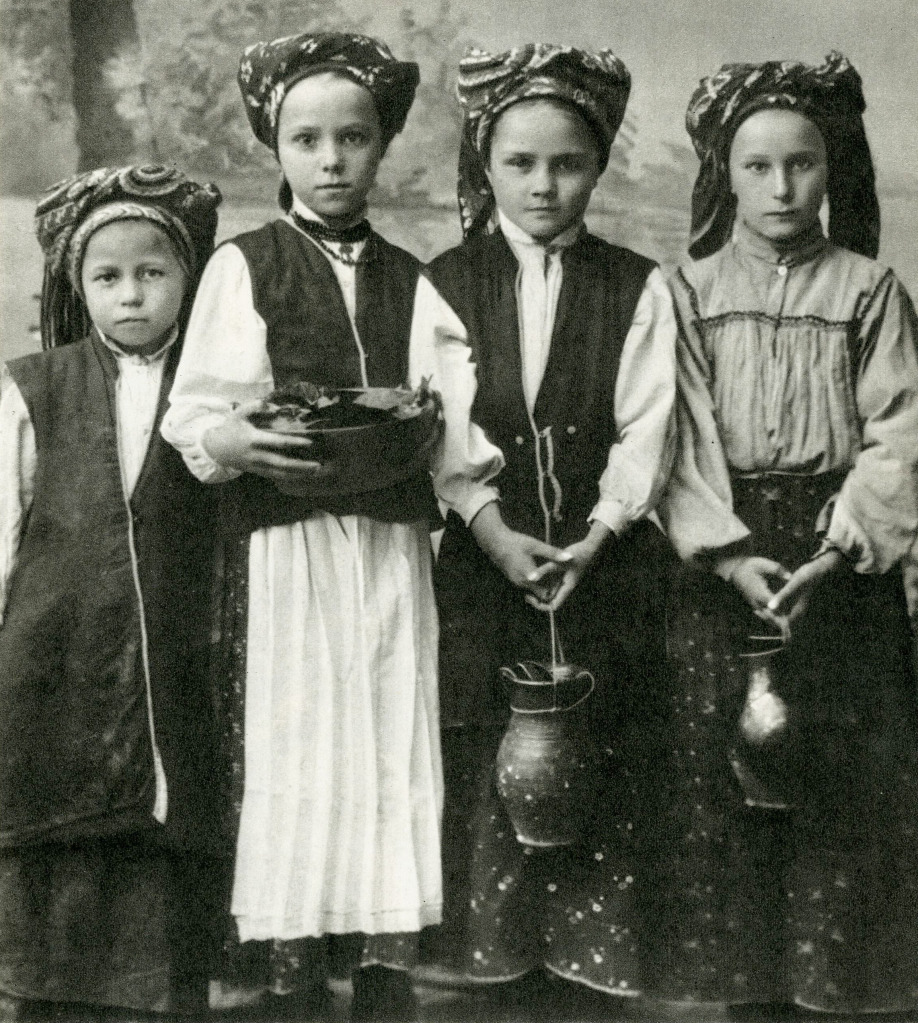
Девочки-крестьянки из деревни Лучники (Слуцкий уезд) в шалях, завязанных «коруной». Фотограф Самир Юхнин, 1908 г.
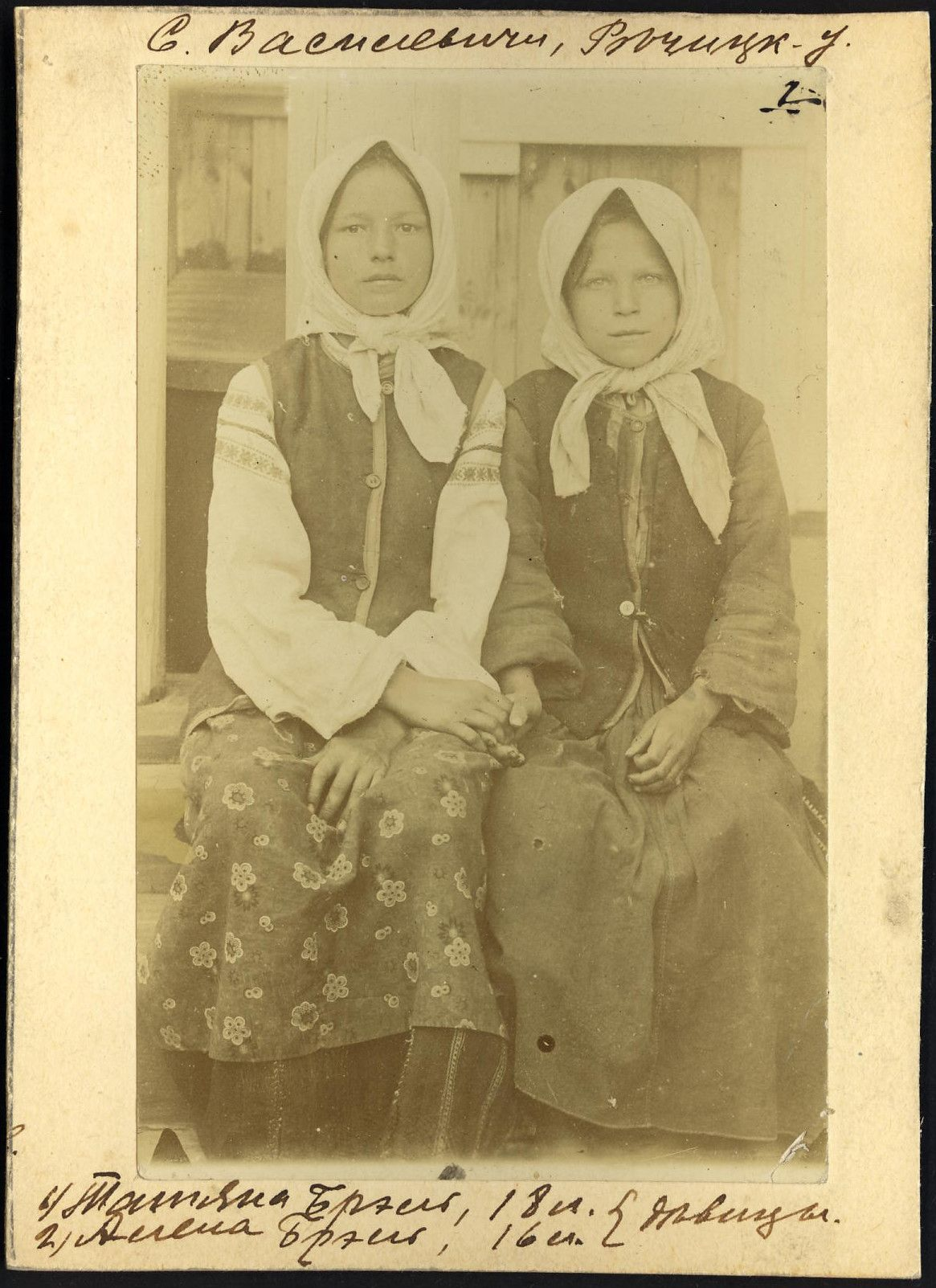
Девочки-крестьянки из деревни Василевичи Речицкого уезда. Фотограф Исаак Сербов, около 1912 г.
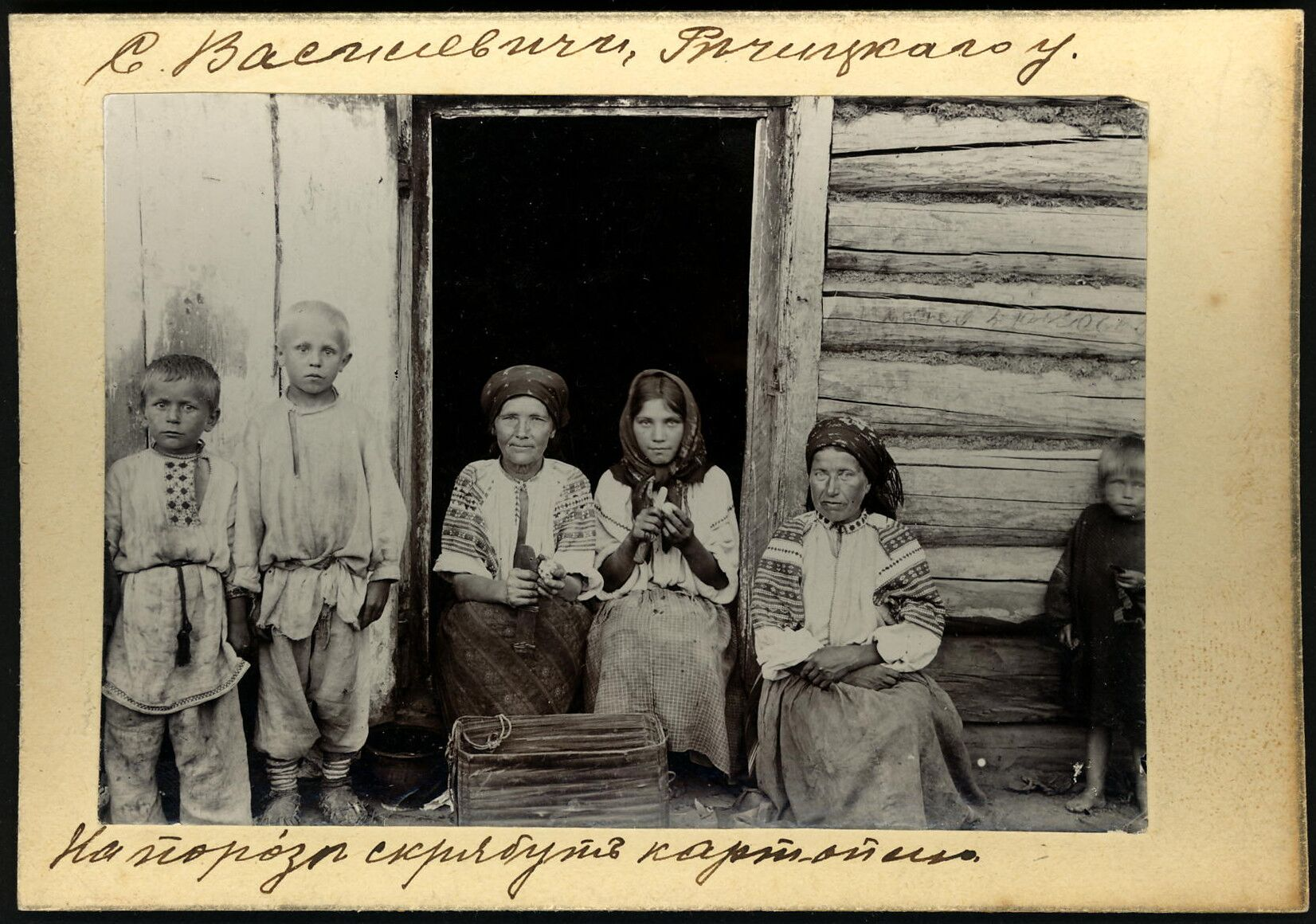
Мальчики-крестьяне из деревни Василевичи Речицкого уезда. Фотограф Исаак Сербов, около 1912 г.
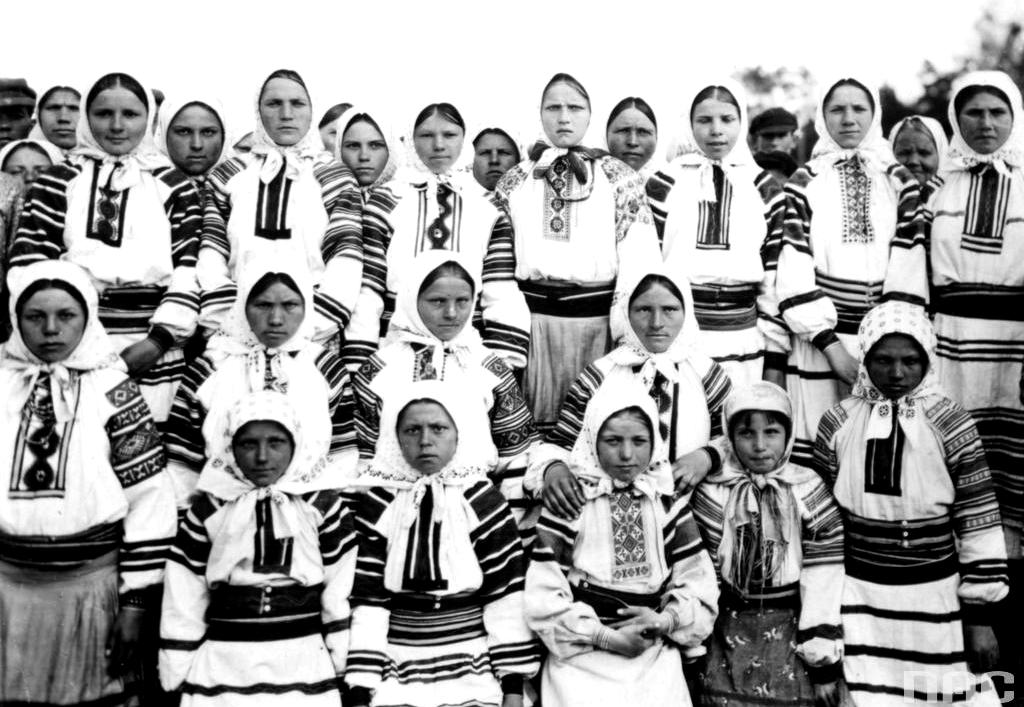
Девочки-крестьянки из Западной Белоруссии в кобринском строе. Фото 1930-х гг.

## Орнамент в белорусском традиционном крестьянском костюме

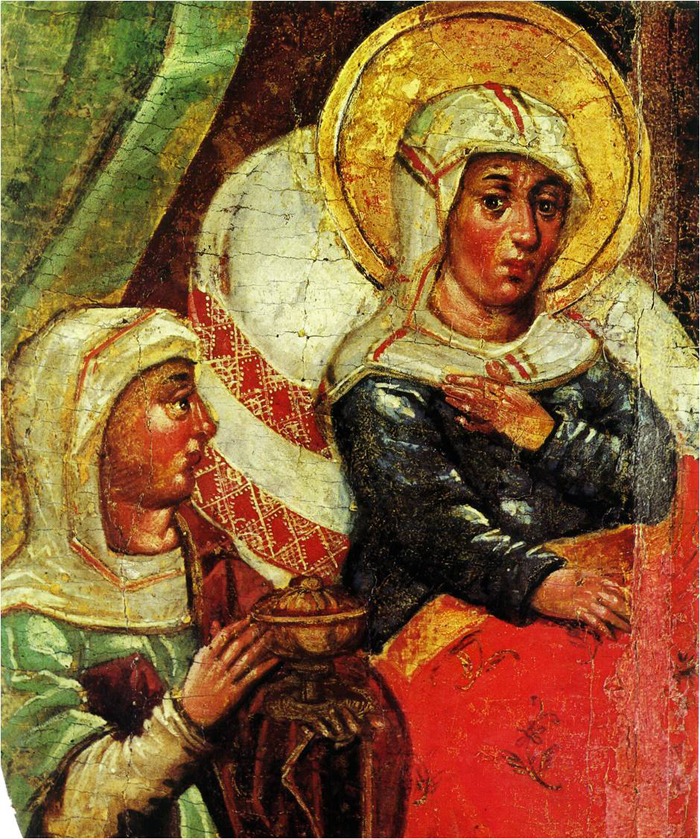
Белорусский орнамент на тканых предметах. Фрагмент белорусской иконы «Рождество Богородицы», 1649 г. Художник Пётр Евсеевич. (Национальный художественный музей Республики Беларусь)

Орнаментика белорусского национального крестьянского костюма чрезвычайно разнообразна и выразительна. Она состоит преимущественно из геометрических и геометрически-растительных узоров. Основными элементами белорусского орнамента являются ромб в разнообразных вариантах: в виде квадрата, поставленного на вершину, с четырьмя точками, с отростками, а также кресты, розетки-звёзды, прямые и зигзагообразные линии.
Пространство, передаваемое в орнаменте, — не иллюзорное отображение действительности, а служит украшению объектов предметно-пространственной среды человека и без предмета не существует и не имеет смысла. Даже сами изобразительные мотивы, например, розы, размещённые вдоль рукава сорочки, существуют не в своей природной среде, поле или букете, а именно на ткани изделия.

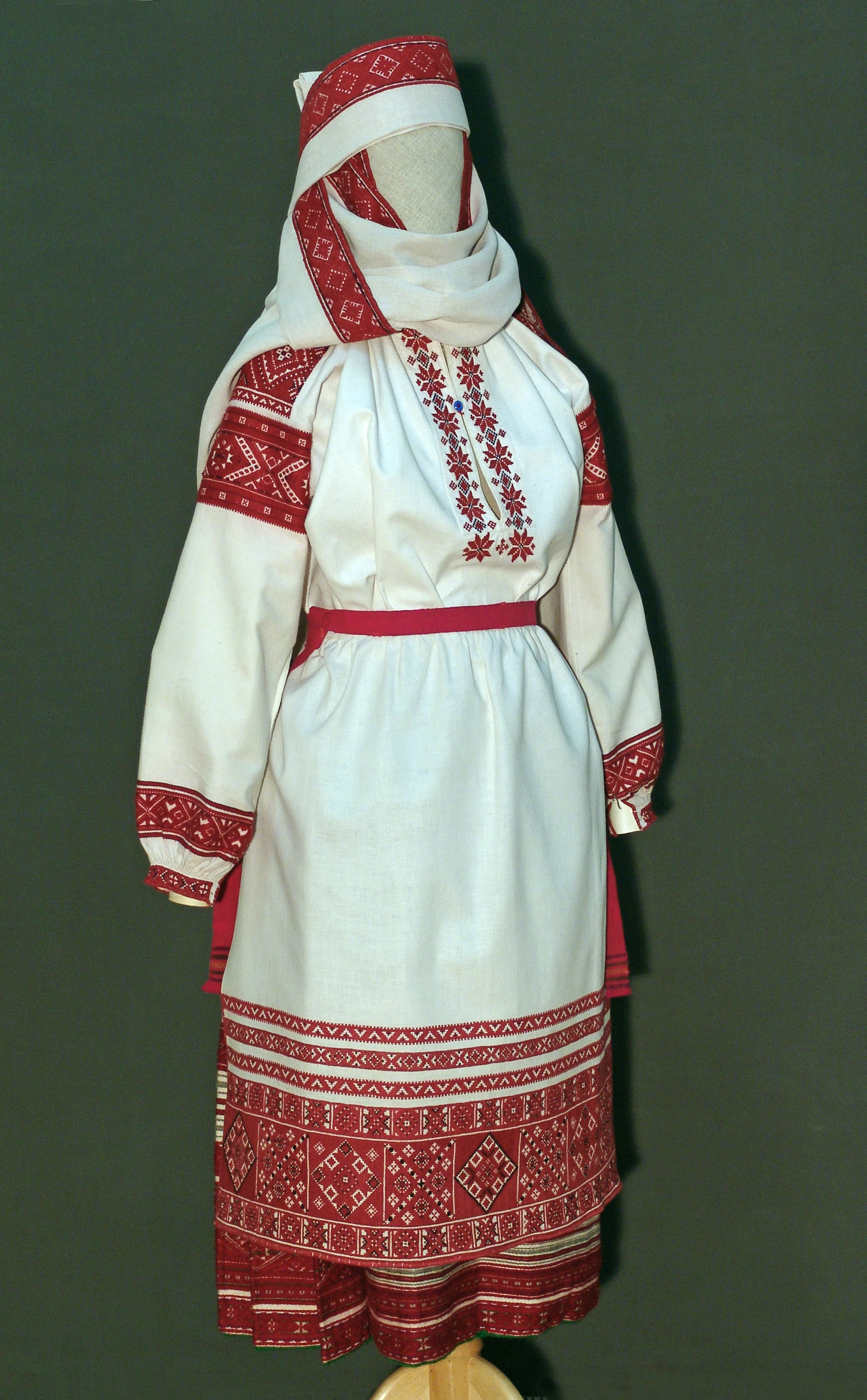
Традиционный малоритский праздничный женский строй (деревня Збураж), конец XIX в. (Музей древнебелорусской культуры)

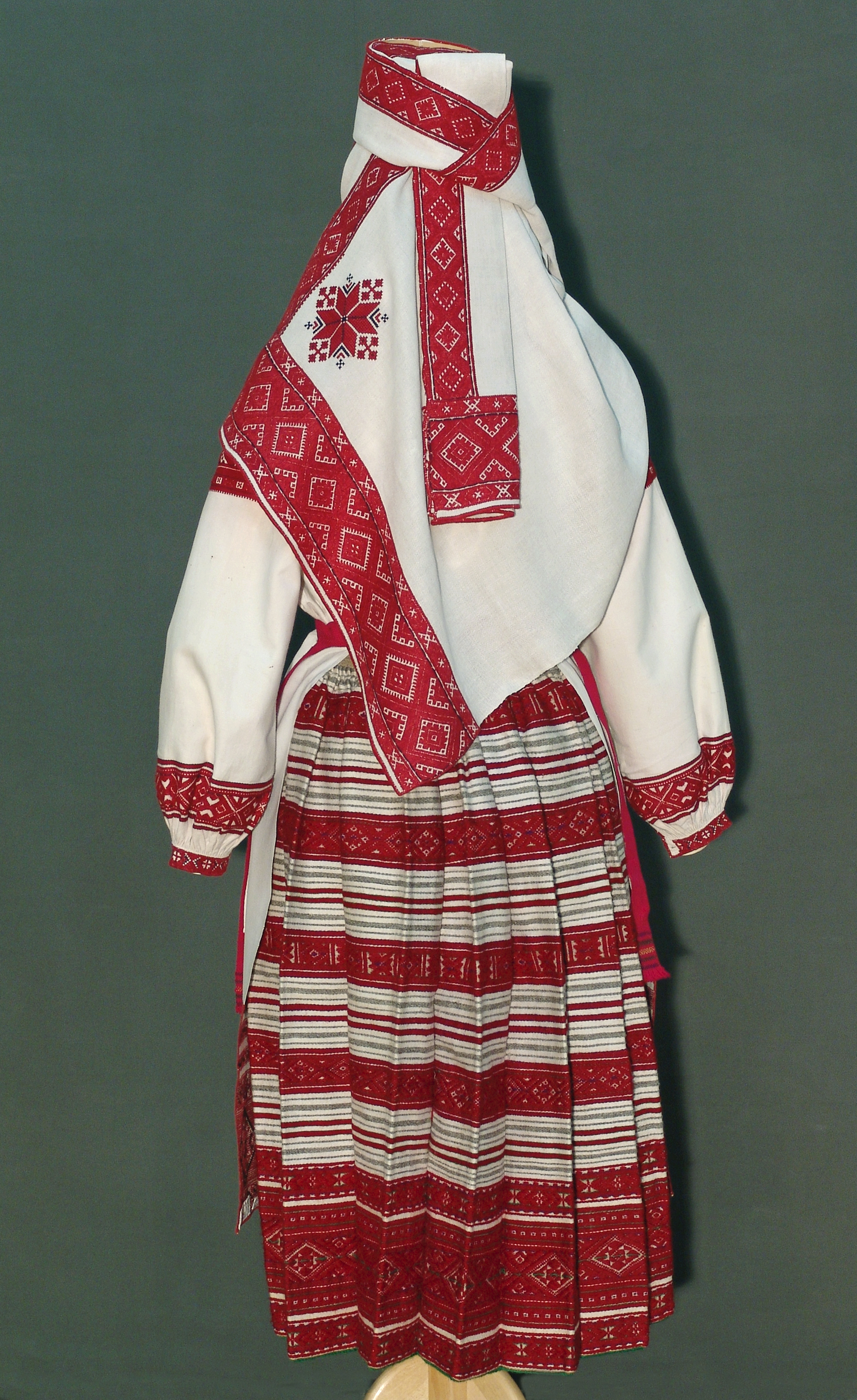
Традиционный малоритский праздничный крестьянский женский строй (деревня Збураж), конец XIX в. (Музей древнебелорусской культуры)

Разнообразие белорусского тканого и вышитого орнамента представлено вариантами соединения отдельных геометрических мотивов в разные по структуре и ритму композиции. Чаще всего встречается бордюр — узорчатая полоса или лента, ограничивающая край, делящий поверхность на части, полосу, в которой один или два мотива повторяются в определённом ритме. Соединение полос разной ширины даёт бесконечные варианты орнаментальных композиций. Вышитые бордюры акцентируют в белорусских сорочках места соединения верха рукава и плечевой вставки. В женских и мужских сорочках узкие бордюры украшают обшивки рукавов и воротники-стойки. Простыми полосками или орнаментальным бордюром всегда завершён низ фартука.
Бордюр в вертикальном положении, например на манишках праздничных мужских сорочек, является центром декоративной композиции костюма, притягивает к себе внимание в первую очередь. Вертикальными бордюрами вышивались рукава женских сорочек, при этом в композиции выделялся центральный, более широкий бордюр. Ширина бордюров, использовавшихся в фартуках, всегда уменьшалась снизу вверх.
Вторым наиболее распространённым в белорусском орнаменте принципом размещения отдельных геометрических мотивов на пересечении прямых или диагональных осей являются прямая и косая сетки. Сетчатые орнаменты заполняют верх рукавов в женских сорочках могилёвского, калинковичского, брагинского, неглюбского комплексов традиционного костюма, всю ширину манишек на мужских сорочках. Сетчатые орнаменты часто сочетаются с бордюрами в единую орнаментальную композицию.
Третьим принципом композиции вышитого орнамента является розетка. Чаще всего розетки — это кресты, восьмилучевые звёздочки, отдельные цветы — розы, листья или маленькие букеты. Розетки размещаются отдельными элементами, что позволяет заполнить декором значительную часть поверхности ткани.
В конце XIX века в белорусской вышивке распространяются новые образцы и техники исполнения. На смену геометрическому орнаменту пришли цветочно-растительные мотивы, вышитые в технике «крест». Недаром такая вышивка получила название «цветистое нашивание» Традиционным считалось цветовое сочетание красных и чёрных ниток.
В 1920—1950 гг. в Белоруссии широко распространилась полихромная вышивка свободной гладью. Этот процесс происходил одновременно с отказом крестьян от традиционных форм костюма из домотканых тканей. Процесс разрушения традиций народного костюма, ткачества и вышивки на территории Белоруссии происходил медленно и неравномерно. Позже всех он затронул Полесье. Именно в этом районе сохранились образцы традиционного костюма и архаичные технологии его создания и оформления.

## Ткани, материалы и оформление

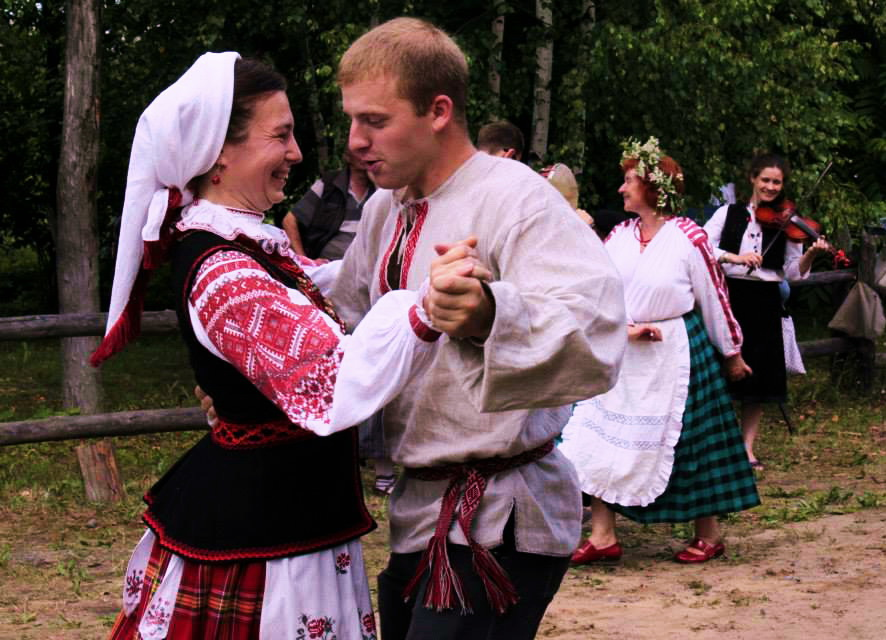
Традиционный крестьянский женский костюм (краснопольско-чечерский строй), богато орнаментированный вышивкой. Фото 2013 г.

В белорусском национальном костюме использовались только натуральные ткани, которые изготавливались в домашних условиях, в основном это были лён и шерсть, также применялась ткань из волокон конопли. Для окраски пряжи использовались натуральные красители: настои трав, коры, листьев деревьев, болотной руды.
Красные нитки для вышивки покупались, но после уже в домашних условиях докрашивались в коричневый и бордовый. Чаще всего одежда была белого цвета, в качестве украшения она оформлялась вышитым красным орнаментальным узором, который объединял весь образ в единую композицию. В орнаменте использовались геометрические узоры, позднее стали применяться также растительные узоры и их сочетание с геометрическими. В обязательном порядке оформлялись орнаментом рукава, ворот, фартук и головные уборы. Также для оформления могло использоваться ткачество нитками разных цветов

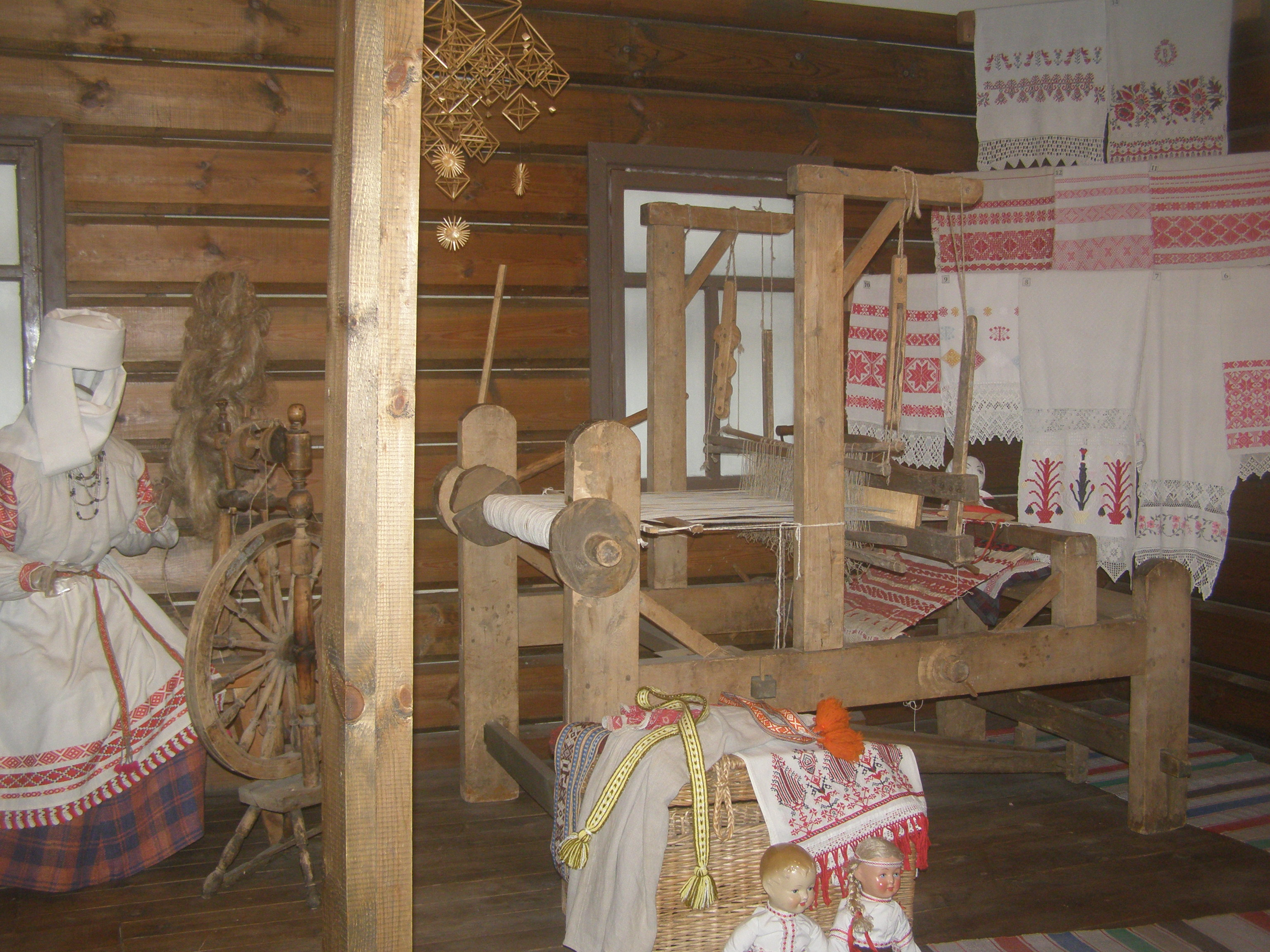
Традиционный белорусский ткацкий станок (Музей традиционного ручного ткачества Поозерья), фото 2011 г.

При изготовлении костюма использовались вышивка, браное, выборное, перевыборное, закладное, ремизное, переборное и узорное ткачество, кружево и аппликация, существовал также специфический способ украшения тканей — набивка.
Для изготовления поясной одежды широко применялись полихромные суконные ткани. На фартуки пришивали покупное или самодельное кружево.
С появлением анилиновых красителей и покупных ниток спектр цветов дополнился оранжевым, фиолетовым, голубым, малиновым, ярко-зелёным, однако сфера их использования была ограниченной.
Для изготовления верхней одежды применялись сукно и овчина.

## Особенности кроя

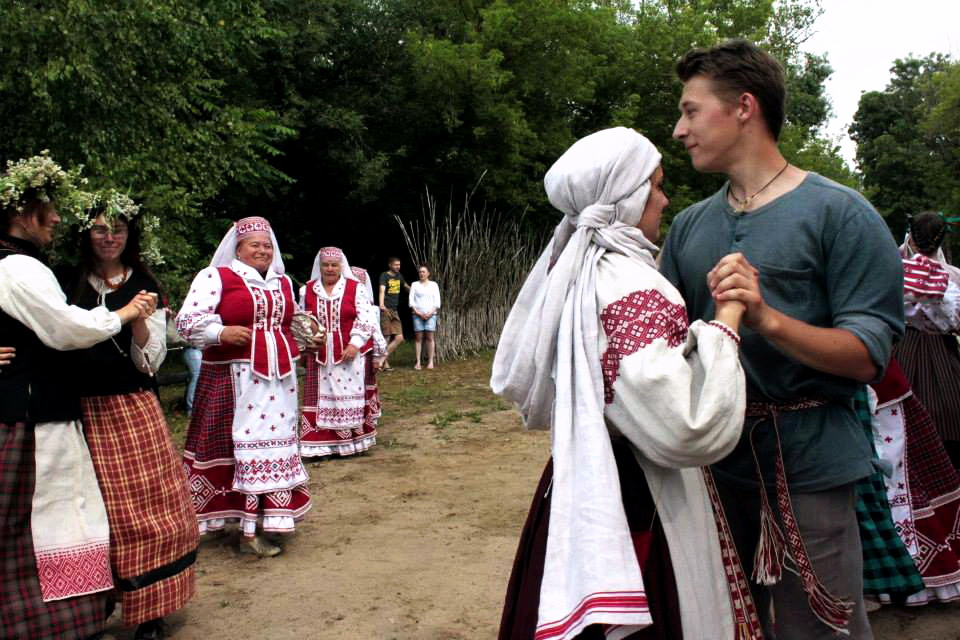
Женщины в традиционном крестьянском костюме разных строев на народном празднике (Могилёв). Фото 2013 г.

В белорусском костюме использовалось три типа рубах: с прямыми плечевыми вставками, туникообразная, с кокеткой. Сорочки всех типов имели прямой разрез (пазуху) по центру, длина которого достигала 35-40 см.
В старину чаще всего сорочки кроили без швов на плечах, просто перегибая ткань, но к XIX веку такой покрой считался устаревшим и использовался только в обрядовой одежде. Крой стал поликовым, при котором переднее и заднее полотнища соединялись с помощью прямоугольных вставок — поликов, вставок из того же самого материала.
Воротник присутствовал только в праздничной одежде крестьян, его высота была около 2-3 см. Среди мелкой шляхты был распространён отложной воротник. Стоячий воротник застегивался на пару пуговиц сбоку или спереди, отложной — на запонку (шпонку) или стягивался лентой или полоской цветной ткани.
При раскрое юбки из полотна делали два полотнища, а при шитье юбки из сукна использовали от трёх до шести продольных полотнищ, которые сшивались вместе и собирались в складки около пояса.

## Вышивка и национальный костюм в крестьянских традициях

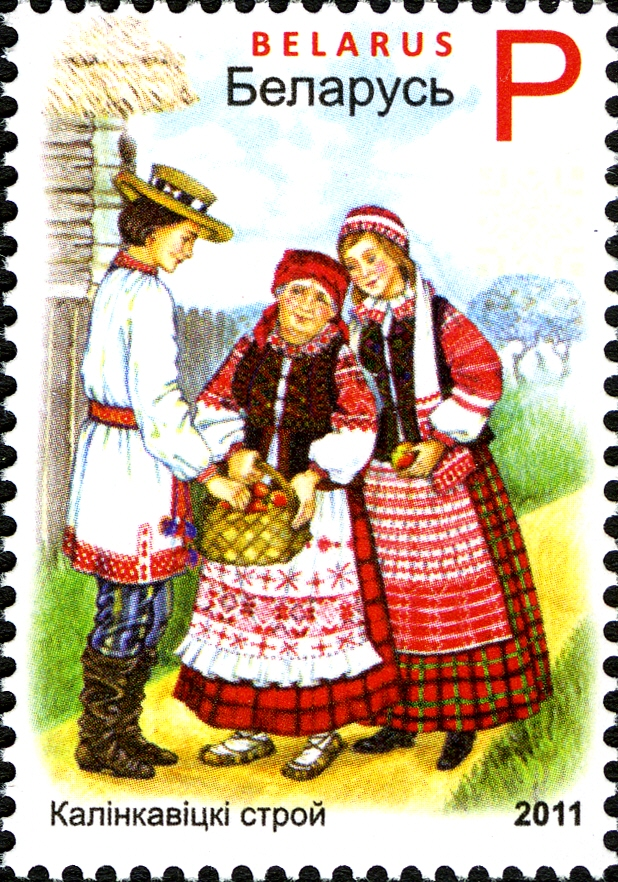
крестьяне в калинковичских строях (Белорусская почтовая марка)

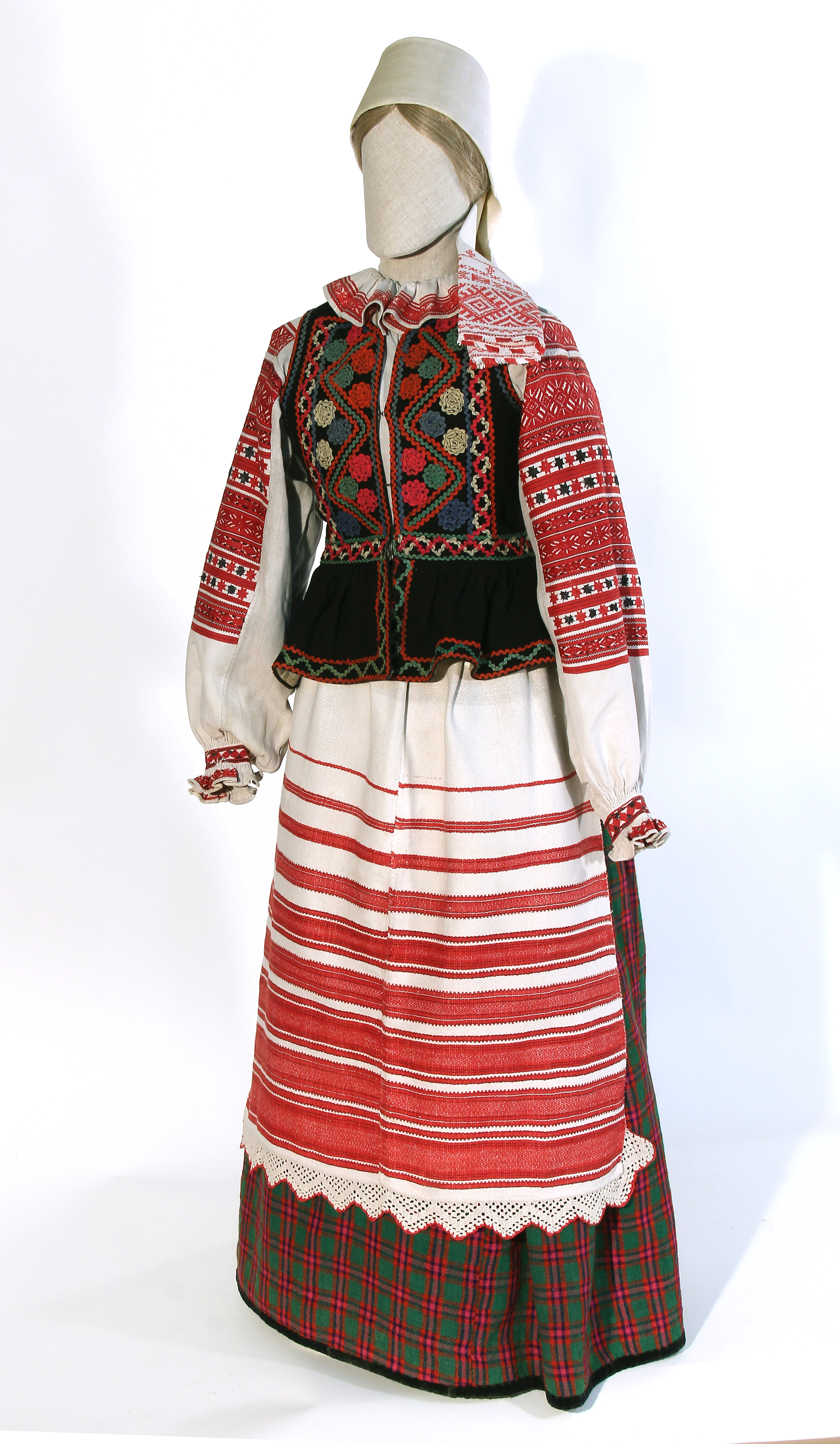
Традиционная крестьянская женская одежда (калинковичский строй), орнаментированая вышивкой, начало XX ст. (Музей древнебелорусской культуры)

В крестьянской среде умение женщин вышивать передавалось из поколения в поколение. На Полесье в богатых семьях иногда собирались значительные запасы одежды. Это богатство составляли работы матерей дочерей и внучек, случалось, что три поколения вышивали вместе. Вышивать женщин учили с детства. вышиванием занимались незамужние девушки, начинавшие готовить себе приданное задолго до свадьбы — уже с 13-14 лет. Для вышивания они использовали каждую свободную минуту: даже когда пасли скот, в перерывах между работой на господском дворе. Умение ткать и вышивать оценивалось как важный навык, необходимый каждой женщине. Ели девушка владела главными женскими ремёслами — прядением, ткачеством и вышивкой и во время свадьбы могла продемонстрировать своё богатое приданное, то считалось, что она мастерица и труженица. Высоко оценивалось умение создавать именно красивые предметы, украшенные узорами, орнаментированные.
В приданное невесты по традиции входило много тканых и вышитых предметов. В его подготовке принимали участие все женщины семьи — мать, бабушка, незамужние сёстры. Перед свадьбой, после помолвки, молодая для подготовки недостающей части приданного, призывала на помощь «дружку» или нанимала «талаку» — собирала подружек и родственниц, помогавших ей ткать, прясть и вышивать.
Приданное у белорусских крестьян до начала XX в. хранилось в «кубле» — большой деревянной бочке с крышкой. В 1920—1940 гг. в белорусской деревне на смену «кублам» пришли «куфры (сундуки)», «скрыни (лари)». В приданное входили полотна, рушники и одежда — сорочки фартуки и намётки.
Важной частью свадебного обряда был перевоз приданного в дом жениха и осмотр всеми родичами рукоделия невесты. Кубел или ларь должны быть заполнены доверху приданным.

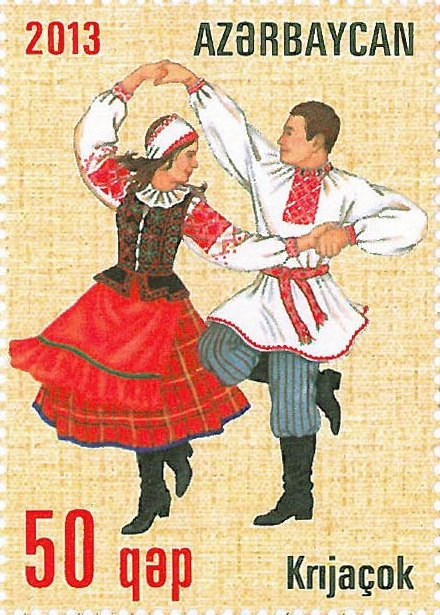
Молодые танцуют крыжачок. (Азербайджанская почтовая марка)

В доме жениха содержимое ларя невесты вывешивали напоказ. По количеству и качеству выставленных предметов судили о размерах приданного, достатке семьи невесты, о её художественных способностях, умении ткать и вышивать.

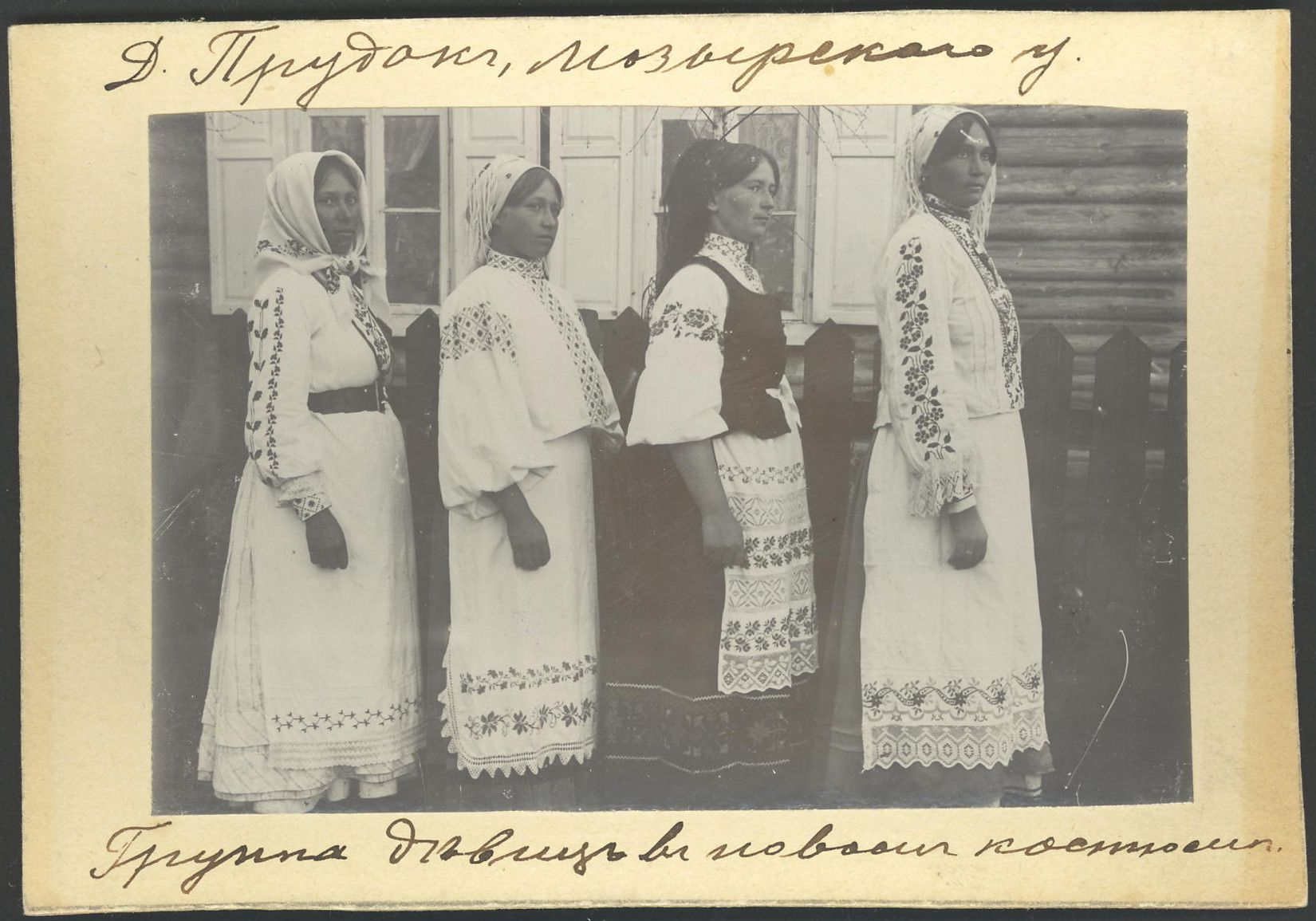
Девушки в новых костюмах с вышивкой, деревня Прудок (Мозырский уезд). Фото Исаака Сербова, 1912 г.

Женщины верили, что свадебная сорочка, в которой они венчались, имела особую силу. «Брачные» сорочки бережно хранили. Бывало, что такая сорочка служила не одному поколению женщин семьи. Часто невесте одевали под венец сорочку матери или бабушки. В венчальной сорочке — самой украшенной и красивой, было принято хоронить женщину. Белорусы верили, что «на том свете» умершие предки — «деды» узнают их именно по одежде.
Для девушки завивание намётки — головного убора замужней женщины — символизировало её расставание с девичеством и вступление в новый период жизни. Завитая в белую намитку, украшенную белыми живыми цветами, невеста представала в своём новом образе и качестве. Обряд завивания невесты, исполнявшийся старшими и обязательно счастливыми в браке женщинами, сопровождался пожеланиями невесте счастья и хорошей судьбы в браке, детей. С этого момента женщина всю свою жизнь носила завитый головной убор, без которого не выходила за порог своего дома.
Подарки жениху обязательно включали свадебную, а также праздничные рубахи, количество которых могло доходить до одиннадцати, шейный платок, кисет. Венчальную сорочку вышивала по обычаю сама невеста.
«Молодецкая» сорочка предназначенная для жениха, была предметом, над которым проводились также специальные магические действия, которые должны были обеспечить девушке счастье в семейной жизни. Например, накануне свадьбы после бани невеста вытиралась сорочкой, предназначенной жениху, что должно было обеспечить ей его любовь и счастье в семейной жизни.
В некоторых местностях Белоруссии сорочку, подаренную невестой жениху, он одевал в тот момент свадьбы, когда невесте расплетали косы и повязывали женский головной убор — намётку. Принято было также переодевать новобрачных во время раздачи каравая.
Сорочку, бывшую до этого на женихе, отдавали его матери. Мужские свадебные сорочки берегли как память всю жизнь, одевали их только в праздничные дни.
После свадьбы молодая женщина уже не имела возможности вышивать. В доме свекрови молодую невестку ждало много физической работы и обязанностей. Затем следовало рождение ребёнка, за ним — много чего другого, поэтому на вышивание у неё не оставалось времени.

## Современное использование

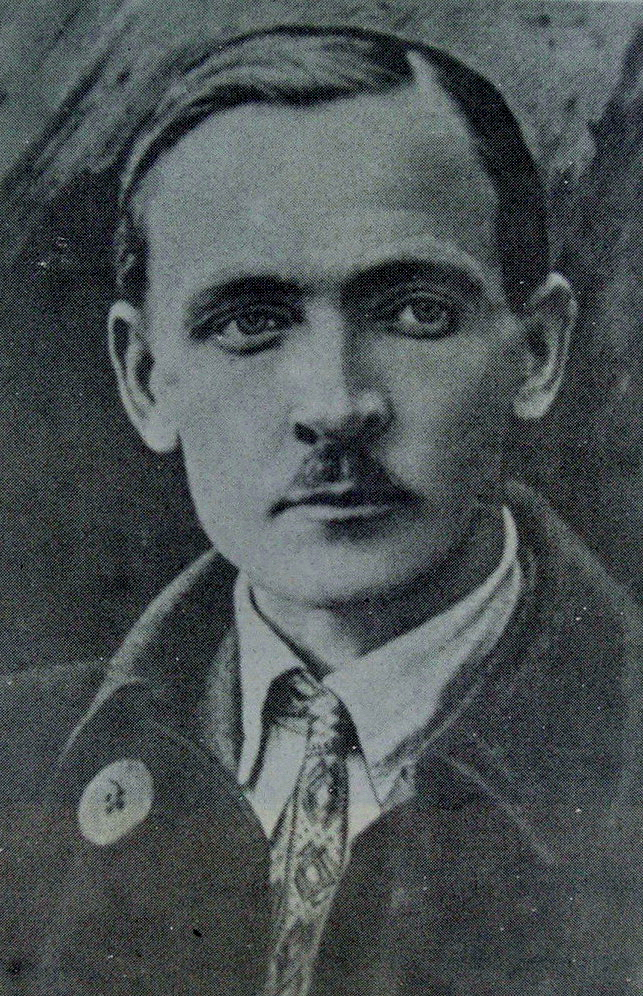
Янка Купала с белорусским крестьянским галстуком-вышиванкой. Фото около 1917 г.

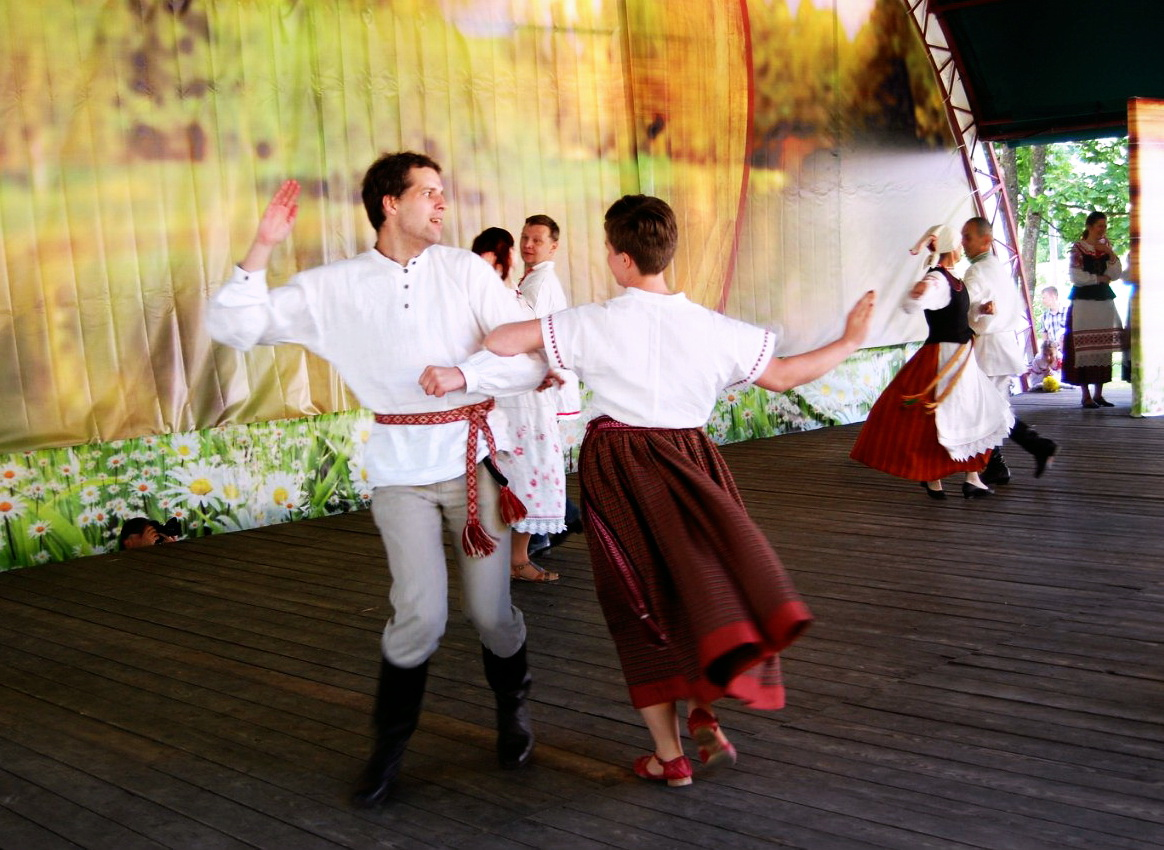
Коллектив исполняет танец «Коваль» в традиционной крестьянской одежде. Фото 2014 г.

Крестьянский белорусский костюм широко используют во время проведения торжественных мероприятий: девушки в народной одежде встречают хлебом-солью долгожданных гостей.

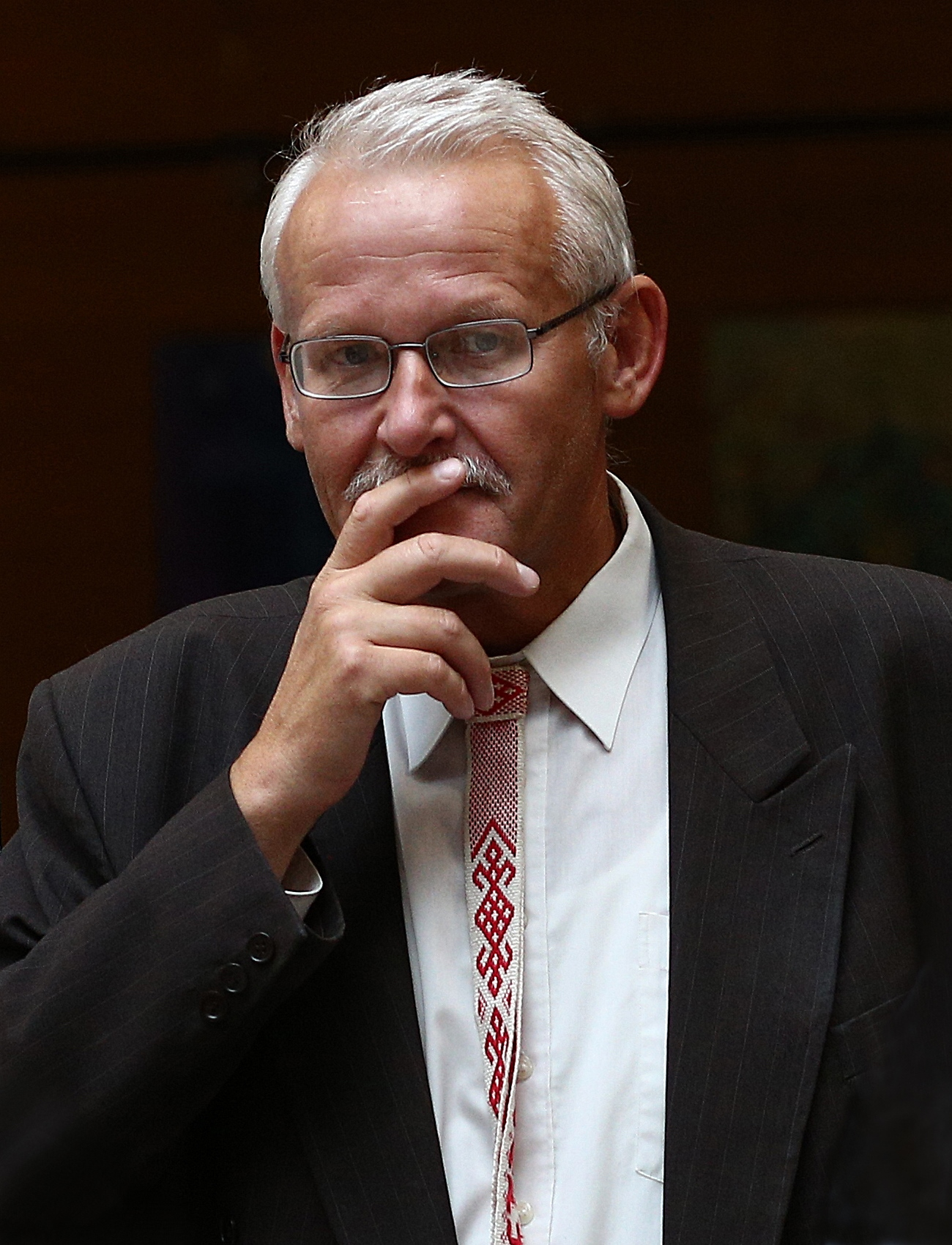
Иосиф Янушкевич с белорусским галстуком-вышиванкой, дополняющим современный костюм. Фото 2014 г.

Национальный костюм белорусов — неотъемлемый участник театральных и кинематографических постановок на национальную тематику. Белорусская народная одежда используется участниками танцевальных, певческих и инструментальных групп и ансамблей, причём это делается не только в контексте «реконструкции» народных традиций, но и просто в целях придания участникам группы определённого имиджа, который может вообще не сочетаться с их творчеством.
Белорусский национальный костюм и вариации на его тему широко используются представителями белорусской политической элиты, творческой и научной интеллигенции, молодёжи. Так, в Белоруссии с 2013 года насколько лет подряд проходит «День Вышиванки» — неофициальный праздник, посвящённый в первую очередь распространению традиции ношения народной одежды в современном социально-культурном контексте и расширению сферы употребления белорусского языка и культуры в белорусском обществе.
Белорусский национальный костюм относительно часто является источником вдохновения для дизайнеров и модельеров: известный американский рэпер Снуп Дог выпустил серию одежды, вдохновлённой белорусским народным костюмом; вариации на тему народной одежды белорусов можно проследить у модного дома «Valentino» и многих белорусских модистов и ремесленников.
В середине 2010-х годов в молодёжной моде Белоруссии появились «вышимайки» — обычные майки с принтом, как на национальной крестьянской рубахе, — и «вышибайки» — аналогичные по существу байки. Оба неологизма являются производными отслова «вышиванка», которым у восточных славян называют расшитую крестьянскую рубаху.

## В филателии

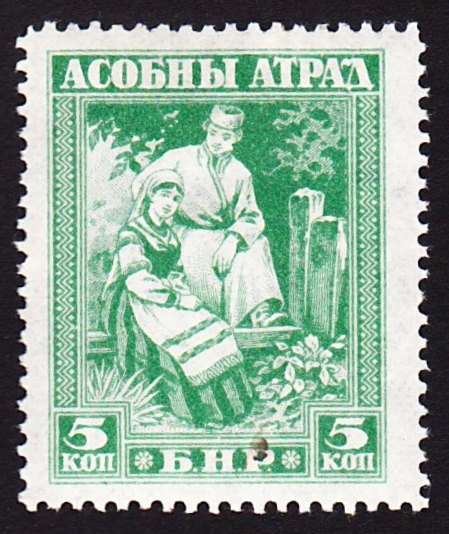
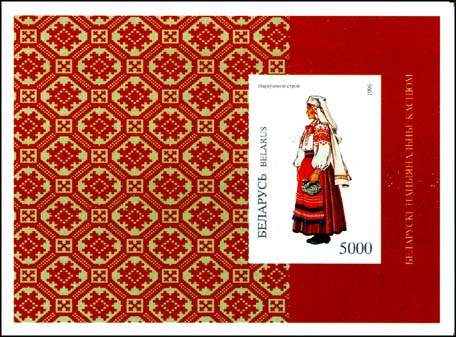
Наровлянский строй
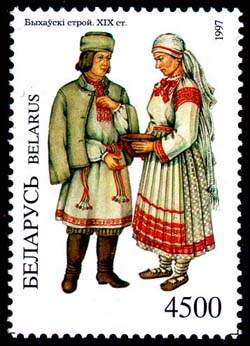
Быховский строй
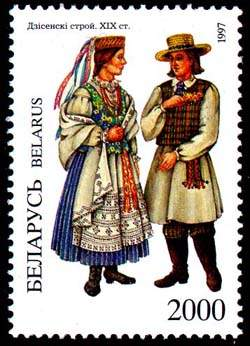
Дисненский строй
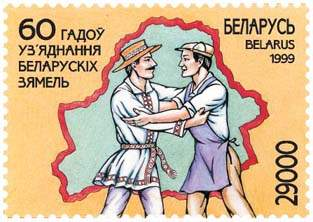
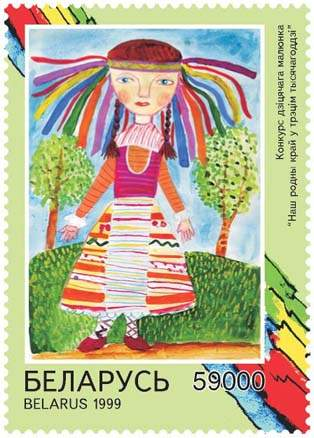
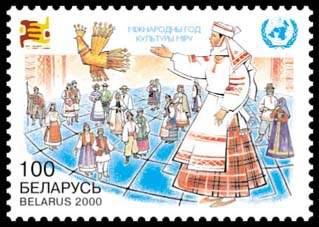
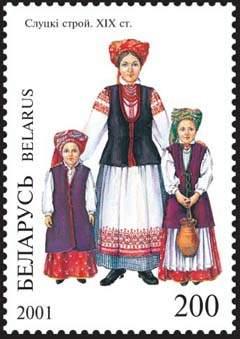
Слуцкий строй
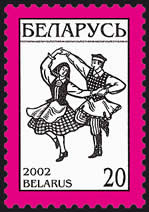
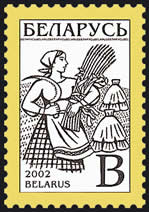
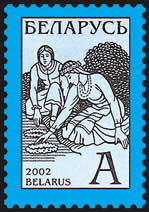
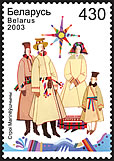
Строи Могилёвщины
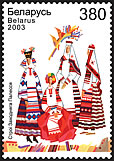
Строи Западного Полесья
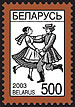
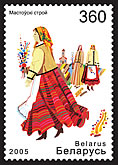
Мостовский строй
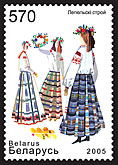
Лепельский строй
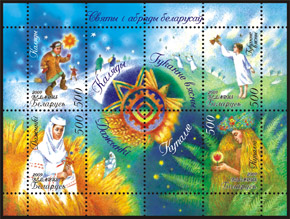
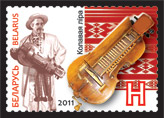
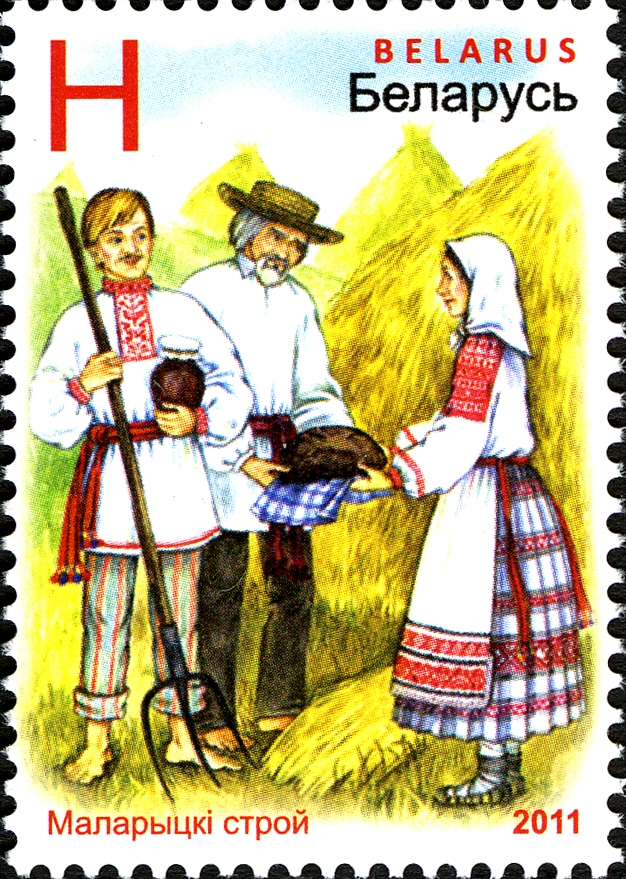
Малоритский строй
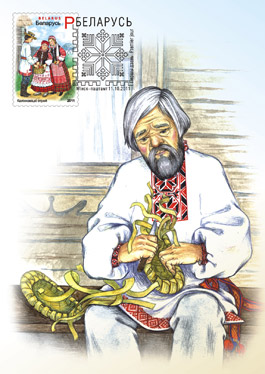
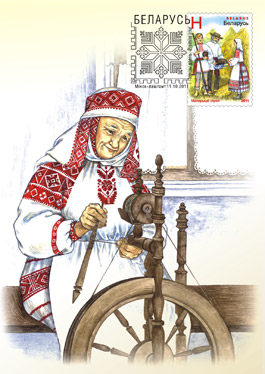
Малоритский строй
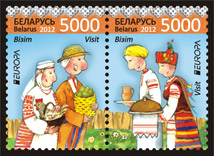
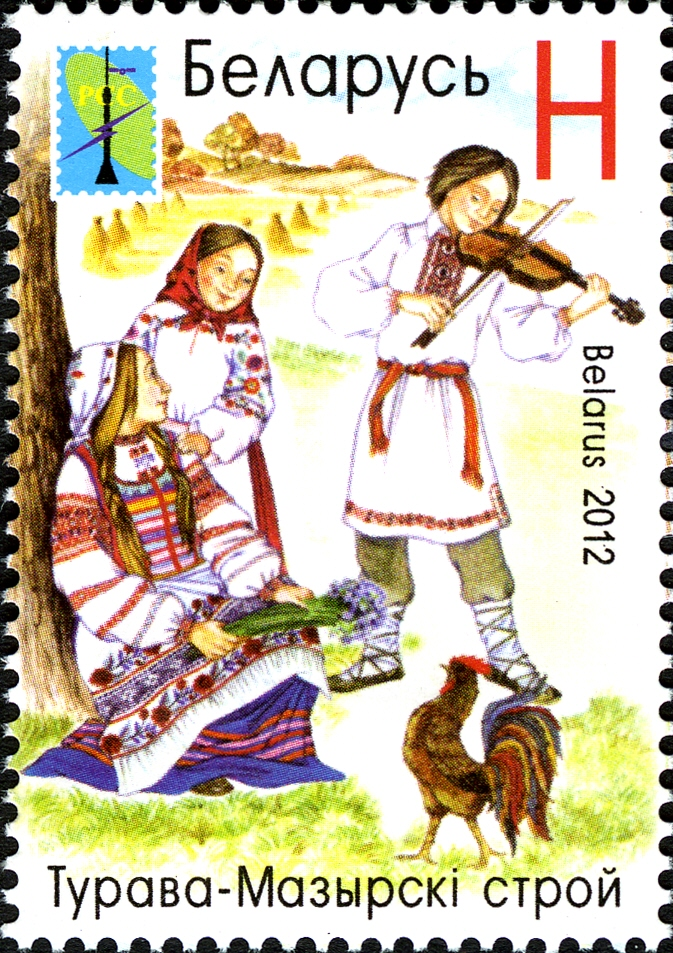
Турово-Мозырьский строй
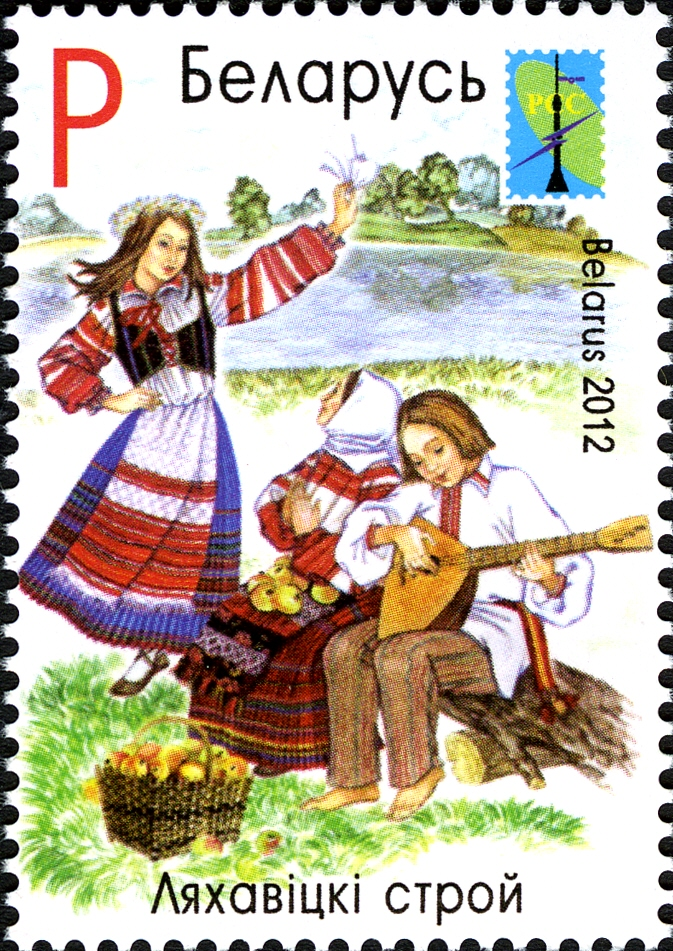
Ляховичский строй
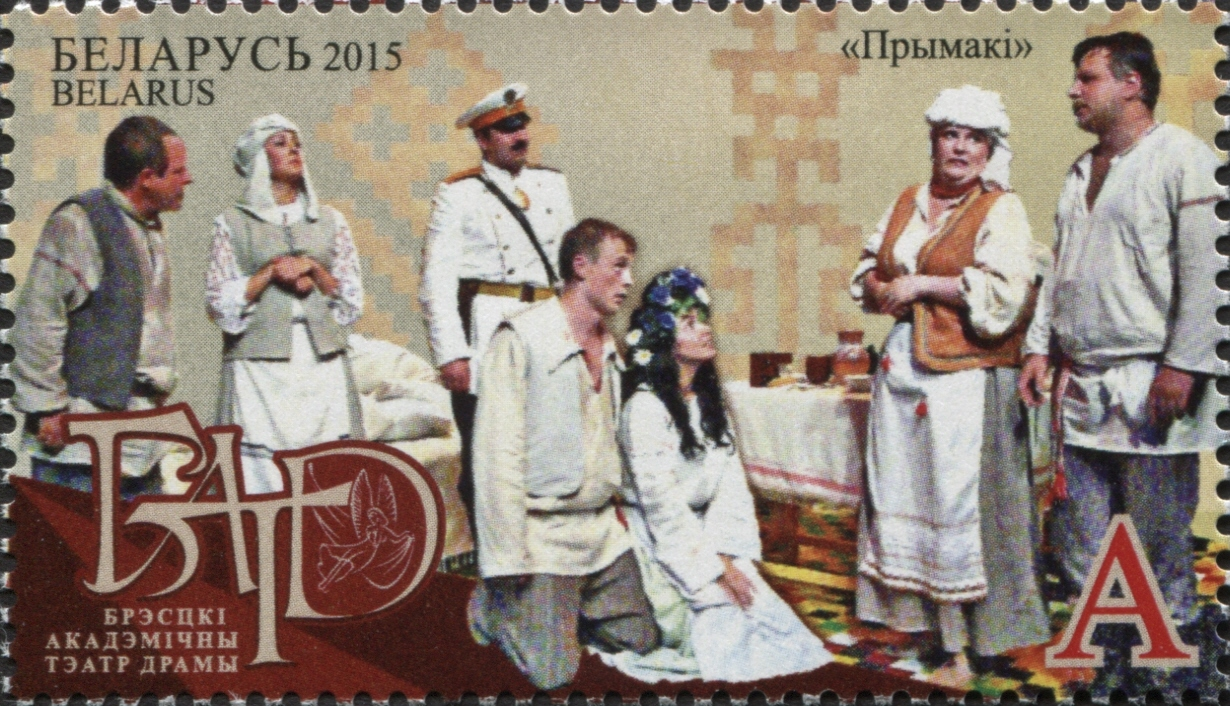
Сцена пьесы "Примаки"
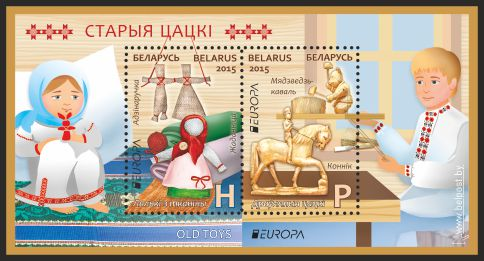
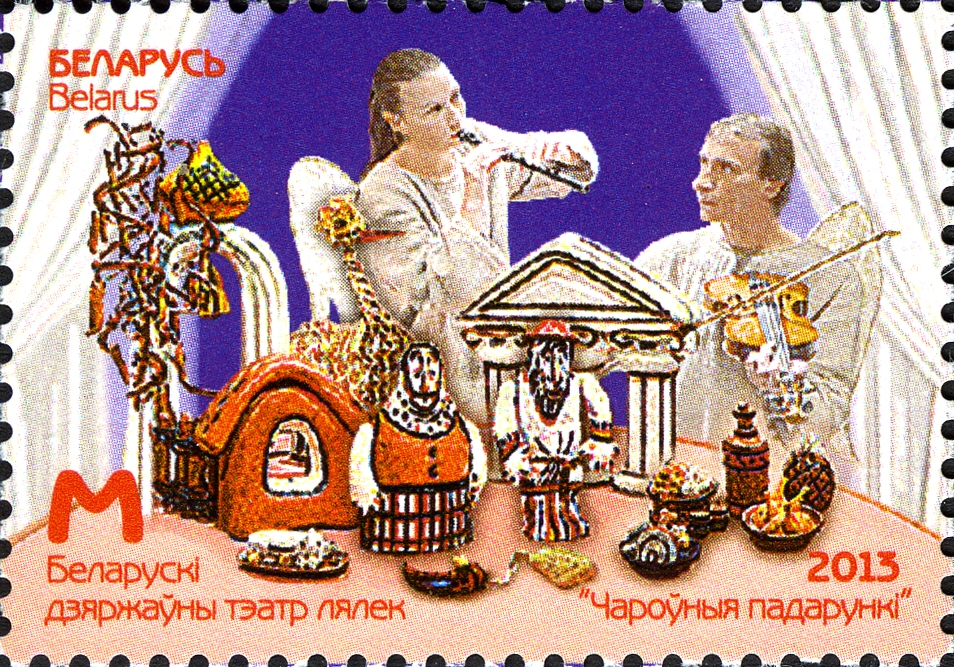
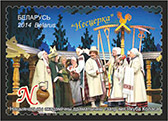
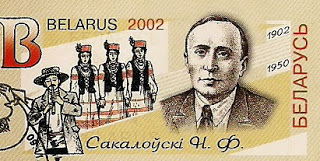
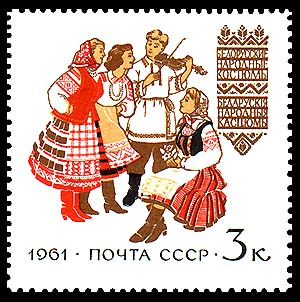
Почтовая марка СССР, 1961 год